# Composition de l'être dans l'Égypte antique
Vous lisez un « article de qualité » labellisé en 2015.
Selon les Anciens Égyptiens, la composition de l'être humain dépasse la simple dualité entre le corps et l'âme. Chaque individu compte en lui une dizaine de composantes matérielles et immatérielles qui l'intègrent dans la sphère terrestre du sensible et dans la sphère impalpable des dieux et ancêtres. Après la mort, grâce à ses composantes éthérées, l'individu peut espérer une survie posthume dans la tombe et une existence immortelle auprès des puissances surnaturelles qui règlent les phénomènes cosmiques. La conservation du souffle de vie (ânkh) est cependant conditionnée par le respect, la vie durant, des principes de la Maât (Vérité-Justice-Ordre) et par la maîtrise efficace de la magie-Heka. Cette dernière est à la fois une puissance intérieure et un savoir livresque qui permettent aux humains de s'assimiler aux dieux.
Les Égyptiens n'ont pas établi de liste canonique des différentes composantes de l'être. De plus, ils n'ont guère disserté à leurs propos pour les définir. Les textes funéraires fourmillent cependant d'allusions à leur sujet et leur analyse minutieuse permet aux égyptologues de les appréhender d'un point de vue scientifique. Pour un Égyptien, il est primordial de conserver l'intégrité de l'être après la mort, ce qui explique les rites de la momification et de l'ouverture de la bouche effectués sur le défunt.
Le corps physique, soumis à la décrépitude de la vieillesse, est rendu inaltérable après la mort par le processus de la momification. Le terme djet désigne le corps mais aussi ses représentations en images peintes ou sculptées. Le cœur (haty et ib) est le siège de la personnalité, de la mémoire et de la conscience. Cet organe est symboliquement évalué à l'aune de la maât sur la balance du tribunal d'Osiris. Le ren est le nom, une partie primordiale de l'être. Sans nom, il n'y a plus d'être. L'effacement du nom est un grand châtiment qui condamne magiquement les criminels à la damnation et à l'oubli. Le ka est l'énergie vitale et un double spirituel qui naît en même temps que l'humain. Le ka survit dans la tombe après la mort grâce au culte funéraire et aux livraisons d'offrandes alimentaires. Le ba, improprement traduit par âme, est un principe spirituel qui prend son envol à la mort du défunt. Cette composante représente l'énergie de déplacement, de dialogue et de transformation inhérente à chaque individu. Le shout ou khaïbit est l'ombre. Un défunt n'est complet que s'il dispose d'elle à l'instar de son ba. Enfin, plus qu'une composante, l'akh est un état d'être, celui du mort Bienheureux qui a atteint le statut de puissance spirituelle supérieure, lumineuse et efficace.

## Notion de personne

### L'Homme égyptien

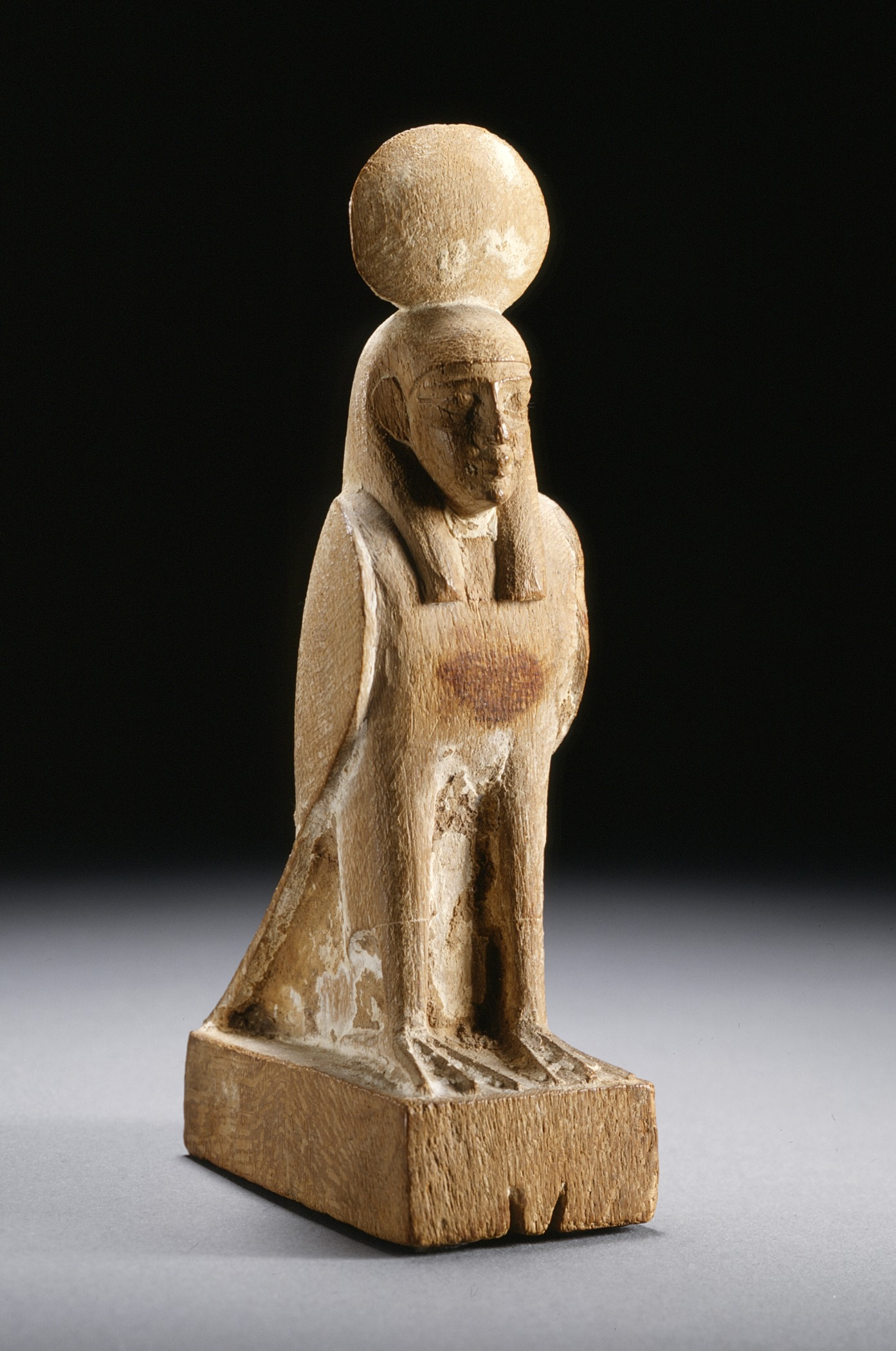
Statuette d'une âme-Ba sous la forme d'un oiseau à tête humaine couronnée d'un disque solaire (Musée d'Art du comté de Los Angeles).

Civilisation disparue, l'Égypte antique n'est plus accessible que par ses écrits hiéroglyphiques et par les fouilles archéologiques de ses antiques cités et nécropoles. D'après les données recueillies, essentiellement funéraires, la composition de l'homme ne se réduit pas à la polarité âme-corps. L'individu égyptien s'inscrit dans son environnement par un réseau complexe de composantes matérielles et immatérielles. Ces différents aspects de la personnalité sont autant de moyens de communication qui tissent des liens entre le monde sensible (terre) et le monde invisible (ciel et inframonde) ; entre le monde palpable des humains et le monde mythique des dieux et défunts. Aucun Égyptien n'a songé à disserter sur les composantes humaines dans un traité moral. Aussi, pour les égyptologues, l'approche de l'analyse égyptienne sur l'Homme n'est possible que par la lecture attentive et comparée des corpus religieux que sont les Textes des pyramides, les Textes des sarcophages et le Livre des Morts. Les concepts du ba et du ka sont les plus connus. Dans les balbutiements de l'égyptologie, les traductions « âme » et « double » étaient courantes sans pour autant strictement définir ces deux composantes antiques. Depuis les années 1950, de nombreuses études ont permis de mieux les cerner.
La civilisation égyptienne s'étale sur près de trente-cinq siècles, depuis la fin de la Préhistoire et jusqu'aux débuts de l'ère chrétienne. Durant cette très longue période, la pensée religieuse n'a pas été statique et a connu de nombreuses inflexions et reformulations. La réforme amarnienne (ou atonienne) menée par le pharaon Akhenaton est la plus fameuse. D'autres, sans doute moins spectaculaires mais tout aussi fondamentales, ont posé leurs jalons comme l'introduction des cultes solaires et osiriens, la prédominance amonienne, la diabolisation séthienne, etc. Les aspects de la personnalité individuelle ont eux aussi connu des redéfinitions. Dans les premiers temps de l'Ancien Empire, le ka tient une place essentielle dans la survie post-mortem des élites. Après l'effondrement de la toute-puissance royale sous la Première Période intermédiaire, la composante du ba, d'abord réservée aux dieux et à pharaon, se diffuse dans le milieu des courtisans. Au Nouvel Empire, la thématique du ba et de ses voyages mystiques tient une place de choix. Durant la période gréco-romaine, les concepts immatériels du ka et du ba ont pratiquement été abandonnés au profit du Nom et de l'Ombre.

### Énumération des composantes

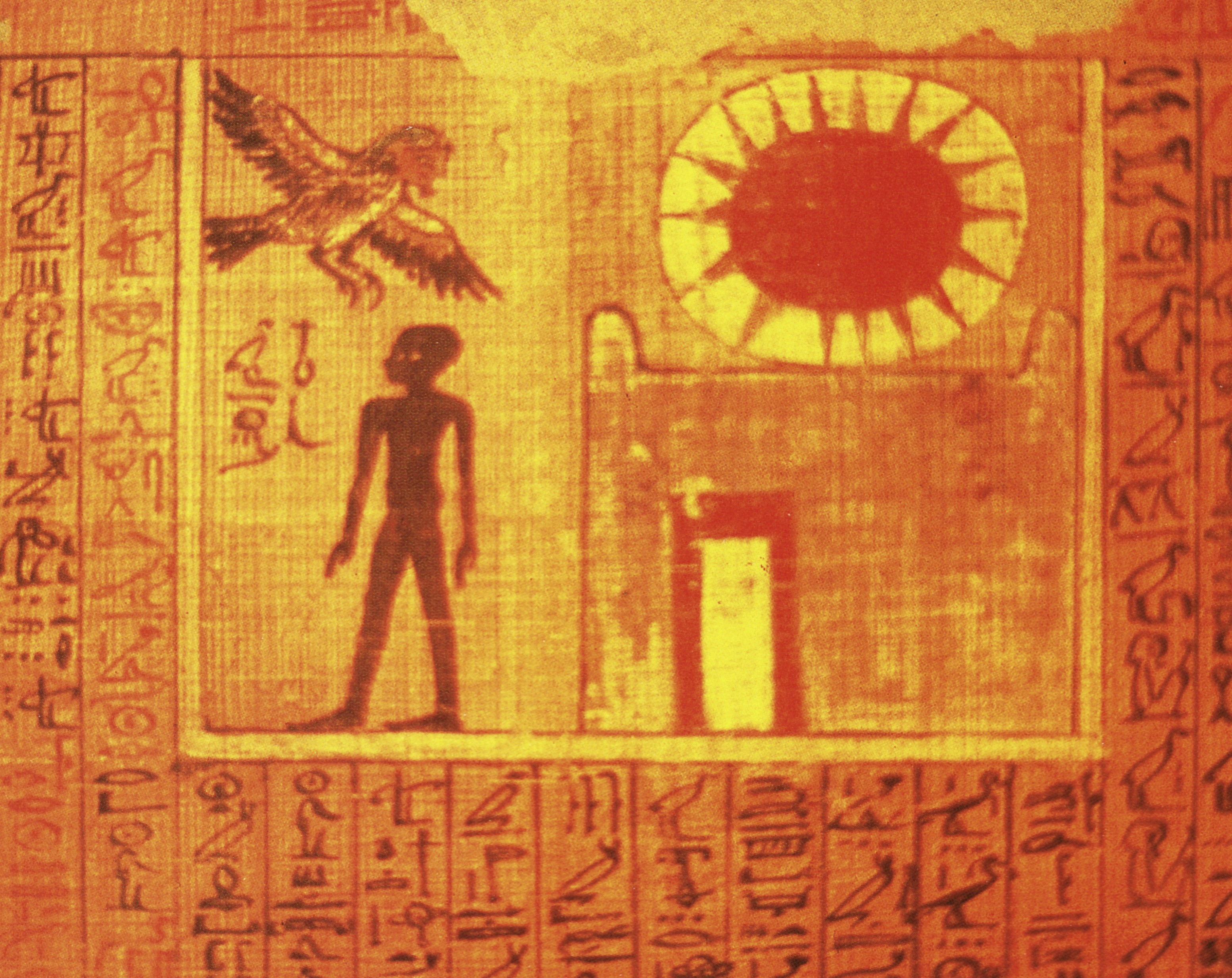
Sortie de l'âme-Ba et de l'Ombre hors de la Tombe. Papyrus de Neferoubenef, Musée du Louvre.

La littérature et les liturgies funéraires sont les textes où s'expriment le plus communément les aspects et les composantes de la personne. Dans la mort, les différentes composantes se dissocient et le rituel funéraire vise à les rassembler afin d'assurer leur survie et immortalité. Outre le ba et le ka, les sources égyptiennes mentionnent le corps, le nom, le cœur, l'ombre et l'akh.
À partir de la période ramesside, apparaît dans l'iconographie des tombes et sarcophages une scène où le défunt est en adoration devant les quatre enfants d'Horus. Sous l'apparence de dieux anthropomorphes, ils viennent à lui et, de leurs mains, il reçoit son cœur, son ba, son ka et son corps momifié. En guise d'exemple, dans la tombe thébaine du maire Amenemhat (TT163) Amset apporte le cœur, Hâpi le ba, Douamoutef le ka et Kébehsénouf la momie. Plus tôt, sous la XVIIIe dynastie, dans la tombe du percepteur Amenemhat (TT82), quatorze composantes sont présentées ; le ba, le cœur, l'akh, la dépouille, l'ombre, la stèle-aha, la tombe, le destin-shaï, la durée de vie-ahaou, la naissance-meskhenet, la dalle d'offrandes-aba, le développement-renenet, le dieu façonneur personnel-Khénémou et les formes d'apparition-khépérou. À la Basse époque, une formule visant à reconstituer la personnalité du défunt est très fréquemment inscrite sur les sarcophages au niveau de la poitrine. Huit composantes sont énumérées ; le ba, le cœur-ib, le cœur-haty, le corps-djet, le ka, la dépouille (cadavre), l'ombre et la momie :

« Ô toi qui emmènes les baou et tranches les ombres, ô vous, dieux, seigneurs des têtes des vivants, puissiez-vous amener son ba à Osiris Khentimenty, puissiez-vous l'unir à son corps-djet, que son cœur se réjouisse ! Que son ba vienne à son corps et à son cœur, que son ba se pose sur son corps et sur son cœur. Amenez-le-lui, dieux qui êtes dans le château du benben à Héliopolis, aux côtés de Shou, fils d'Atoum. Qu'il ait son cœur-ib comme Rê, qu'il ait son cœur-haty comme Khépri. Pureté à ton ka, à ton corps-djet, à ton ba, à ta dépouille, à ton ombre, à ta momie vénérable, Osiris Khentimenty ! »

— Formule pour amener l'âme au corps. Traduction de Jan Assmann

## Place de l'humanité dans l'Univers

### Genre humain

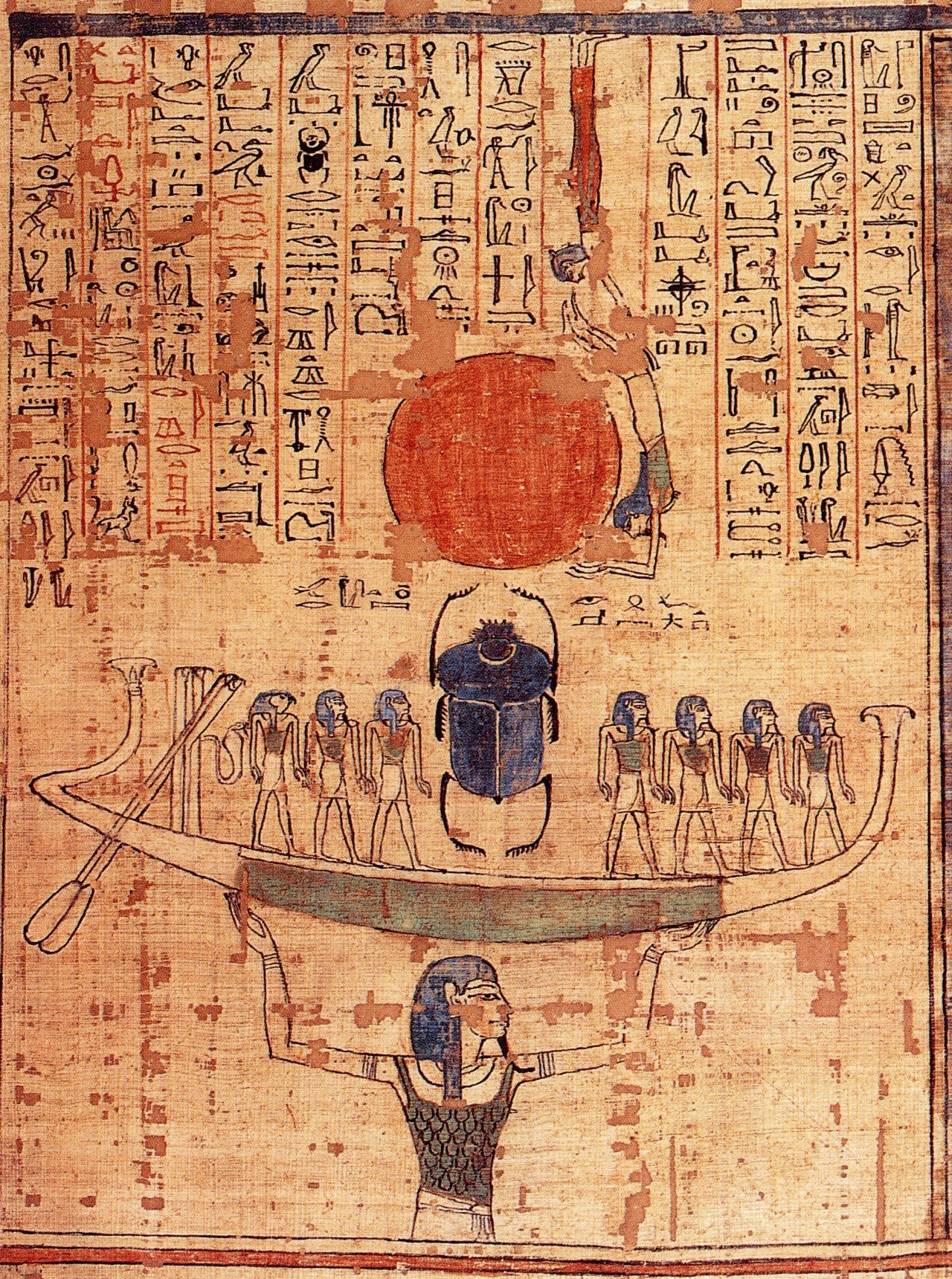
Naissance du Soleil hors du Noun. Illustration du Livre des Morts du défunt Anhai (British Museum).

Les anciens Égyptiens ont élaboré plusieurs mythes de la création du Monde mais aucun ne place l'humanité au centre du processus. Dans ces récits, l'accent est mis sur l'instant primordial où le dieu créateur sort de sa léthargie et prend conscience de lui-même. Après s'être manifesté hors du Noun, l'océan chaotique des origines, le démiurge engendre les dieux et les hommes puis organise le monde selon ses plans. Dans ce cadre, l'idée d'un premier couple humain est totalement étrangère et on ne rencontre pas d'équivalent au couple biblique d'Adam et Ève tel qu'il se présente dans le Livre de la Genèse (chap. 1-3). Les humains ne sont pas considérés selon leur individualité mais comme une espèce qui, comme tant d'autres, doit s'insérer dans le cosmos:

« Les faucons vivent d'oiseaux, les chacals de maraude, les porcs du désert, les hippopotames des marais, les hommes de Nepri, les crocodiles de poissons, les poissons de l'eau qui est dans le fleuve conformément à l'ordre d'Atoum »

— Textes des sarcophages, chap. 80 (extrait). Traduction de Paul Barguet.
Il n'en reste pas moins qu'une place particulière a été assignée à l'humanité en tant qu'être doué des facultés de raisonner et de s'exprimer. Le couple « hommes-dieux » est souvent mentionné et placé en tête dans les énumérations des êtres vivants. Le terme remeth désigne communément les « hommes » et le terme netjerou les « dieux » et selon une tradition cosmologique, les hommes ont même été créés avant les dieux. Dieux, hommes et défunts partagent les mêmes composantes de la personnalité et aucune différence ontologique ne les sépare. La différence n'est pas qualitative mais quantitative. D'après le chapitre 15 du Livre des Morts, le dieu créateur possède sept âmes-Ba et quatorze Ka, qui sont autant de moyens par lesquels il exprime sa toute puissance et sa présence dans la création. La hiérarchie entre les dieux, les hommes et les défunts n'est pourtant pas clairement établie. Certes, les dieux sont supérieurs et les défunts ont des pouvoirs que les hommes n'ont pas ; cependant, l'existence, la puissance et la pérennité des dieux et des défunts dépendent fondamentalement des activités rituelles que les hommes leur consacrent dans les temples et les nécropoles.

### Ânkh ou le Souffle de vie

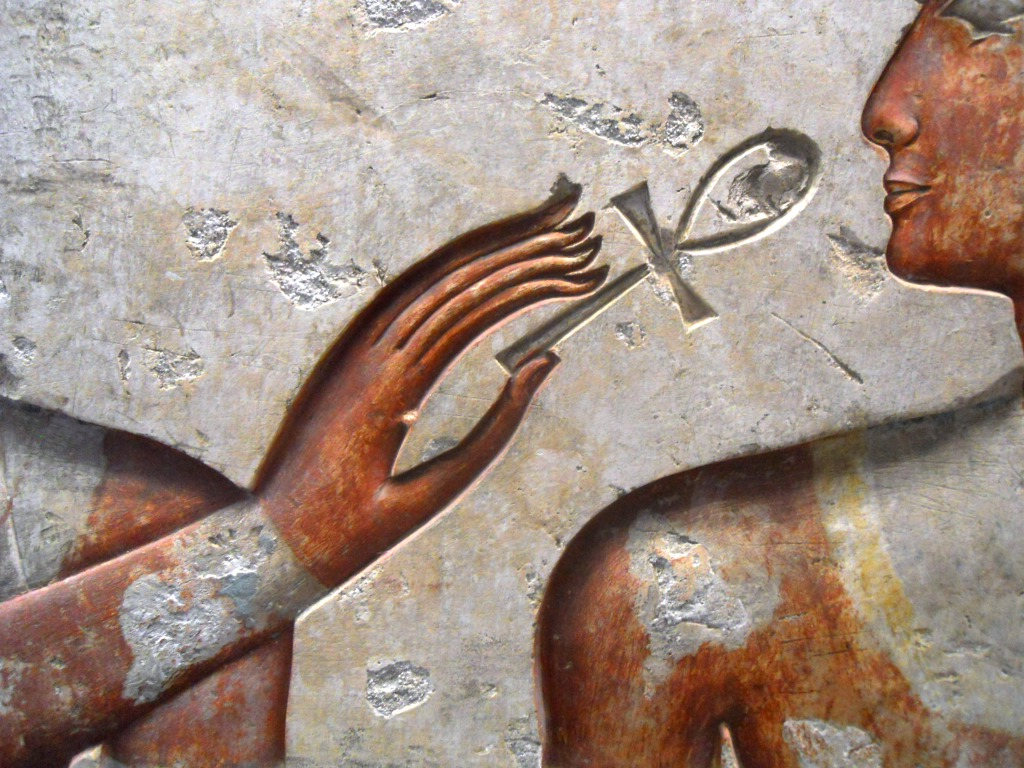
Un dieu offrant la vie au pharaon Ramsès II (Musée du Louvre).

La notion de vie est restituée dans l'écriture hiéroglyphique égyptienne par le phonogramme ânkh. L'objet représenté par ce sigle n'est pas clairement identifié mais l'élément central est un nœud. Diverses propositions ont été avancées ; boucle de sandale, ceinture, étui pénien, vertèbre de bovidé, encolure d'un vêtement, etc. Ce sigle sert à écrire le verbe « vivre » et le substantif « vie ». Tout au long de la civilisation égyptienne, l’ânkh est représenté tenu dans les mains des divinités ou offert au roi présenté à ses narines en tant que « souffle de vie ». Cette vie est le pouvoir bénéfique du soleil et de l'eau. Aussi, dans de nombreuses scènes, les rayons solaires ou les filets d'eau sont représentés par une enfilade de sigles ânkh. À l'époque amarnienne, les rayons de l'Aton, le disque solaire, se terminent par des petites mains offrant la vie à Akhenaton. Une des plus anciennes représentations du symbole ânkh est un plateau d'offrande de l'époque protodynastique (fin du IVe millénaire av. J.-C.) à présent conservé au Metropolitan Museum de New York. Le plateau rectangulaire associe le sigle du Ka (énergie vitale) figuré par deux bras repliés qui tiennent un nœud ânkh. Dans cet artéfact sont ainsi associés l'idée de la vie et le principe qui permet son entretien, à savoir la force contenue dans les nourritures et les boissons. Un codicille de l’Enseignement pour Mérikarê (rédigé vers -2100}) professe que le dieu créateur a établi l'univers et le souffle de vie pour le genre humain :

« Les hommes, troupeaux de Dieu, ont été bien pourvus. Il a fait le ciel et la terre à leur intention, puis il a repoussé le Vorace des Eaux. Il a fait l'air pour vivifier leur narine, car ils sont ses images, issues de ses chairs. Il brille dans le ciel à leur intention, il fait pour eux la végétation et les animaux, les oiseaux et les poissons, pour les nourrir. »

— Enseignement pour Mérikarê (extrait). Traduction de Jean Yoyotte.

Ânkh (vie)
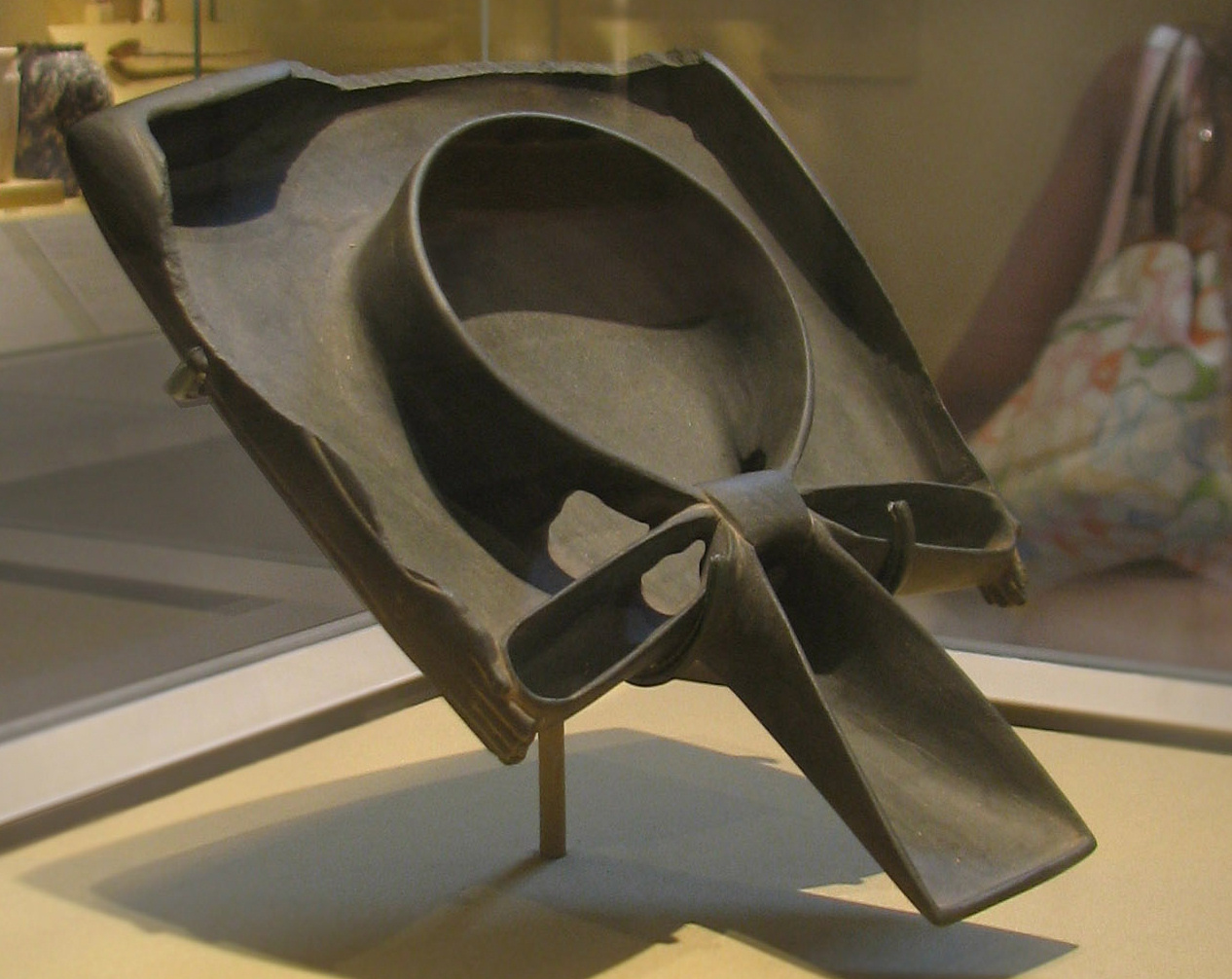
Plateau à offrandes protodynastique combinant les glyphes ânkh et ka (Metropolitan Museum of Art de New York).
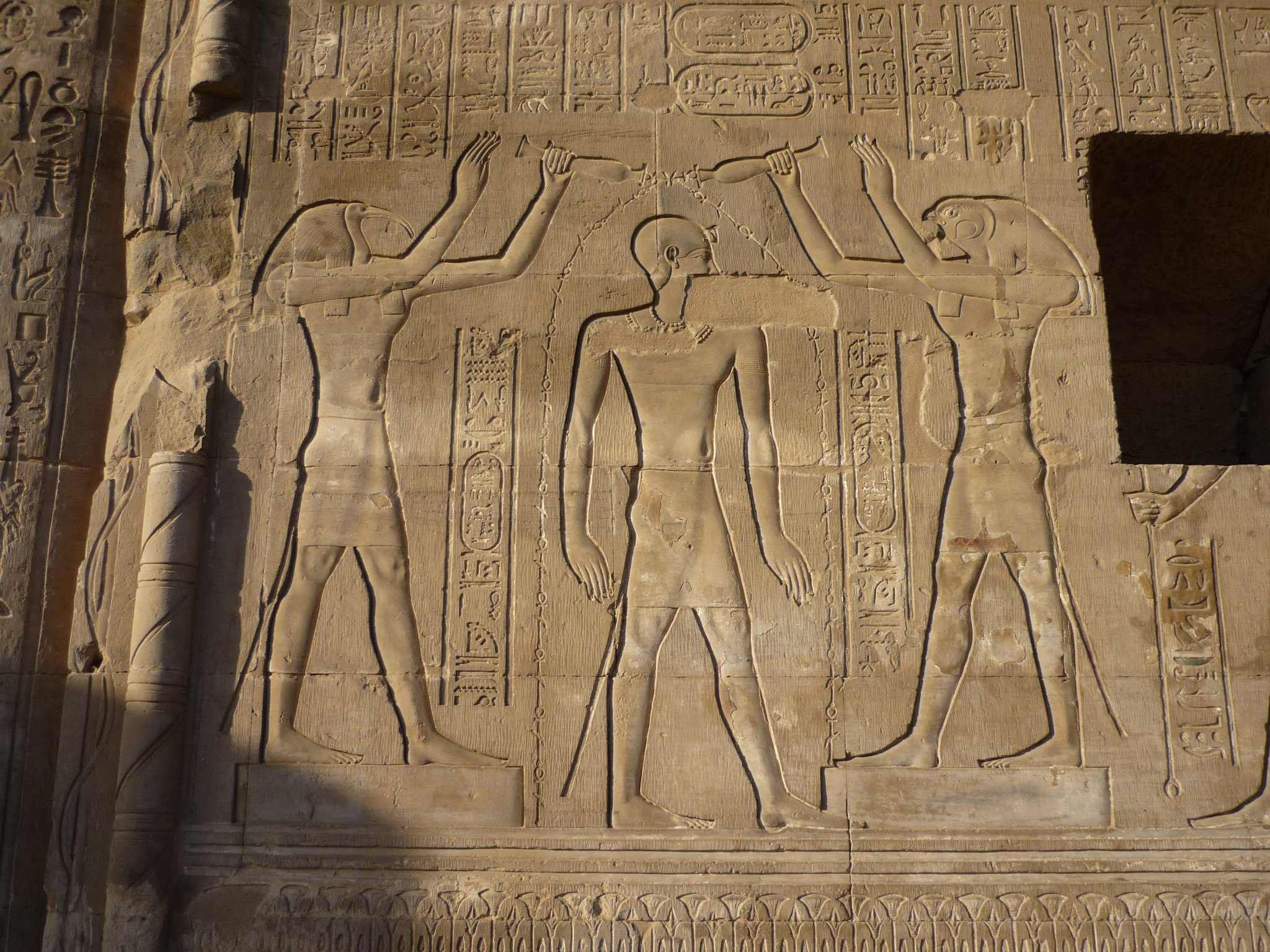
Pharaon purifié par deux filets d'eau figurés comme une succession des glyphes Ânkh et Ouas (vie et force). Temple de Kôm Ombo.
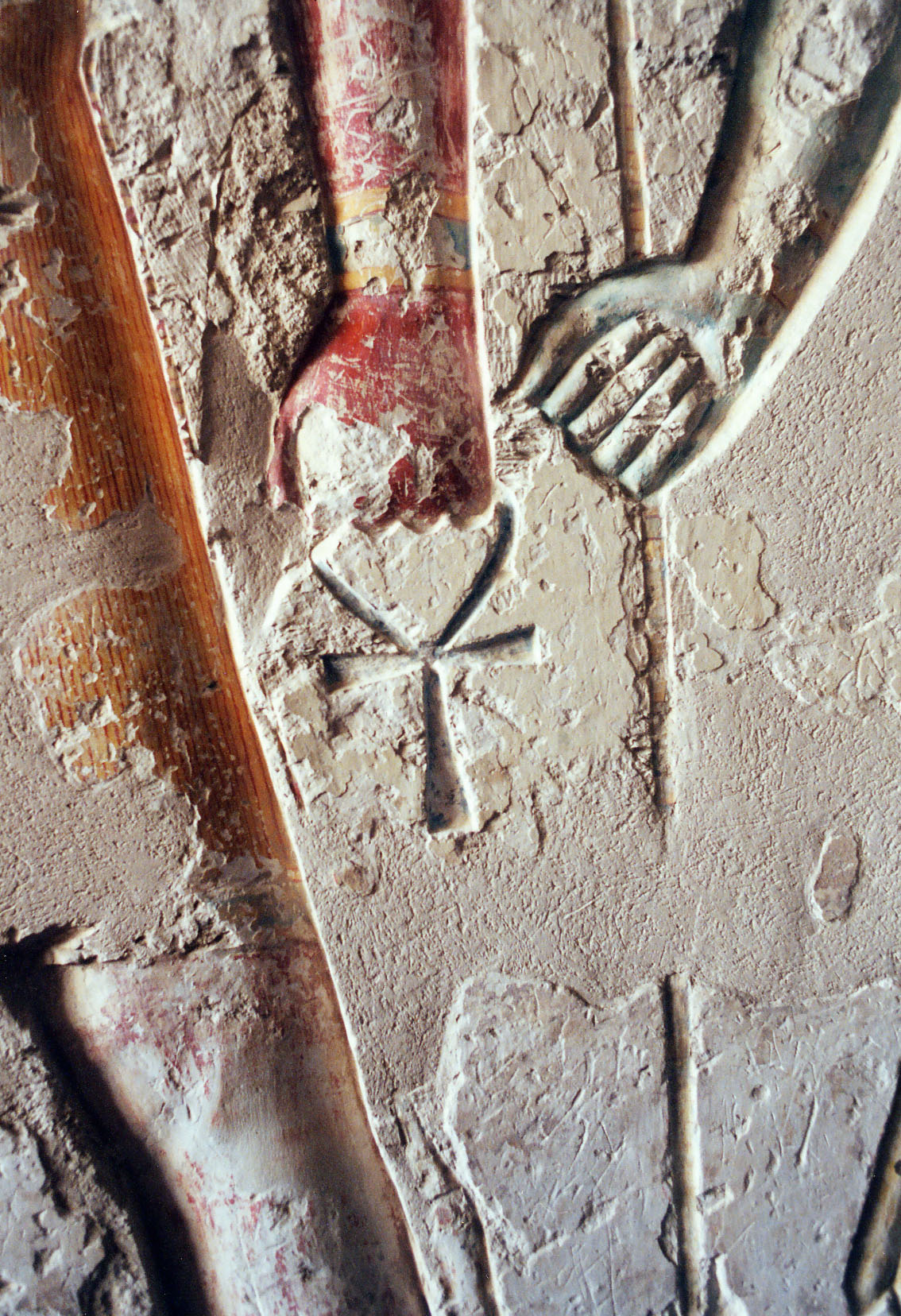
Le glyphe Ânkh dans la main d'un dieu. Tombe de Ramsès IV.

### Héka ou le pouvoir magique

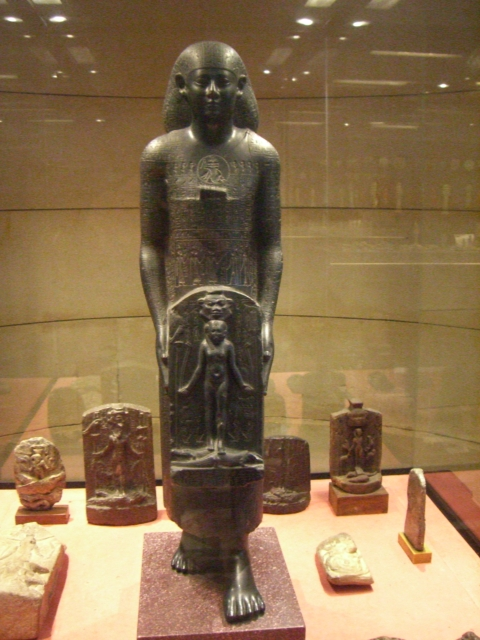
Statuette d'un prêtre de Bastet couverte de formules magiques. Musée du Louvre.

La magie-heka peut à la fois être considérée comme une force capable d'influer sur le cours des événements et comme une composante de l'être humain. Selon l’Hymne cannibale, reflet des conceptions les plus archaïques (période prédynastique), la heka se matérialise quelque part dans le ventre, et le pharaon, tel un ogre effroyable, dépèce puis mange dieux et hommes pour s'en emparer au cours d'un cérémonial funeste. Dans les textes funéraires ultérieurs, cette vision de la magie se perpétue en étant présentée comme une sorte de nourriture ou puissance vitale que quatre terribles crocodiles cherchent à dérober au défunt. Cette puissance est personnifiée par le dieu Heka qui, d'après le mythe solaire, se tient aux côtés d'Atoum-Rê lorsqu'il enclenche le processus de la création du Monde. Sorte de testament politique et moral d'un pharaon pour son fils, l’Enseignement pour Mérikarê (Première Période intermédiaire), livre une définition égyptienne de la heka en rapportant qu'elle est un don du créateur pour les hommes ; « il a fait pour eux la magie comme arme pour repousser le coup de ce qui advient, ce à quoi on doit veiller de nuit comme de jour ». Durant toute la civilisation égyptienne, la pratique de la magie n'est pas le fait d'individus isolés mais un effort étatique destiné à protéger le pharaon et son royaume de ses ennemis visibles et invisibles. Dans les temples, chaque geste cultuel, chaque offrande aux dieux est un acte magique visant à protéger le pays et à assurer sa prospérité agricole. Les magiciens les plus fameux sont des prêtres et des lettrés formés au sein des temples et au service de la population. La magie et la médecine qu'ils pratiquent sont avant tout une science livresque consignée dans des recueils de formules. Pour chaque cas traité, après analyse de la situation, le praticien explique le mal au patient puis lui vient en secours en appliquant à la lettre la formule la plus adaptée. Le rituel magique, qui mêle paroles (incantations, imprécations, menaces) et gestes (préparation de remèdes, d'onguents et de philtres), intègre l'individu en souffrance dans un cadre mythique — le monde des dieux — où le mal trouve immanquablement une heureuse résolution ; la nature et les dieux étant en profonde interdépendance.

### Maât ou l'harmonie cosmique

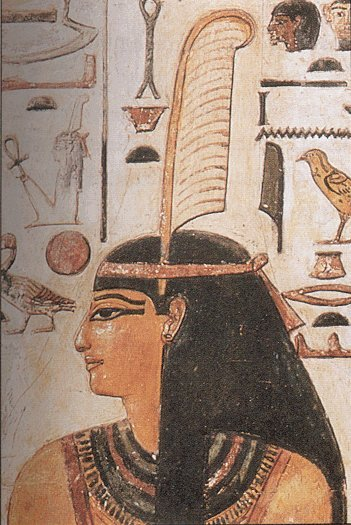
Portrait de la déesse Maât.

Durant les trente-cinq siècles de son existence, le pouvoir pharaonique s'est résolu à promouvoir la recherche de la prospérité, le partage des responsabilités et la résolution des conflits sur la base de l'équité. En tant qu'archétype du prêtre égyptien, Pharaon est le nécessaire intercesseur entre les vivants et les puissances surnaturelles que sont les Netjerou. Par le moyen de rituels magico-religieux exercés dans les temples, son rôle fondamental est d'organiser et de contrôler ces puissances invisibles pour le plein bénéfice de l'humanité égyptienne. Ce système s'augmente de la croyance en l'immortalité de l'essence humaine (Ka, ba, Akh) et du jeu de la Maât comme facteur de l'équilibre cosmique et social de la création. Dans l'iconographie, la Maât est personnifiée sous les traits d'une jeune femme avec une plume d'autruche comme insigne sur la tête. Elle représente l'ordre, la vie, la justice, la paix, la vérité, la prospérité. Son exact antagoniste est isfet ; le désordre, l'injustice, le chaos, le mensonge, la prévarication. Dès les Textes des pyramides, le rôle assigné à Pharaon est « d'amener la Maât et de repousser isfet ». L'action royale est par conséquent double ; d'une part gouverner et organiser le royaume avec rectitude et, d'autre part, combattre les forces hostiles, sources des plus flagrantes iniquités. Nombre de textes sapientiaux exposent les droits et devoirs de chacun selon les préceptes de la Maât. L'Enseignement de Ptahhotep, l'un des plus fameux, expose, tel un code de bonne conduite, le comportement idéal du dignitaire ; se conformer à la hiérarchie, se conduire de manière responsable en société et en privé, être ouvert aux aspirations des autres (riches ou pauvres) et juger équitablement dans la cour de justice. Ces mêmes textes insistent sur le fait que tout manquement à la Maât mérite un châtiment approprié. Au cours de la vie, bonnes actions et fautes s'additionnent et se compensent. Selon les principes d'une justice immanente et rétributive, si un individu échappe à la justice terrestre, il sera immanquablement châtié dans l'au-delà. Inversement, le sage incompris des hommes sera nécessairement récompensé par les dieux du tribunal d'Osiris.

### Survie et immortalité des composantes

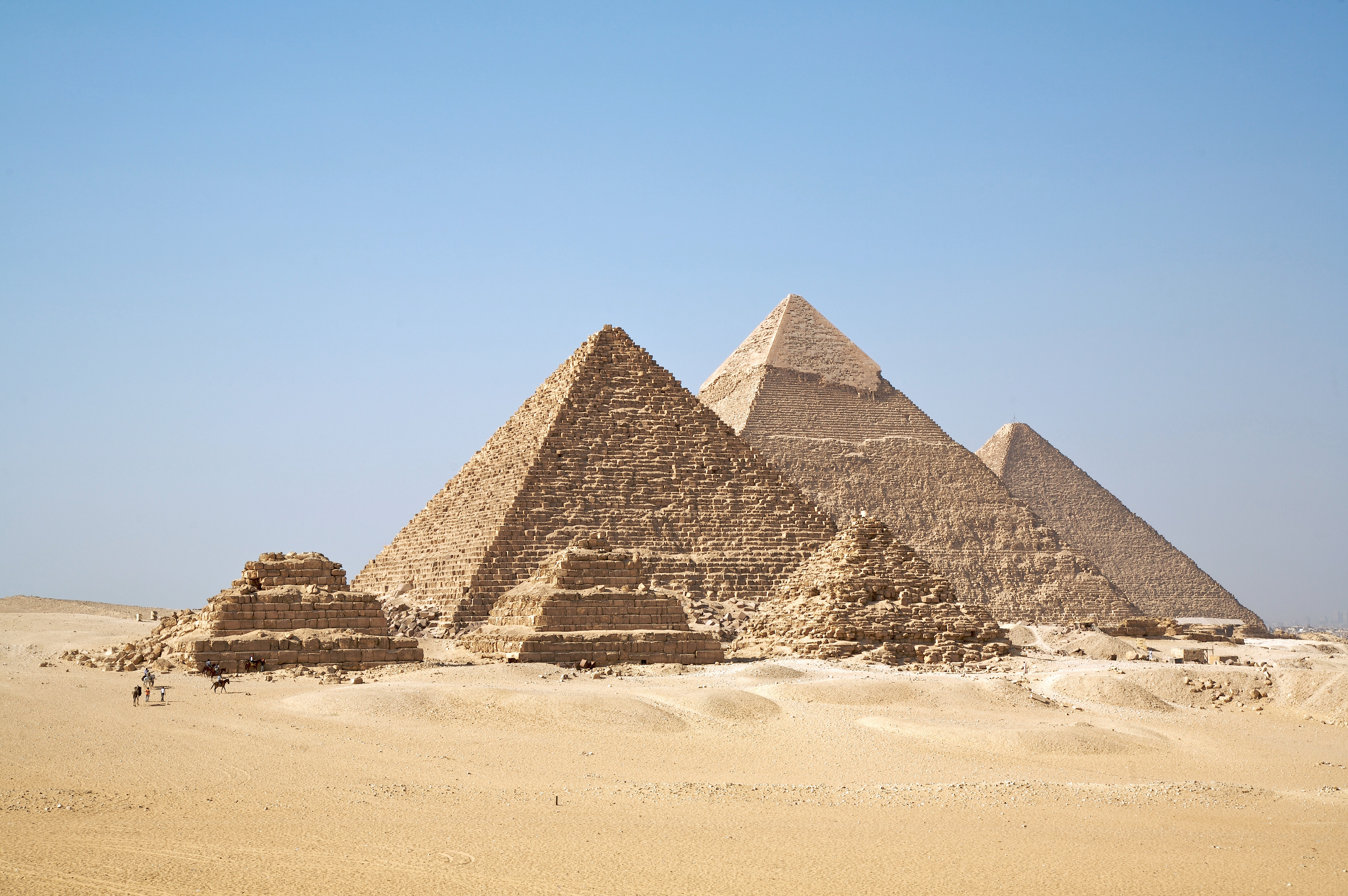
Les pyramides, symboles de l'architecture funéraire égyptienne.

D'après les conceptions funéraires égyptiennes, trois champs existentiels coexistent. Le champ le plus restreint est la durée de vie terrestre. Le deuxième champ est celui de la survie posthume après la mort. Dans sa tombe, l'individu poursuit une existence immatérielle mais terrestre en tant qu'esprit-Akh capable d'interagir avec tous les membres défunts et vivants de sa maisonnée. Cette forme de survie s'obtient par faveur royale en accédant au statut social d’imakhou ou « Vénérable ». Ce terme désigne un courtisan ou un notable provincial qui a obtenu le droit d'aménager et de posséder un tombeau monumental dans la nécropole ou « Bel Occident ». Le monument funéraire a plusieurs fonctions ; abriter la dépouille mortelle, entretenir la renommée du défunt grâce à des inscriptions biographiques flatteuses et sustenter le Ka, la puissance vitale, grâce à la livraison régulière d'offrandes alimentaires.
Le troisième champ existentiel est celui de l'immortalité dans l'au-delà en tant que « dieu vivant » (Netjer). Sous l'Ancien Empire, période qui voit l'apogée du pouvoir monarchique, seul le pharaon accède à l'immortalité en devenant, après la mort, une puissance surnaturelle intégrée dans les grands cycles cosmiques. La transition entre la vie et l'immortalité s'opère grâce au ba, la composante immatérielle liée aux notions de mouvement et de passage. Doté de son ba, le pharaon monte au ciel auprès des astres éternels et s'unit au dieu solaire. Durant les troubles politiques de la Première Période intermédiaire, le concept du ba se démocratise et tous les lettrés peuvent espérer accéder à l'immortalité ; sous condition d'avoir mené une existence en conformité avec la Maât. À partir de là, les rites et le programme décoratif funéraire des particuliers (architecture, images et textes) reflètent la coexistence des deux modes d'accès à l'éternité (survie et immortalité) ; le troisième champ existentiel ne supprimant pas le deuxième.

### Transition vers l'au-delà

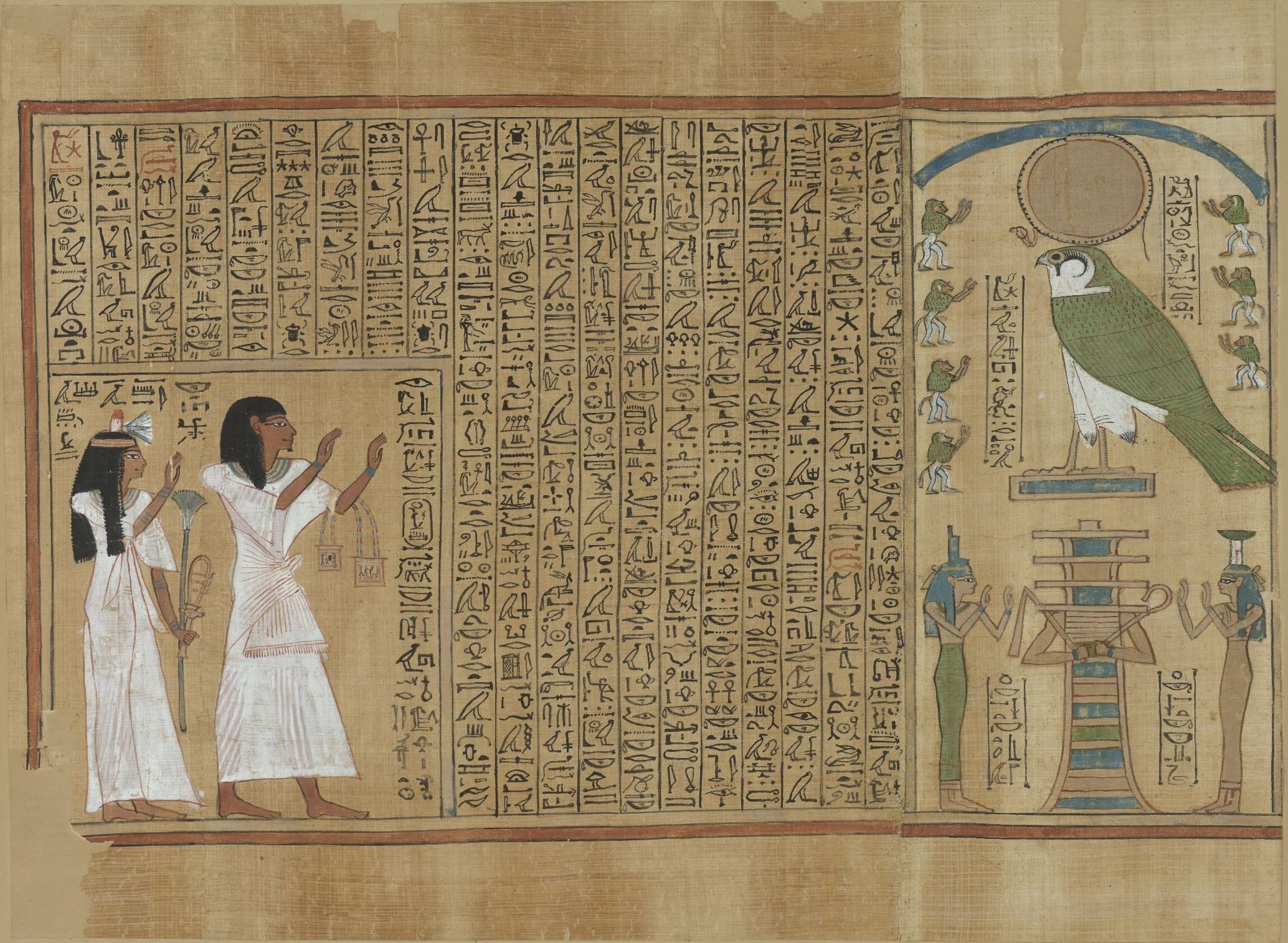
Texte et vignette d'un hymne à Osiris et Rê, Papyrus de Hounefer. British Museum.

Dans le mythe, la transition du monde terrestre vers l'au-delà s'incarne dans les destinées d'Osiris et de Rê. Le premier est celui pour qui les dieux ont inventé la momification du corps. Le second est l'astre solaire qui sans cesse renaît chaque matin après un séjour nocturne dans le monde souterrain des morts. Au plus profond de ce monde secret, au milieu de la nuit, s'opère l'union mystique de la momie d'Osiris avec l'astre solaire en une âme-Ba unique. Ce modèle mythique sous-tend la majeure partie des croyances, textes et rituels funéraires. Reflet d'une pensée globalisante pré-philosophique qui unifie nos concepts modernes de religion, de magie et de morale, les textes funéraires égyptiens, outre les liturgies, sont des livres de magie. Cela est vrai pour les Textes des sarcophages mais plus encore pour le Livre des Morts. Là, écrits et illustrations intègrent le défunt, via les différentes composantes de sa personnalité, dans le modèle mythologique précité. Chaque formule magique est augmentée d'un paratexte (titre, commentaire, mode d'emploi) qui précise les buts recherchés ; pour empêcher que le cœur soit enlevé, pour apporter la puissance magique, pour vivre du souffle de vie, pour ouvrir la tombe, pour sortir au jour, pour prendre l'aspect d'un dieu, pour monter au ciel, pour faire vivre le ba, pour réunir le ba au corps, pour rendre favorable son Ka, etc. La transition vers l'immortalité passe nécessairement par la pesée du cœur dans le tribunal d'Osiris. Cet épisode liminal et initiatique est rapporté par la formule 125 du Livre des Morts. Grâce à la fameuse Confession négative, la magie des mots pallie les manquements à la Maât commis durant le vivant. La Maât, principe générateur de la justice, est ici codifiée en deux longues listes de quarante-deux péchés que le défunt affirme n'avoir pas commis. Ailleurs, cette même magie funéraire empêche le cœur et le ka de témoigner contre son possesseur (formules 30A-B et 105).

## Corps (djet)

### Principes d'anatomie égyptienne

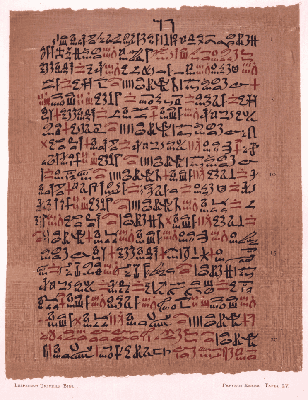
Une page du papyrus Ebers.

Dès la plus haute époque, les Anciens Égyptiens ont considéré que le corps humain est constitué de deux éléments fondamentaux. Les « éléments durs » issus de la semence du père et les « éléments mous » issus du lait de la mère. Cette théorie anatomique est le plus clairement exposée dans un passage du Papyrus Jumilhac (IIIe siècle) :
« Quant à ses chairs et à sa peau, sa mère les a créées avec son lait ; quant à ses os, ils existent grâce à la semence de son père ». Des allusions à cette théorie se rencontre dans les papyrus médicaux mais aussi dans les corpus religieux (Textes des pyramides, Textes des sarcophages, Livre des Morts) ainsi que dans le rituel de l'ouverture de la bouche. Les éléments provenant du père sont l'ossature, les dents, les ongles, les cheveux et les poils. Les éléments hérités de la mère sont les chairs, la peau, les organes internes du tronc et les conduits-métou (vaisseaux sanguins, ligaments, muscles). Les Égyptiens ont supposé que les os paternels étaient les réservoirs du sperme. En étant issu des os, et plus particulièrement de la colonne vertébrale, la semence paternelle dans le ventre de la mère assure à l'enfant à naître le développement de ses éléments durs. Le lait maternel forme les chairs molles. Il devait sans doute être considéré comme une dissolution des chairs maternelles qui se reconstituaient de nouveau autour de l'ossature de l'enfant. De la qualité du lait maternel dépend le sexe de l'enfant, le meilleur lait donnant des enfants mâles. Dans la médecine égyptienne, les conduits-métou jouent un grand rôle. Ils transportent les flux vitaux que sont le sang et le souffle de vie et assurent donc la mobilité corporelle. Un corps en bonne santé et vivant est celui dont « les chairs sont fermes et les conduits souples »

### Khnoum le potier façonneur

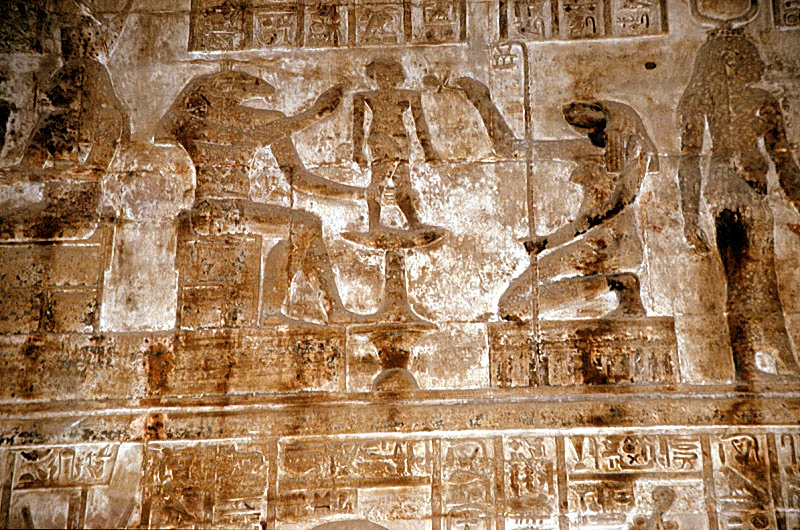
Khnoum, dieu potier et modeleur des fœtus.

Dans son énumération des composantes humaines, le défunt Amenemhat (tombe TT82) mentionne son Khénémou. Ce terme est le pluriel du nom de Khnoum, le dieu bélier de la ville d'Esna. Dans les hymnes qui lui sont dédiés, ce dieu est présenté comme le potier qui façonne les hommes, qui met au monde les dieux et qui fait les animaux, les poissons et les plantes. Créés par Khnoum, les sept Khénémou forment une compagnie divine surtout attestée dans les temples de la période ptolémaïque. À Edfou, ils sont impliqués dans la fondation du temple en tant que dieux constructeurs. Au niveau individuel, le Khénémou personnel est la composante qui représente le modelage du fœtus dans le ventre maternel. Dans l'iconographie, à partir du Nouvel Empire, on voit ainsi Khnoum modeler le nouveau-né royal sur son tour de potier dans les scènes qui traitent de la naissance des dieux ou de pharaon. Souvent, Khnoum modèle concomitamment le fœtus et son Ka.

« Modeleur des Modeleurs, père des pères, mère des mères, qui fit les êtres d'En-Haut et créa les êtres d'En-Bas, le bélier sacré qui fit les béliers, Khnoum qui fit les dieux Khnoums, vigoureux de main, infatigable, de sorte qu'il n'est pas de travail qui s'accomplisse sans lui. (...) Il a façonné au tour les hommes, il a engendré les dieux, afin de peupler la terre et l'orbe du Grand Océan. Il vient à temps pour donner vie à tous ceux qui sont sortis sur son tour. »

— Hymne à Khnoum (extrait). Traduction de Serge Sauneron et Jean Yoyotte.

### Causes des maladies

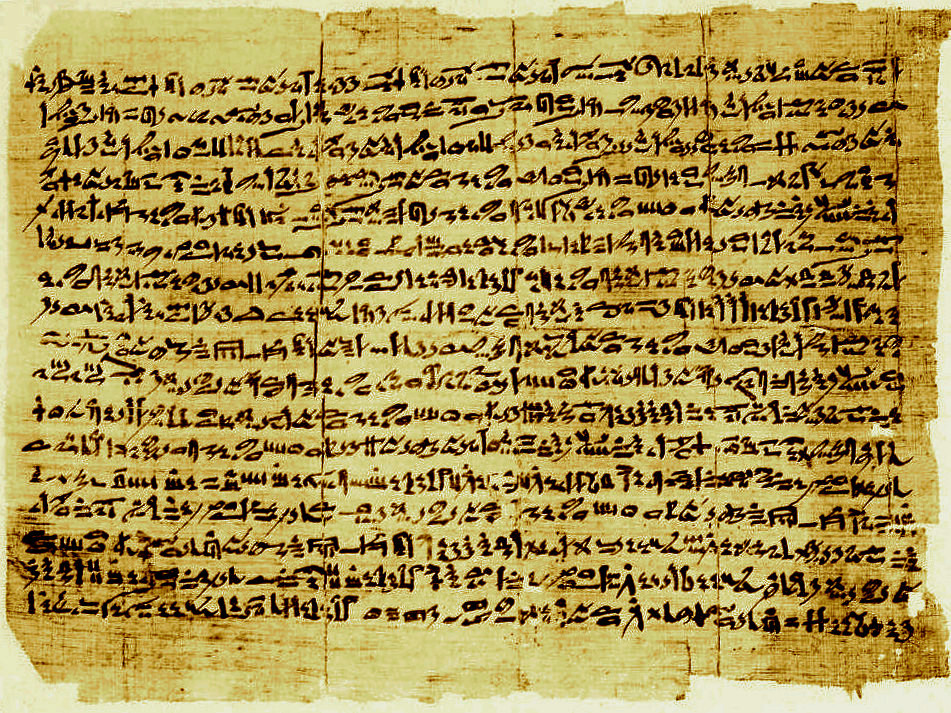
Papyrus médical Hearst, XVIIIe dynastie.

D'après les papyrus médicaux, il apparaît que la bonne santé du corps se voit troublée par l'action néfaste de substances dotées d'un souffle pathogène. Le corps n'est pas malade en lui-même, mais se voit envahi et agressé. Les prescriptions (remèdes, onguents, philtres) ont donc pour but de détruire ou de chasser hors du corps ces substances. Lors de l'auscultation, le médecin examine son patient tout en recherchant la cause de la pathologie. L'idée première est celle d'une intervention divine, le corps humain n'étant que le jouet de puissances supérieures (dieux, esprits-Akhou, morts errants). En temps normal, ces puissances surnaturelles sont bénéfiques et le corps est en bonne santé. Cependant à la suite de l'infraction d'un interdit ou d'un manquement à la Maât (mensonge, vol, état d'impureté rituelle), ces puissances peuvent se courroucer et se montrer néfastes en envoyant sur le fautif des agents pathogènes (maladie). Une fois dans le corps, ces substances ou souffles pathogènes circulent dans les vaisseaux sanguins et dans l'appareil digestif ; perturbant en cela sa bonne organisation. Lorsque ces souffles s'introduisent dans le corps, certains constituants normaux du corps se mettent à dysfonctionner et entraîner des fausses routes pour les sécrétions corporelles naturelles qui envahissent alors le corps. Certaines substances pathogènes après s'être insinuées dans le corps, s'y déplacent, le rongent et le perturbent. Parmi celles-ci, le sang, le liquide-âaâ et les oukhedou sont très souvent cités dans les textes médicaux. Normalement bénéfique, le sang peut avoir un rôle néfaste lorsqu'il est animé par un souffle pathogène. Cette inversion du rôle du sang est particulièrement dangereuse du fait de sa présence dans tout le corps. D'autre part, lorsque le sang ne lie pas les éléments composant le corps ou les aliments qui y pénètrent, il peut bloquer le passage des souffles vivifiants. Quant au liquide-âaâ, il s'agit d'une sécrétion issue du corps des démons. Lorsqu'il circule dans un corps humain il cause un processus morbide qui aboutit à l'apparition de la vermine intestinale. Les oukhedou sont des substances vivantes apportées par les puissances néfastes. Ils ont une action altérante qui provoque inflammations et putréfaction des chairs.

« Arrière, ennemi, mort, morte, et ainsi de suite ... retire-toi devant la force de son œil de flamme ! Il repousse ta force, il chasse le liquide-âaâ qui vient de toi, le poison que tu apportes, les blessures que tu infliges, les pourritures que tu provoques, les oppressions que tu entraînes, le désordre que tu amènes, les maux que tu infliges, les oukhedou que tu apportes, les peines que tu donnes, la chaleur et la brûlure, toutes choses malignes dont tu as dit : il en sera atteint. »

— Papyrus Leiden I 348 (extrait). Traduction de Thierry Bardinet.

### Jusqu'à la vieillesse

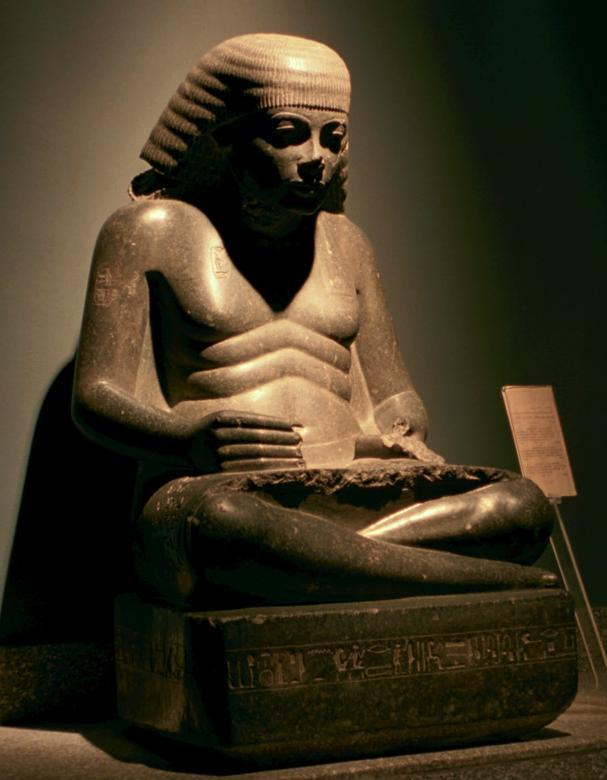
Statue d'Amenhotep fils de Hapou, Musée de Louxor.

Tout au long de la civilisation égyptienne, les dignitaires ont pris pour habitude de faire le bilan de leur vie en inscrivant leur biographie dans leur tombe ou sur le socle de leur statues. On trouve cependant assez peu d'indications au sujet de la durée de vie, le compte des années ne s'instituant qu'à partir de la période ptolémaïque. Dès l'Ancien Empire, la durée idéale semble avoir été fixée à cent-dix ans ; chiffre alors inatteignable mais synonyme d'une existence en conformité avec la Maât. En conclusion de son Enseignement, le sage Ptahhotep exhorte son fils à suivre les directives royales pour son plus grand profit ; une bonne carrière permettant de gagner des années de vie : « Pharaon est satisfait de tout ce qui s'est produit ; puisses-tu acquérir des années de vie. Ce n'est pas petit ce que j'ai accompli sur terre. J'ai acquis cent dix années de vie que Pharaon m'a accordées ». Sous la XVIIIe dynastie, le sage Amenhotep fils de Hapou, au soir de sa vie, arrive à la même conclusion : « Celui qui m'a vu souhaitera être semblable à moi, tant est grand ce qui m'est advenu. La vieillesse est le témoignage d'une vie juste. J'ai atteint maintenant ma quatre-vingtième année, et ma faveur est grande auprès du souverain ; et j'accomplirai cent dix ans ». Le même souhait figure sur la statue de Bakenkhonsou, grand prêtre d'Amon à partir de la trente-neuvième année de règne de Ramsès II (XIXe dynastie). Moins traditionnel est le décompte exact des grandes étapes de sa pieuse existence : 

« je vais faire connaître mon personnage, alors que j'étais sur la terre, en chaque fonction que j'ai remplie depuis que j'ai été mis au monde. J'ai passé quatre années étant tout petit enfant. Puis j'ai passé douze ans d'adolescence, étant chef de l'écurie de dressage du roi Menmaâtrê. Je fus ensuite prêtre pur pendant quatre ans. Puis père divin du dieu Amon, pendant douze ans. Ensuite je fus troisième serviteur d'Amon durant quinze ans. Puis deuxième serviteur d'Amon pendant douze ans. Alors il [le roi Ramsès] me loua, car il reconnut mes qualités, et il me nomma grand prêtre d'Amon pendant vingt-sept ans. »

— Statue de Bakenkhonsou (Musée de Munich), extrait. Trad. de Claire Lalouette.

### Djet ou le corps d'éternité
Pour un article plus général, voir Momification en Égypte antique.

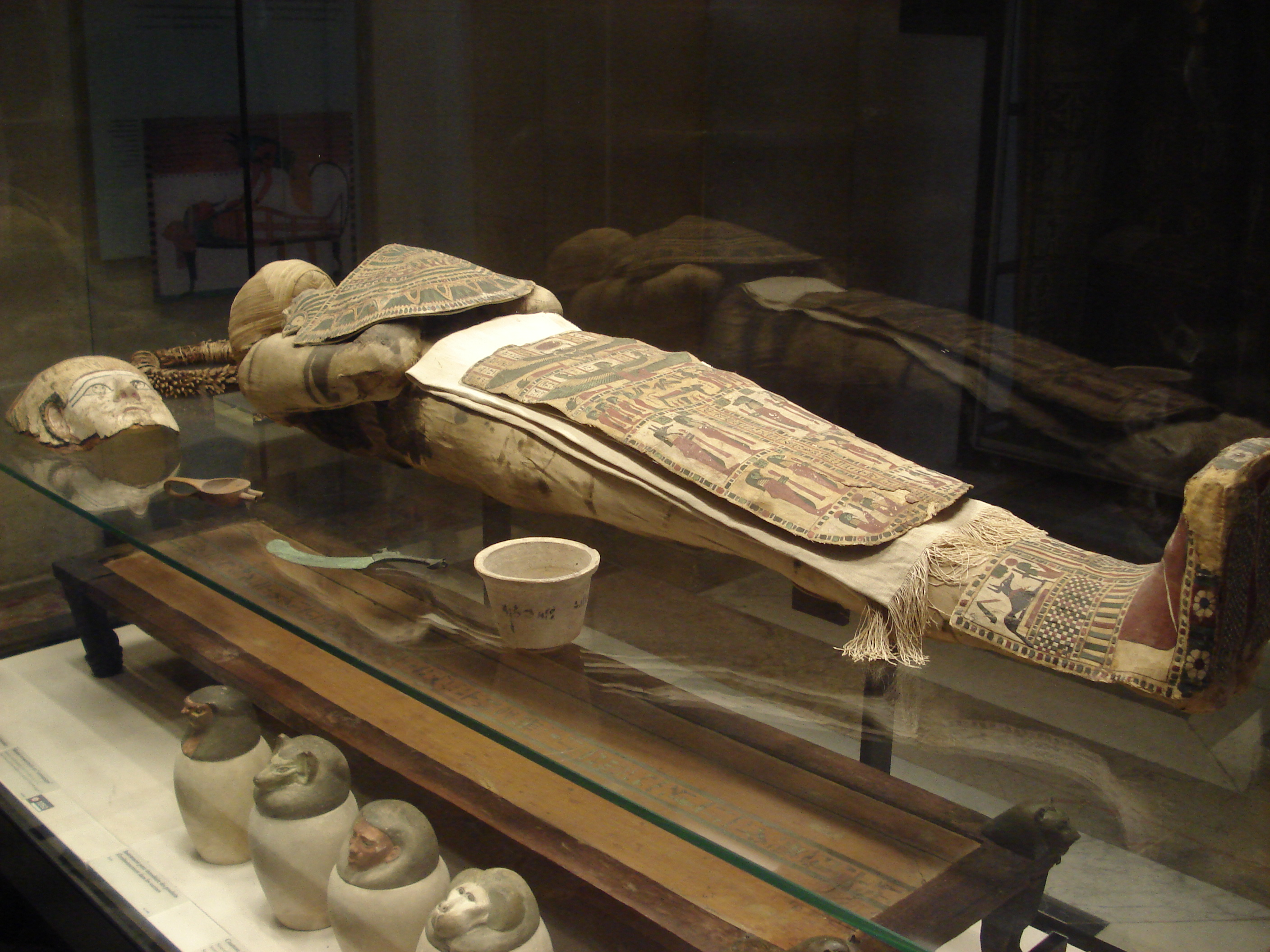
Momie ptolémaïque au Musée du Louvre.

Le corps est la composante la plus tangible de l'individu égyptien. Dans la pensée funéraire, le corps reste l'élément premier car de sa bonne conservation dépend le devenir post mortem du défunt. Lors du processus de l'embaumement, dont la durée idéale est de soixante-dix jours, le corps accède à sa forme éternelle, la momie (sah en langue égyptienne). La momification transforme le corps humain corruptible en un corps divin inaltérable désigné sous le terme djet. Ce mot désigne à la fois le corps physique d'une personne et la forme corporelle d'un dieu, à savoir ses images, ses représentations et ses statues. La conservation du corps passe donc, d'une manière conjointe, par la momification et par la confection de corps de substitution que sont les statues et les représentations murales dans les chapelles funéraires. Le mot djet étant aussi attaché aux notions de jeunesse et d'éternité, le défunt apparaît alors le plus souvent dans la force de l'âge avant que la vieillesse ne vienne à flétrir son apparence physique. Durant la vie, le cœur et le liquide sanguin assurent la liaison entre les différents membres. Avec la vieillesse, le cœur se fatigue et le corps perd sa vigueur. À la mort, le cœur cesse de battre et le corps se désintègre. Dans le mythe, la désintégration du corps est évoquée par le démembrement en quatorze lambeaux du corps d'Osiris par Seth. Chaque défunt étant assimilé à Osiris, chaque momification est un processus de recomposition du corps dépecé et chaque momie devient la figure du dieu Osiris.

## Cœur (ib)

### Cœur et organes intérieurs
La langue égyptienne dispose de deux mots pour désigner le « cœur » ; l'un est le ib, l'autre le haty. Au cours de l'évolution de la langue, le second a évincé le premier. Ce fait a longtemps conduit les égyptologues à prendre ces deux mots pour de stricts synonymes, l'un étant la désignation ancienne et l'autre, la récente d'un même organe. Dans l'écriture, les deux mots sont représentés par le signe hiéroglyphique d'un cœur de brebis, vu en coupe, avec les points d'attache des veines et des artères. Depuis 1995 et les travaux du médecin et égyptologue français Thierry Bardinet sur les papyrus médicaux de l'Égypte pharaonique, il apparaît toutefois qu'il est nécessaire de faire une distinction entre les deux termes. Le haty est le cœur proprement dit, tandis que le ib est l'ensemble des autres organes situés dans le thorax et le ventre (la cavité-shet des textes égyptiens). Par rapport aux conceptions anatomiques contemporaines, l'intérieur-ib est mal délimité. Sa masse principale comprend les organes du foie, des poumons, de la rate et des autres viscères abdominaux. Il se poursuit dans le reste du corps par tous les conduits creux qui apportent le sang et le souffle vital aux membres. Selon les conceptions médicales du Traité du cœur transcrit sur le Papyrus Ebers et daté de la XVIIIe dynastie, le cœur-haty et l'intérieur-ib entretiennent d'étroites relations et toute atteinte sur l'un a des répercussions sur l'autre. Cependant, l'idée de maladie se rapporte principalement à un dérangement de l'intérieur-ib, perçu comme un trouble de l'état général. Le cœur-haty peut aussi être atteint en répondant mal aux directives de l'intérieur-ib ou en étant dérangé par une affection. Pour les médecins égyptiens, le cœur-haty est un organe qui peut se déplacer dans le corps, mais qui doit impérativement rester à sa place, bien fixé à sa base : ses déplacements sont des troubles que l'on doit apprendre à connaître et à diagnostiquer en tâtant le pouls.

### Organe de la vitalité

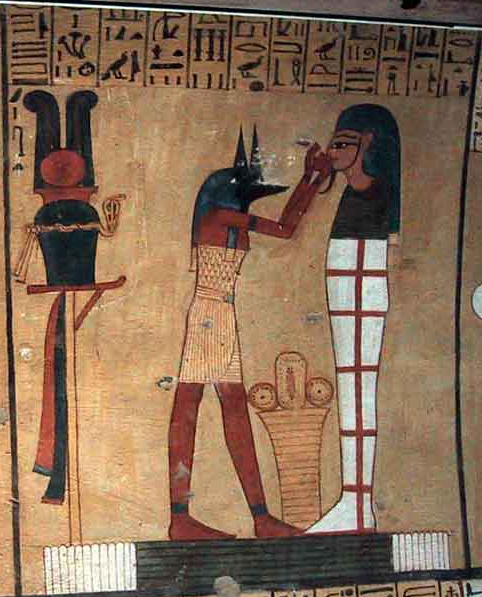
Anubis faisant boire le cœur-haty à la momie d'Inerkhaou (tombe TT359).

Le cœur est le foyer de la vie. Selon les Anciens Égyptiens, tant que le cœur-haty fait circuler le sang et le souffle vital dans l'organisme, les différents membres sont vivants et connectés entre eux. La défaillance cardiaque est l'image même de la cessation de la vie. En tant que dieu mort, Osiris est Ouredj-ib « Celui au cœur immobile ». Pour le ranimer, de nombreux textes funéraires indiquent qu'il faut lui restituer son intérieur-ib. Lors de la momification, le cœur-haty reste en place dans le corps, tandis que l'intérieur-ib est prélevé et déposé dans quatre vases canopes. Symboliquement, la restitution du cœur-ib est assignée aux divinités féminines que sont Nout, la déesse céleste et les sœurs Isis et Nephtys. Dans le Livre des Morts, plusieurs formules ont pour but de garantir au défunt le retour de son cœur (chapitres 26-29). En quelques occurrences, l'illustration du chapitre 26 montre Anubis, le dieu de la momification, rendre le cœur au défunt en le lui faisant boire tel un remède vivificateur. Le dieu se tient debout devant la momie et porte le cœur à la bouche du mort. D'après le chapitre 151, c'est le mort lui-même qui part à la recherche de ses organes internes. Il doit se rendre dans une maison où sont conservés les cœurs :

« Tu entres dans la maison des cœurs-ib et dans la place remplie de cœurs-haty, tu prends le tien et le mets à sa place. Ta main n'est pas détournée, ton pied n'est pas dévié de sa marche, tu ne vas pas la tête en bas, tu marches debout. »

— Livre des Morts, extrait du chap. 151. Traduction de Jan Assmann.

### Siège de la pensée
Les anciens Égyptiens n'ont pas perçu le cerveau comme le siège de la pensée, de l'intelligence et des émotions mais ont attribué ce rôle au cœur. Cette manière d'appréhender l'intellect est toujours d'actualité dans certaines ethnies de l'Afrique subsaharienne tels les Dogons, les Tallensi ou les Songhay-Zarma. De nombreuses expressions égyptiennes lient le cœur-ib aux émotions : « atteindre le cœur » (gagner la confiance), « grand cœur » (être arrogant), « laver le cœur » (céder à la colère), « soulager son cœur » (accabler autrui), « avaler le cœur » (perdre conscience), « suivre le cœur » (respecter Maât), « saisir son cœur contre quelqu'un » (être agressif), etc. D'après la Pierre de Chabaka, le cœur est le siège de l'activité créatrice et de l'imagination (Sia). Celle-ci devient réalité lorsque la langue transforme la pensée en parole (Hou) : 

« L'Ennéade (de Ptah) a créé la vue, grâce aux yeux, l'audition par les oreilles, la respiration par le nez ; ceux-ci élèvent (ensuite les sensations reçues) jusqu'au cœur, et c'est le cœur alors qui permet que toute connaissance se manifeste, et c'est la langue qui répète ce que le cœur a conçu. »

— Pierre de Chabaka (extrait). Traduction de Claire Lalouette.

### Pesée du cœur

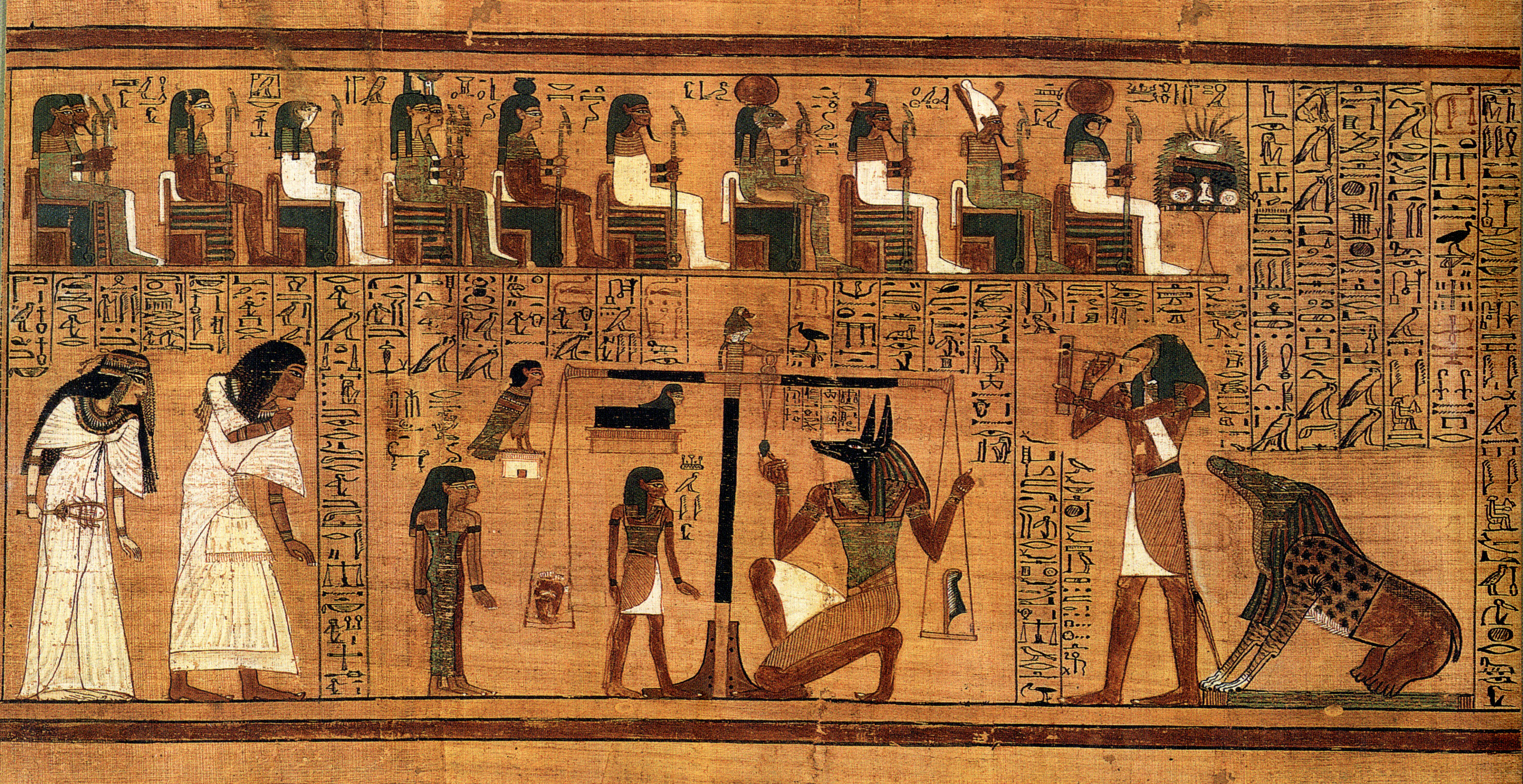
Pesée du cœur d'après le papyrus d'Ani, British Museum.

Dans l'au-delà, le cœur permet au mort de conserver son individualité et de se souvenir de sa vie terrestre. Lors de son passage dans le tribunal d'Osiris, le défunt est jugé de ses actes par une assemblée de quarante-deux juges. Pendant que son cœur est placé sur une balance face à une représentation de Maât, la déesse de la justice et de l'harmonie, le défunt énumère deux listes de quarante-deux fautes qu'il proclame n'avoir pas commis. D'après les chapitres 30A et 30B du Livre des Morts, le plus grand risque pour le défunt est de voir son cœur se désolidariser de lui, tel un témoin à charge. Ce que le défunt proclame, le cœur doit le confirmer sinon il est accusé de mensonge. La dissociation du cœur est une atteinte mortelle car le défunt se voit condamné à la damnation en étant dévoré par la monstrueuse Ammit, un être hybride mêlant les aspects du crocodile, du lion et de l'hippopotame. Dans la scène de la pesée du cœur  du papyrus d'Ani, le défunt et son épouse, habillés en blanc, se tiennent respectueusement devant la balance constituée par une colonne et un fléau. À droite, Anubis inspecte la bonne régularité du pesage. À gauche figurent différentes composantes de la personnalité du défunt. Le cœur est déposé sur le plateau de pesée. Le dieu Shaï personnifie la durée de vie impartie au défunt tandis que les déesses Rénénet et Meskhenet symbolisent son destin et sa naissance. Au-dessus d'elles, se tient l'« âme-Ba » d'Ani, sous la forme d'un oiseau à tête humaine perché sur une chapelle. Le dernier symbole est le meskhen ou « brique de la naissance », un rectangle noir muni d'une tête féminine, autre représentation de la déesse Meskhenet et figuration des dispositions innées attribuées au défunt.

« Formule pour empêcher que le cœur de N. ne s'oppose à lui dans l'empire des morts. « Ô mon cœur de ma mère, ô mon cœur de ma mère, ô viscère de mon cœur de mon existence terrestre, ne te lève pas contre moi en témoignage en présence des maîtres des biens ! ne dis pas à mon sujet : « Il a fait cela en vérité ! », à l'égard de ce que j'ai fait ; ne le fais pas se produire contre moi devant le grand dieu, maître de l'occident. »

— Livre des Morts, extrait du chapitre 30A. Traduction de Paul Barguet

### Scarabée de cœur

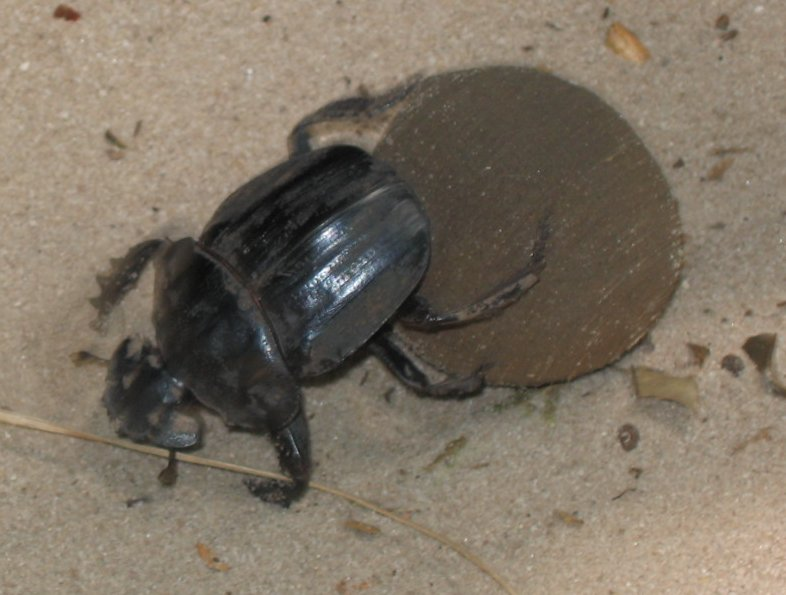
Scarabée poussant sa boule fécale

Le cœur, en tant que siège de la mémoire, de l'intelligence, des décisions et des émotions doit être conservé par le défunt. À partir du Nouvel Empire, les chapitres 27-29B du Livre des Morts sont des invocations destinées à protéger le cœur contre les démons de la salle d'abattage et les chapitres 30A-30B, afin d'éviter la damnation, ont pour but de l'empêcher de témoigner contre son possesseur lors de la pesée. D'après la notice du chapitre 30B, la formule magique doit être récitée sur un scarabée en néphrite monté en électrum et mis au cou du mort. L'efficacité de la formule est garantie par son ancienneté. Selon les versions retrouvées, la formule a soit été découverte à Hermopolis aux pieds d'une statue de Thot par le prince Hordjédef durant le règne de Mykérinos (IVe dynastie) soit dans un tombeau d'Héliopolis durant le règne du pharaon Den (Ire dynastie). Ces affirmations sont légendaires car dans les faits, ces formules ne sont attestées qu'à partir du Moyen Empire dans le corpus des Textes des sarcophages. Au Nouvel Empire, le chapitre 30B est fréquemment inscrit sur le plat ovale de scarabées sculptés. Cette pratique semble remonter à la XVIIe dynastie sous le règne de Sobekemsaf II. Occasionnellement, la formule est inscrite sur une amulette en forme de cœur, ou bien, la face inférieure du scarabée présente le hiéroglyphe du cœur. Sur quelques exemplaires, l'amulette-scarabée est affublée d'une tête humaine, celle du défunt. Dès les Textes des pyramides, il est affirmé que les déesses Isis et Nephtys apportent le cœur à la dépouille. De ce fait, quelques bijoux pectoraux présentent le scarabée entouré par les deux sœurs.
Déposé sur le torse de la momie, le scarabée de cœur est une amulette qui symbolise l'auto-création et la renaissance. À travers le Jeu de mots, kheperer « scarabée » et kheperou « existences, formes », l'âme-Ba du défunt est assurée de pouvoir se transformer dans toutes les formes d'existences désirées. Sur la soixantaine de possibilités connues par les Textes des sarcophages, le Livre des Morts énumère douze formules de transformation en lien avec le voyage diurne de Rê ; en faucon, en héron, en dieu, en crocodile, en lotus, en hirondelle, en serpent (chapitres 76 à 88). De plus, Khépri, le dieu scarabée, est la forme matinale du dieu solaire Atoum-Rê auquel le mort s'identifie afin de pouvoir renaître à chaque nouvelle aube.

Amulettes du scarabée-cœur
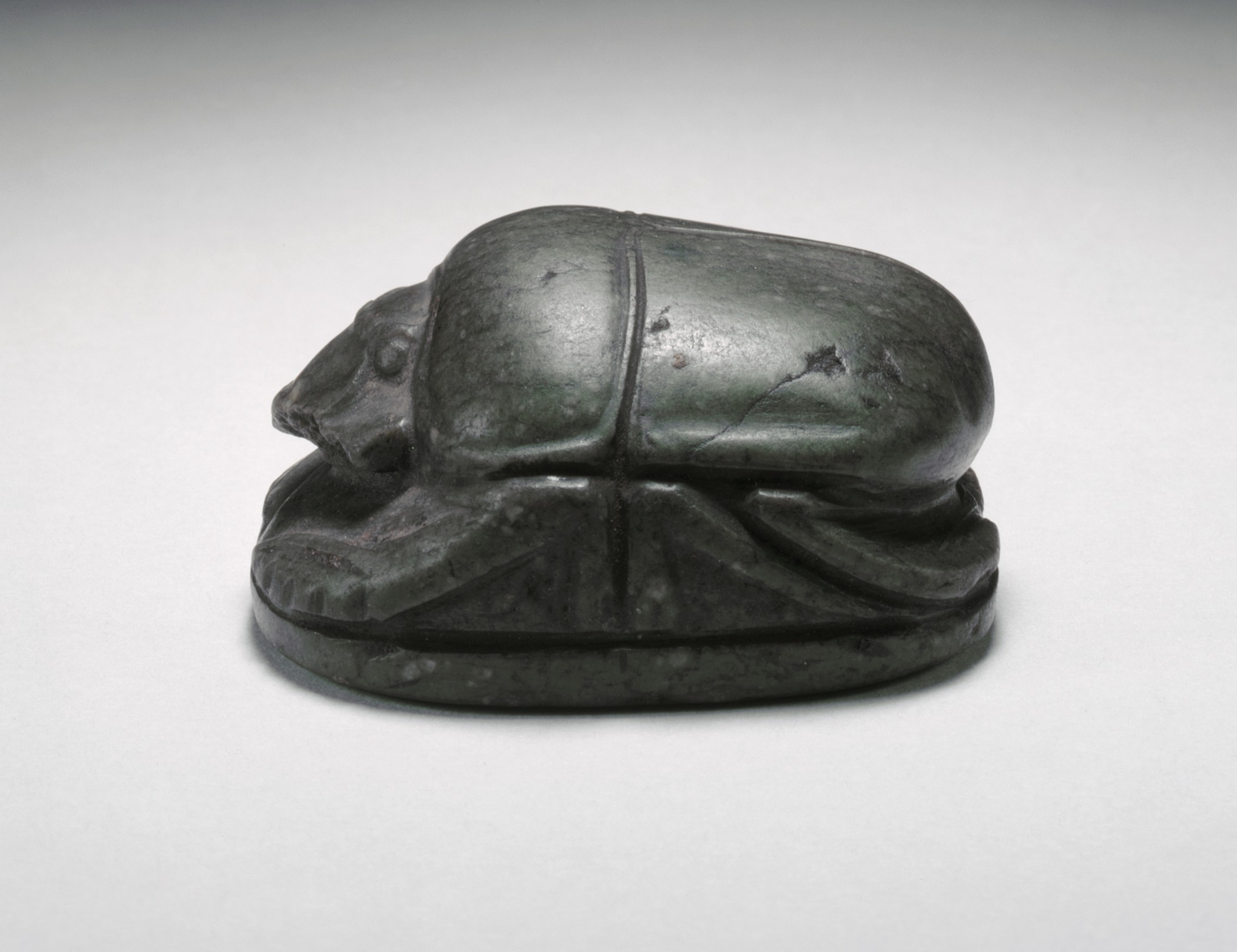
Scarabée en serpentine. Musée d'Art du comté de Los Angeles.
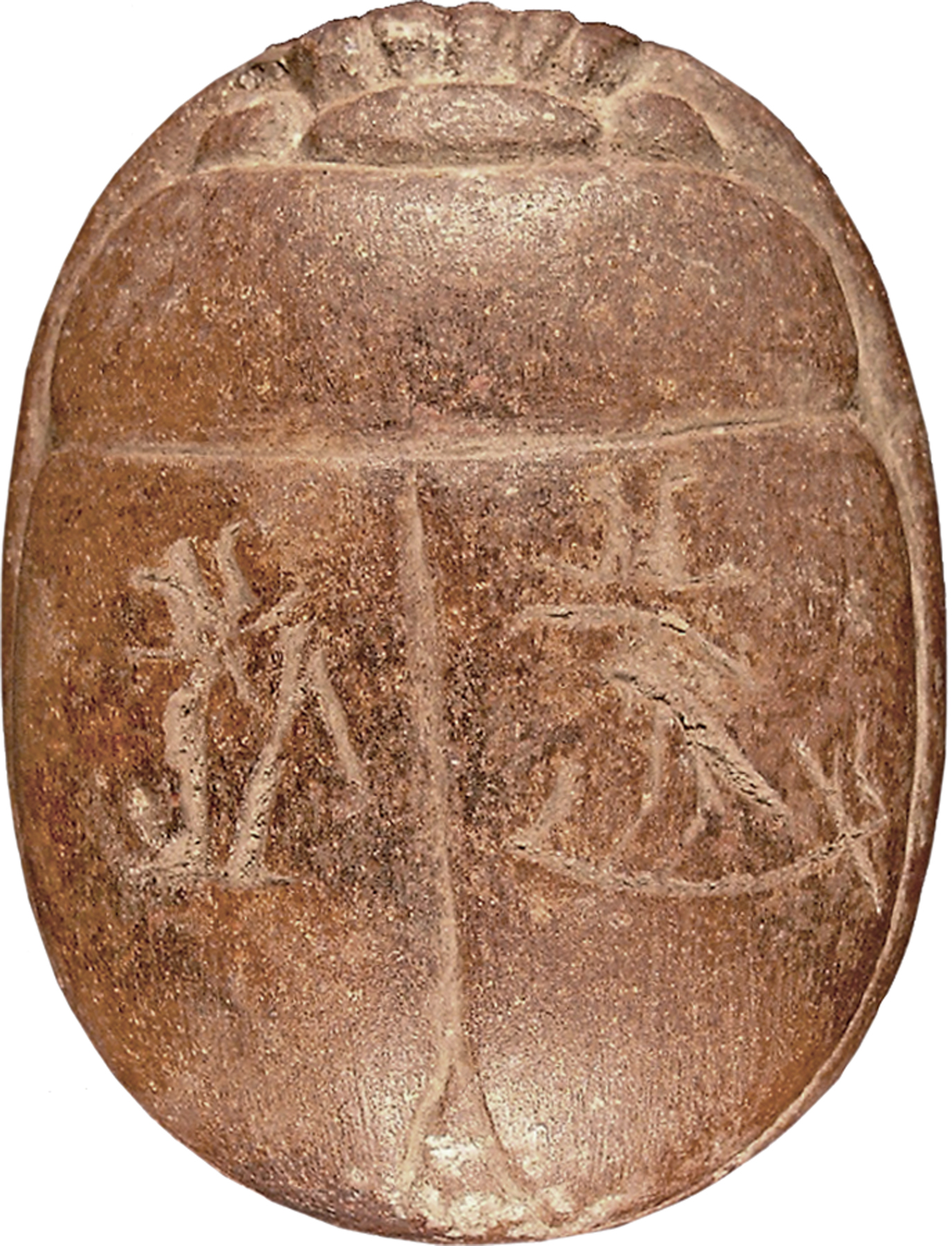
Scarabée-cœur de Hati-iay. Walters Art Museum
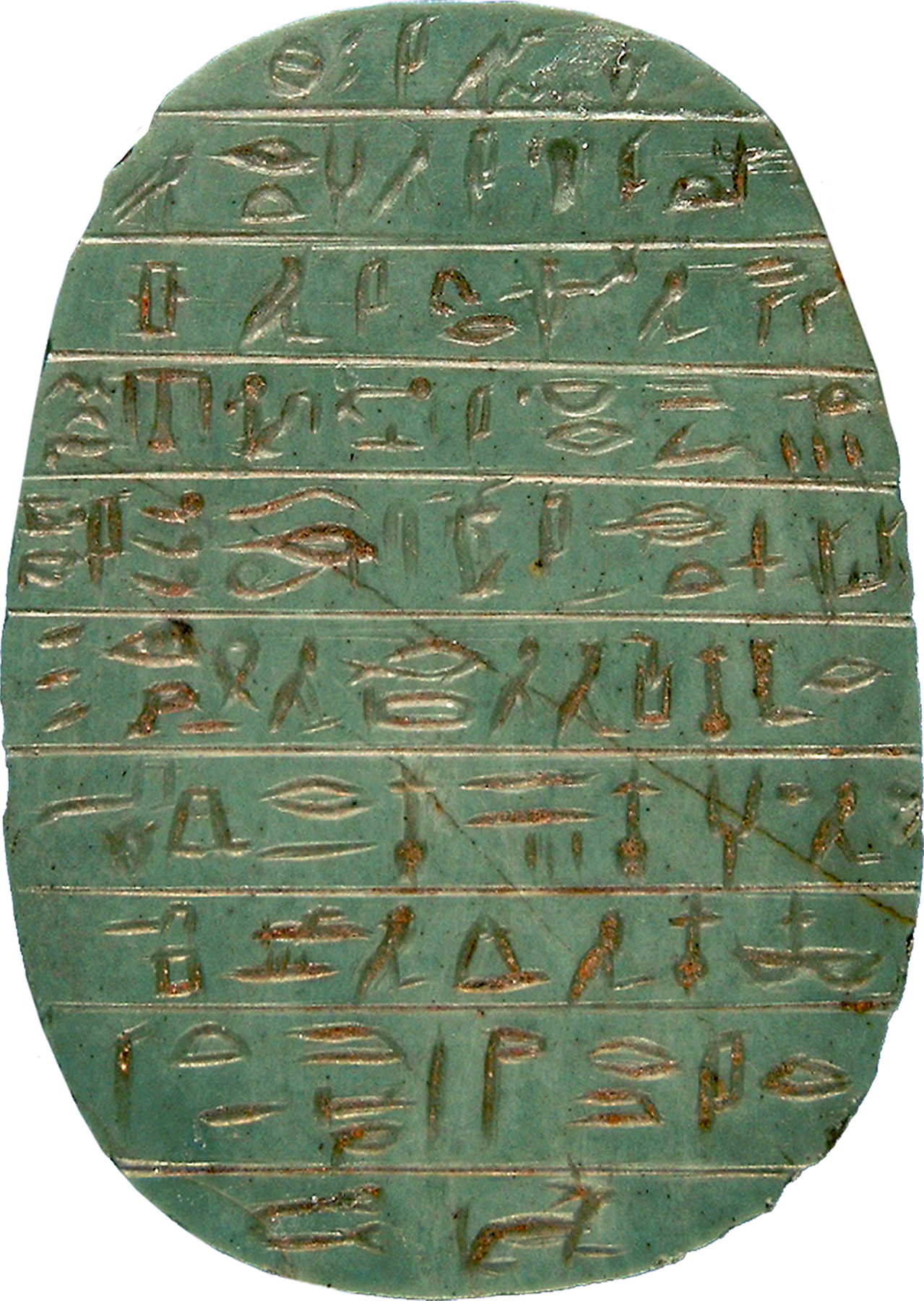
Texte de la formule 30B sur le scarabée de Bakendjehouti, Walters Art Museum.
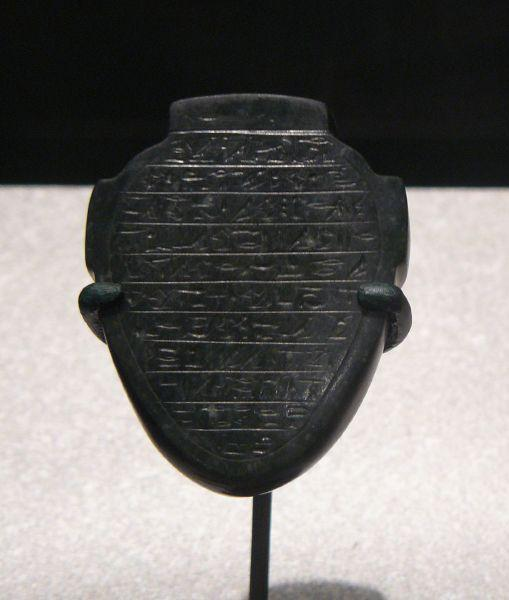
Amulette en forme de cœur. Brooklyn Museum.

## Nom (ren)

### Nature du nom

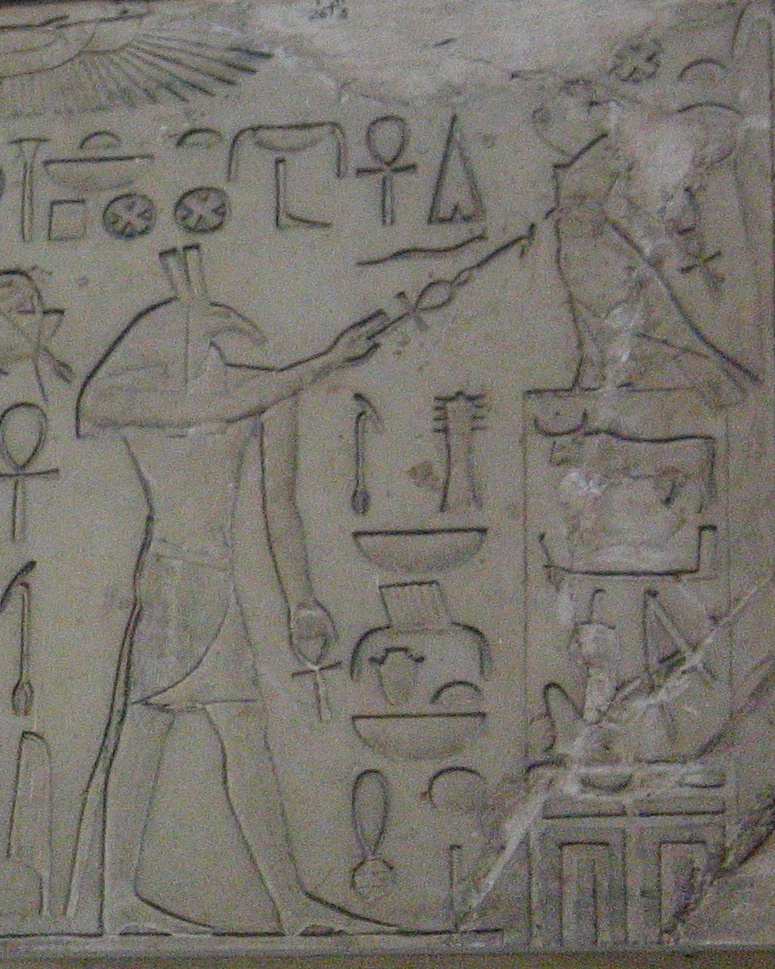
Seth donnant vie et puissance au nom du pharaon Thoutmôsis Ier.

Dans les énumérations, le ren, le « nom », figure souvent à côté du ba, du corps et de l'ombre. Sur les monuments, le nom du pharaon remplace souvent sa représentation physique. Des courtisans peuvent ainsi être montré en prière devant le roi ou devant son nom inséré dans un cartouche ou dans un serekh. Sur un fragment du temple de Seth de la ville de Noubt, le dieu offre la vie-Ânkh et la puissance-Ouas au nom de Thoutmôsis Ier. Une décoration du char de Thoutmôsis IV montre, non pas le pharaon, mais son nom dans un cartouche muni d'une tête de faucon et de deux mains en train d'assommer des ennemis avec une massue.
Le ren est une composante essentielle de l'être pour la simple raison que le nom permet d'appeler quelqu'un et donc d'avoir un moyen d'action sur lui. Un individu est très vulnérable par son nom. La pratique de la magie repose sur l'utilisation bénéfique ou maléfique du nom de la personne visée. Dans les rituels d'envoûtement, la destruction symbolique du nom revient à détruire l'être même de son possesseur, fut-il un dieu. Au contraire, si un magicien est incapable de nommer un individu, il ne peut rien espérer de son rituel magique. Chaque dieu porte une infinité de noms mais son vrai nom, son nom secret, est caché de tous. Un mythe rapporte cependant qu'Isis, par ruse, réussit à connaître le nom secret de Rê, le maître de l'univers, afin d'avoir pouvoir sur la création entière. Le nom n'est pas qu'une entité abstraite. On peut le matérialiser en l'écrivant et le faire disparaître en l'effaçant. Les martèlements du nom d'Akhenaton par ses successeurs sont bien connus. Dans le droit, les criminels peuvent être condamné à changer de nom en se voyant affublé d'un « mauvais nom », un nom infamant. Les cas les plus fameux, sont les condamnations des conspirateurs qui ont participé à l'assassinat de Ramsès III. Dans les transcriptions judiciaires, les criminels ne sont plus connus que par leurs mauvais noms ; Pabakamen « Le serviteur aveugle », Parâkamenef « Rê l'aveugle », Binemouast « Le mauvais dans Thèbes ».

### Choix du nom

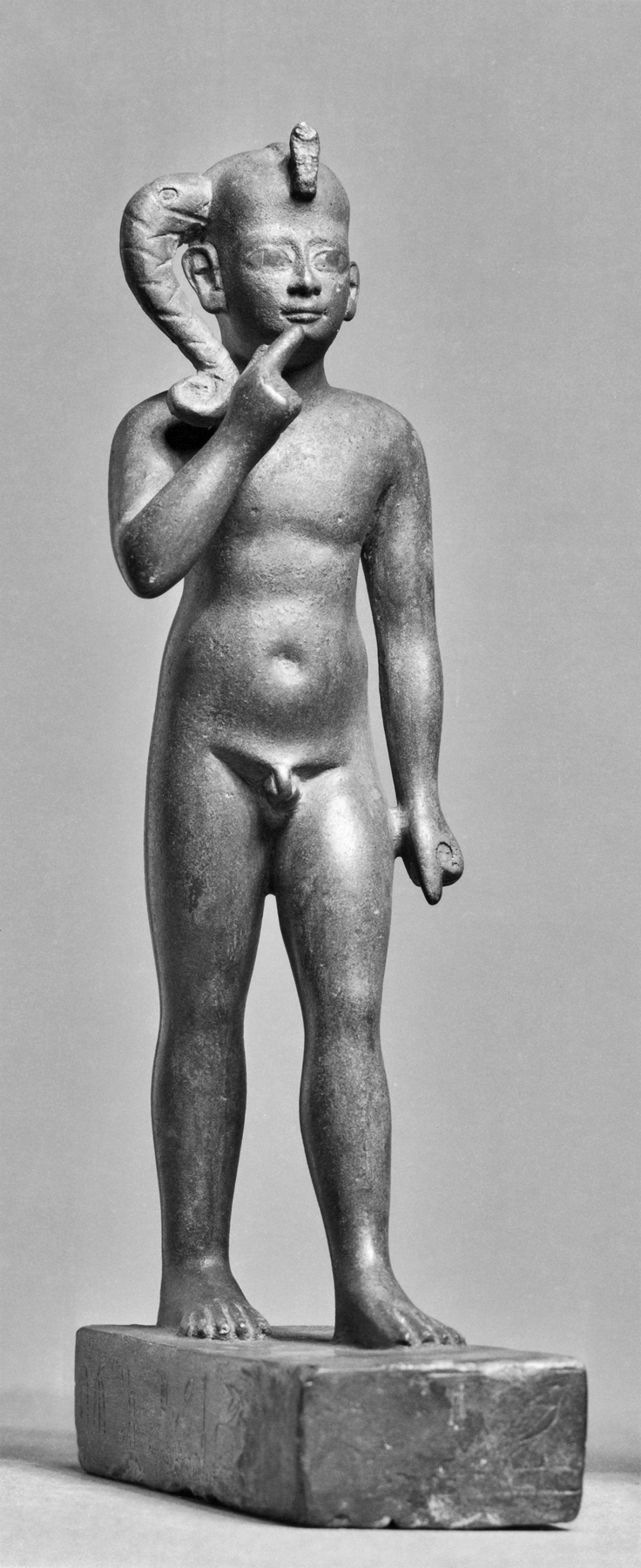
Statuette d'Horus sous l'aspect d'un jeune enfant. Walters Art Museum.

Au moment de la naissance, chaque Égyptien reçoit un ou deux noms, attribués généralement par la mère ; d'où l'expression renef en moutef « son nom de sa mère ». Les noms égyptiens ont un sens immédiatement compréhensible par les locuteurs de la langue égyptienne. Quelques noms évoquent les mots de la mère juste après l'accouchement : Ikh « Qu'est-ce ? », Néfernen « C'est-beau-ça ! », Oursou « Il-est-grand », d'autres tentent de passer outre à la forte mortalité infantile : Senebsoumay « Il-est-en-bonne-santé-dans-ma-main », Djedamonioufankh « Amon-a-dit-qu'il-vivra », Diamoniaout « Qu'Amon-donne-la-vieillesse ». Certains noms évoquent le jour de la naissance ou qu'une divinité était alors à l'honneur : Sepenabed « Le-don-du-sixième-mois », Horemheb « Horus-est-en-fête », Amonherkhenyt « Amon-est-transporté-en-barque ». Lorsqu'un enfant tarde à venir, les parents s'adressent à une divinité pour provoquer une conception. Ce fait est alors rappelé dans le nom de l'enfant : Debehenithaenmout « C'est-à-Mout-que-j'ai-demandé-un-rejeton », Saousir « Fils-d'Osiris », Satptah « Fille-de-Ptah ».
Le choix du nom peut aussi être inspiré par la place de l'enfant dans la famille ou dans son lignage : Sennou « Le-deuxième », Khemetnou « Le-troisième », etc. D'autres semblent attester la croyance en la réincarnation : Senetites « La-sœur-de-son-père », Itseni « Le-père-de-mon-époux ». Cette même croyance fait qu'un nom passe d'une génération à l'autre, de père en fils, de mère en fille ou en reprenant le nom des aïeux.
Au cours de sa vie, l'individu peut se voir gratifier d'un sobriquet inspiré par son physique ou son caractère : Id « Le-sourd », Tabinet « La-mauvaise » ; par son origine géographique : Pen-Mennéfer « Celui-de-Memphis », Iam « L'asiatique » ; par son statut social ou son métier : Paqer « Le-vagabond », Paheripedjet « Le-chef-des-archers » ; ou pour des raisons qui maintenant nous échappent : Seshen « Le-lotus », Miou « Le-chat ».

## Ka

### Représentations

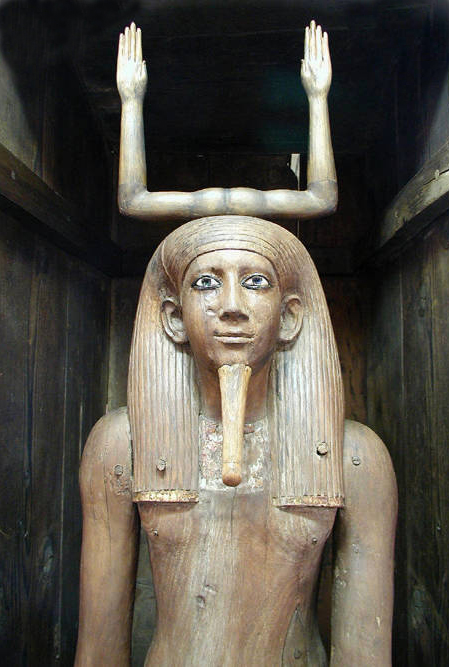
Statue du ka du roi Hor. Musée égyptien du Caire.

Le Ka est une composante immatérielle des dieux et des hommes. Cette notion n'a pas d'équivalent dans les langues européennes contemporaines. À la suite du Français Gaston Maspero, les égyptologues de la fin du XIXe siècle et du début du XXe siècle ont traduit ce concept par « Double ». Cette interprétation découle de certaines scènes où l'on voit le dieu bélier Khnoum façonner conjointement le prince royal et son ka sur son tour de potier. Visuellement le prince et son ka ont l'air de véritables jumeaux ; le ka n'étant distingué que par le signe hiéroglyphique des deux bras levés qu'il porte sur sa tête. Lorsque le ka du pharaon régnant est représenté, il est le plus souvent figuré comme un petit homme vêtu d'un pagne debout derrière le roi. Dans une main, le ka tient une plume d'autruche symbole de la déesse Maât et du dieu Shou, respectivement les personnifications de l'harmonie cosmique et du souffle vital. Dans l'autre main, le ka tient un long bâton surmonté par la tête du pharaon. Sur la tête du Ka, le sigle hiéroglyphique des deux bras pliés à angle droit enserre le serekh (palais stylisé) dans lequel est inscrit le Nom d'Horus, un des cinq éléments de la titulature royale. L'unique représentation en ronde-bosse d'un ka royal qui nous soit parvenue est la statue en bois du ka de Aoutibrê Hor de la XIIIe dynastie, découverte à Dahchour, elle est à présent conservée au Musée égyptien du Caire. Haute de 1,70 m, la statue apparaît maintenant complètement nue, debout et dans l'attitude de la marche. Elle conserve cependant les traces d'un collier, d'une ceinture et d'un pagne, tandis que les mains devaient originellement tenir un sceptre et un bâton.

### Force vitale
Le Ka est une notion complexe à laquelle il est impossible de donner une définition homogène, les différentes attestations pouvant se montrer contradictoires entre elles. Pour les Anciens Égyptiens, le ka est, entre autres, la vitalité d'un être, à savoir la faculté d'accomplir tous les actes de la vie. Le pluriel du mot, Kaou, désigne les aliments solides ou liquides qui permettent l'entretien de la vie. Le ka est donc aussi une notion qui englobe le « bien-être » et la « santé ». Lorsque les Égyptiens trinquent ensemble, la boisson est portée « À ton Ka ! ». D'après une maxime de l'Enseignement de Ptahhotep, se rassembler et manger à une table commune est un rite qui vise à célébrer le Ka. Participer à un banquet organisé par un supérieur hiérarchique est une grâce divine et honneur qu'il ne faut pas gâcher par un comportement inadéquat et maladroit (Maxime no 7). Dans ce contexte, le ka est une sorte d'énergie qui s'incarne tant dans celui qui reçoit les convives que dans les nourritures qui sont servies. Chaque invité se doit de respecter ce moment de partage en adoptant un comportement respectueux et convivial, tout comportement négatif et disharmonieux serait une « abomination pour le ka ». Aussi, par métonymie, l'expression « C'est un Ka ! » désigne l'homme sage âgé qui a réussi dans la vie ou le jeune homme qui est promis à un bel avenir.

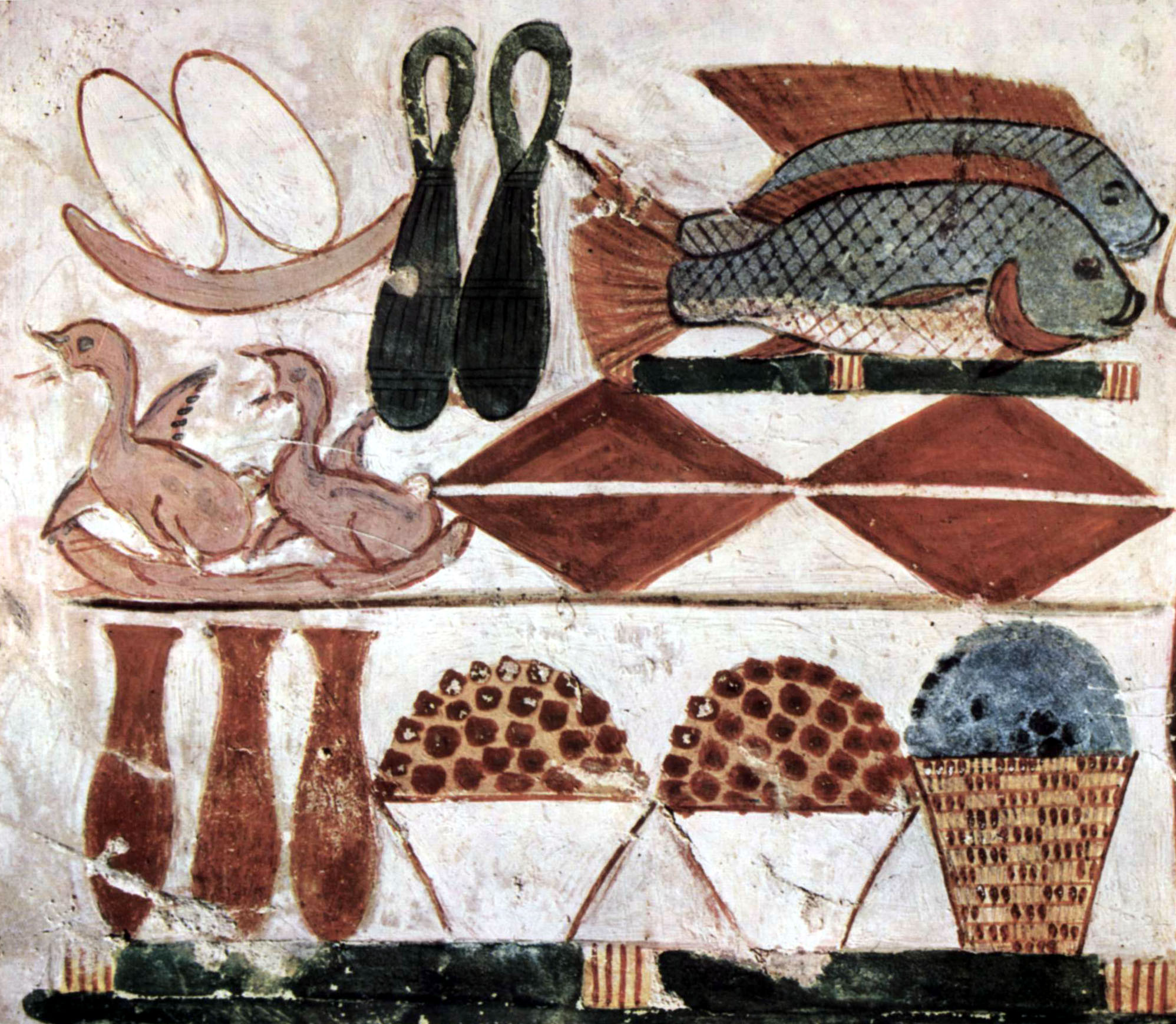
Offrandes alimentaires. Tombe du scribe Menna.

« Si tu es un homme qui fait partie de ceux qui sont assis à la table d'un plus grand que toi, accepte ce qu'il donne, de la manière dont cela sera placé devant ton nez. Regarde ce qui est devant toi, ne disperse pas par quantité de regards ; c'est l'abomination de l'énergie (ka) que d'être harcelée. (...) Parle lorsqu'il s'adresse à toi, et que ton discours rende le cœur heureux. Quant au grand, assis derrière les pains, que son comportement se conforme à la directive du ka. Il fera un don à celui qu'il distingue ; c'est la coutume, à la tombée de la nuit. C'est le ka qui étend ses bras. Le grand fait un don à celui qui a atteint la condition d'homme (de qualité). Les pains sont mangés conformément à la volonté de Dieu, c'est l'ignorant qui s'en plaindrait. »

— Enseignement de Ptahhotep, Maxime 7. Traduction de Christian Jacq.

### Transmission du ka
Si le Ka peut être défini comme une sorte d'esprit double ou comme une énergie vitale, cette composante de la personnalité peut aussi être perçue comme un principe dynastique légitimant qui passe du père au fils aîné, son héritier. Le sigle hiéroglyphique se présente comme deux bras dressés vers le haut. Il faut cependant le voir comme deux bras tendus vers l'avant pour étreindre et embrasser quelqu'un. Le ka est le symbole des liens inter-générationnels qui subsistent par delà la mort grâce au culte funéraire. Dès les Textes des pyramides, le dieu Osiris est présenté comme étant le Ka d'Horus, ce qui revient à dire que le pharaon défunt est le ka du pharaon vivant :

« Ô Osiris (roi) ! Horus t'a protégé, il a agi pour son ka, que tu es, pour que tu sois satisfait en ton nom de ka satisfait. »

— Textes des Pyramides chap. 356 (extrait). Traduction de Jan Assmann
Un autre passage des Textes des pyramides montre que le Ka se transmet du père au fils lors d'une embrassade. Le modèle est le dieu créateur Atoum, père des jumeaux Shou et Tefnout. Le prêtre ritualiste souhaite que le défunt pharaon bénéficie aussi de cette énergie, pour sa personne et son monument funéraire, le pharaon étant considéré comme le juste successeur du dieu des origines :

« [Atoum-Rê] tu as craché Shou, tu as expectoré Tefnout, tu as mis tes bras autour d'eux comme les bras du ka, pour que ton ka soit en eux. Atoum, puisses-tu mettre tes bras autour du roi, (autour de ce monument, autour de cette pyramide) comme les bras du ka, pour que le ka du roi soit en lui, durable à tout jamais. »

— Textes des pyramides chap. 600 (extrait). Traduction de Jan Assmann.

### Aller à son ka

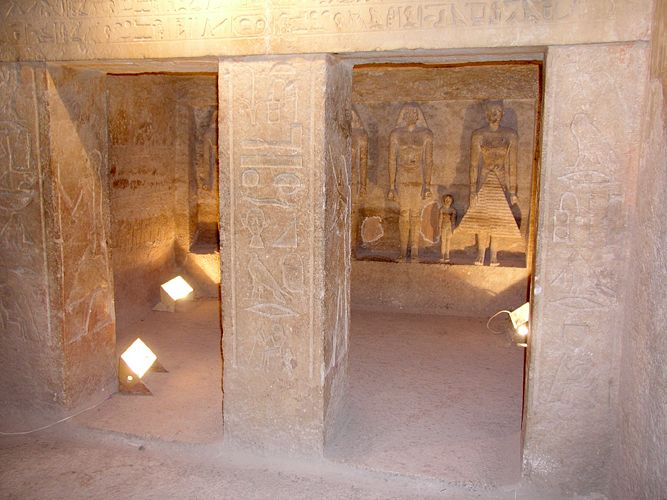
Mastaba de Qar à Gizeh.

Les expressions « aller à son ka » et « être réuni à son ka » sont des euphémismes qui servent à désigner la mort. L'existence humaine n'est possible que si le corps et le ka sont intimement liés. Or, la mort disloque cette union. Privé de sa force vitale, le corps se désagrège en se putréfiant. Privé de corps, le ka n'en reste pas moins une force latente. Cette vitalité ne disparaît pas, mais s'en retourne à ses origines. Le ka passant du père au fils, le dieu créateur est le premier maillon de cette chaîne de transmission. D'après les Textes des sarcophages, un million de ka sont dans la bouche de Rê (chap. 648), signifiant par là qu'il est un réservoir inépuisable de vitalité et de magie créatrice. Un culte funéraire bien organisé permet au défunt de devenir un imakh, un « Vénérable » autorisé à posséder un tombeau monumental. Ce statut social post-mortem, lui assure de pouvoir évoluer dans le monde des ancêtres et des dieux. Lorsqu'un mort part pour la nécropole, il « va à son ka », c'est-à-dire qu'il retrouve sa part de force vitale. Mais, tout comme les vivants, les ancêtres se doivent d'entretenir leur vitalité en consommant des nourritures. Dans la chapelle qui surmonte le tombeau souterrain, les statues et représentations murales du défunt servent d'intermédiaire. C'est à ces supports immobiles, réceptacles du Ka, que la famille présente les offrandes funéraires. Dans les Textes des pyramides, le prêtre ritualiste décrit l'union du pharaon avec son Ka. Uni avec son « double », le pharaon monte, tel un dieu, vers les contrées célestes afin de rejoindre le Créateur. Pendant que le prêtre psalmodie son texte sacré, il diffuse de l'encens. Cette fumée parfumée qui monte au ciel est perçue comme le symbole de l'ascension royale d'un pharaon divinisé bien pourvu de son Ka :
— Formule à réciter quatre fois —

Ne le laisse pas s'en échapper !

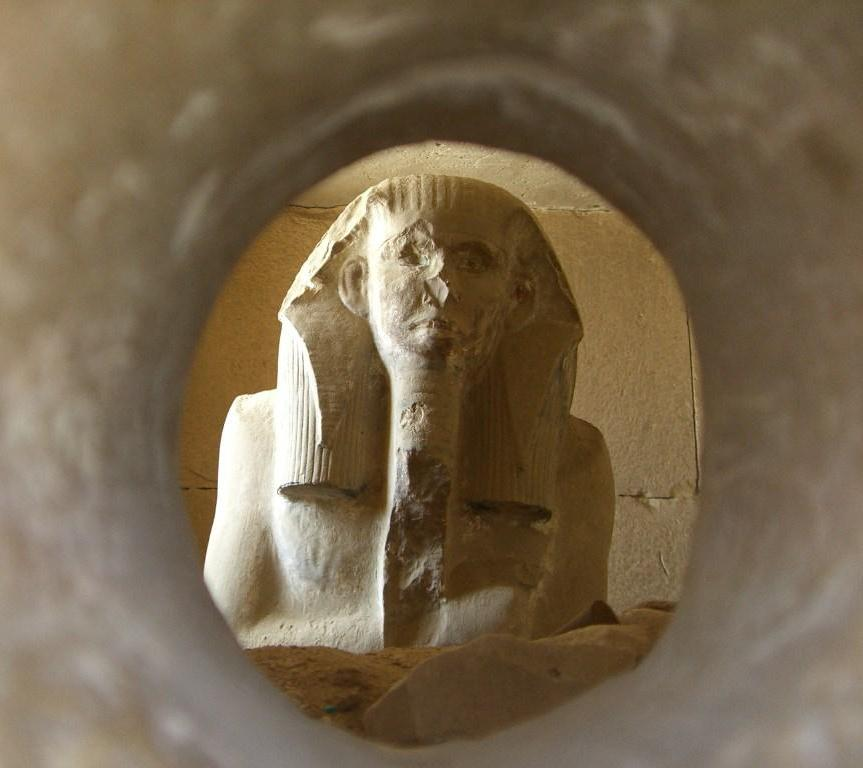
Statue du roi Djéser dans son serdab (chapelle). Complexe funéraire de Djéser.

Prends garde de ne pas le laisser s'en échapper !

Il est parti, celui qui est parti avec son ka !

Il est parti, Horus, avec son ka !

Il est parti, Seth, avec son ka !

Il est parti, Thot,

— Formule à réciter quatre fois. Encens brûlé — avec son ka !

Il est parti, Dounânouy, avec son ka !

Il est parti, Osiris, avec son ka !

Il est parti, Khenty-irty, avec son ka !

Tu es parti toi aussi avec ton ka !

Ô Ounas, le bras de ton ka est devant toi !

Ô Ounas le bras de ton ka est derrière toi !

Ô Ounas, si je t'ai donné l'Œil d'Horus dont ta face est pourvue,

c'est pour que le parfum de l'Œil d'Horus diffuse vers toi !
— Claude Carrier, Textes des Pyramides du pharaon Ounas, chapitre 25

### Serviteur du ka

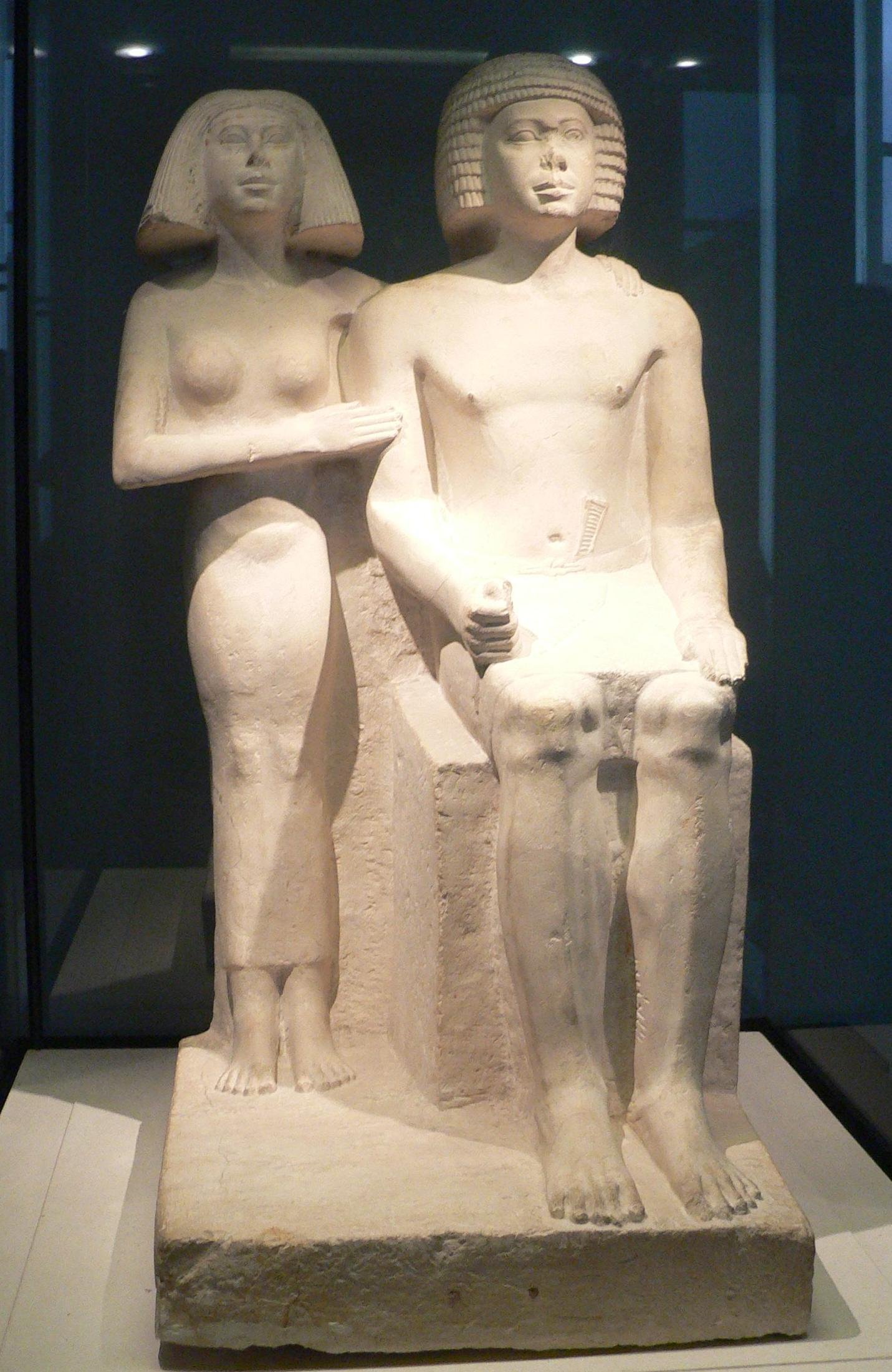
Statue funéraire d'un couple de notables. Ancien Empire. (Musée du Louvre).

Dans la pensée égyptienne, la mort n'est pas une fin mais un passage conduisant d'une existence vers une autre. Tout comme les vivants, les défunts ont des besoins élémentaires à satisfaire : manger, boire ou s'habiller. Le culte aux ancêtres nécessite d'importants moyens financiers pour assurer le creusement du tombeau, la construction d'une chapelle ainsi que la production et le transport des offrandes. Dans une telle vision, chaque vivant se doit de préparer son existence post mortem afin de ne pas se trouver au dépourvu. Ce fait est d'ailleurs vivement encouragé par les Sages dans leurs écrits. Dès l'Ancien Empire, ces besoins funéraires ont mené à la formation de structures économiques spécialement dédiées à l'affectation de biens aux défunts. Ces biens sont fournis soit par le pharaon et son administration, soit par des fondations privées, les perou-djet, financées à partir de fonds propres. L'organisation du culte, à l'origine, est à la charge du fils aîné. Cependant, très vite, l'exercice quotidien du culte a été confié à des prêtres professionnels, les « Serviteurs du ka ».
Les modalités du culte et leurs financements sont prévus et organisés d'après un ou plusieurs contrats juridiques conclu du vivant de la personne pour après son décès. Ces contrats étaient mis par écrit sur papyrus mais certains notables, pour renforcer leur valeur n'ont pas hésité à les faire figurer sur les parois de leur tombeau. Un des exemples les plus instructifs sont les dix contrats passés entre le gouverneur Hâpydjéfaï d'Assiout avec son prêtre du ka (sous la XIIe dynastie). La statue de Hâpydjéfaï, en tant que réceptacle du Ka, est le bénéficiaire d'offrandes journalières et annuelles (fêtes funéraires, nouvel an, processions, etc.). Les rites sont effectués par les Ouâb, les « prêtres-purs » sous la supervision du prêtre du Ka.

« Vois, l'ensemble de ces affaires à propos desquelles j'ai conclu un contrat avec ces prêtres-ouâb sont sous ta responsabilité ! Et vois, c'est le serviteur du ka d'un homme qui préserve ses affaires, qui établit son pain d'offrande ! (...) Garde-toi d'en annuler quelque chose ! Que quiconque conteste les affaires que je leur ai confiées, et tu feras en sorte que ton fils, ton héritier, qui sera pour moi serviteur du ka, juge cela ! Vois, je t'ai pourvu en terres, en hommes, en bétail, en jardins et en toutes choses (...) afin que tu puisses accomplir pour moi les rites avec zèle ! Veille sur tous mes biens que j'ai placés sous ta responsabilité ! Vois, c'est devant toi par écrit ! »

— Mandat donné au serviteur du Ka (extraits). Traduction de Raphaël Bertrand

## Ba

### Capacité de mouvement

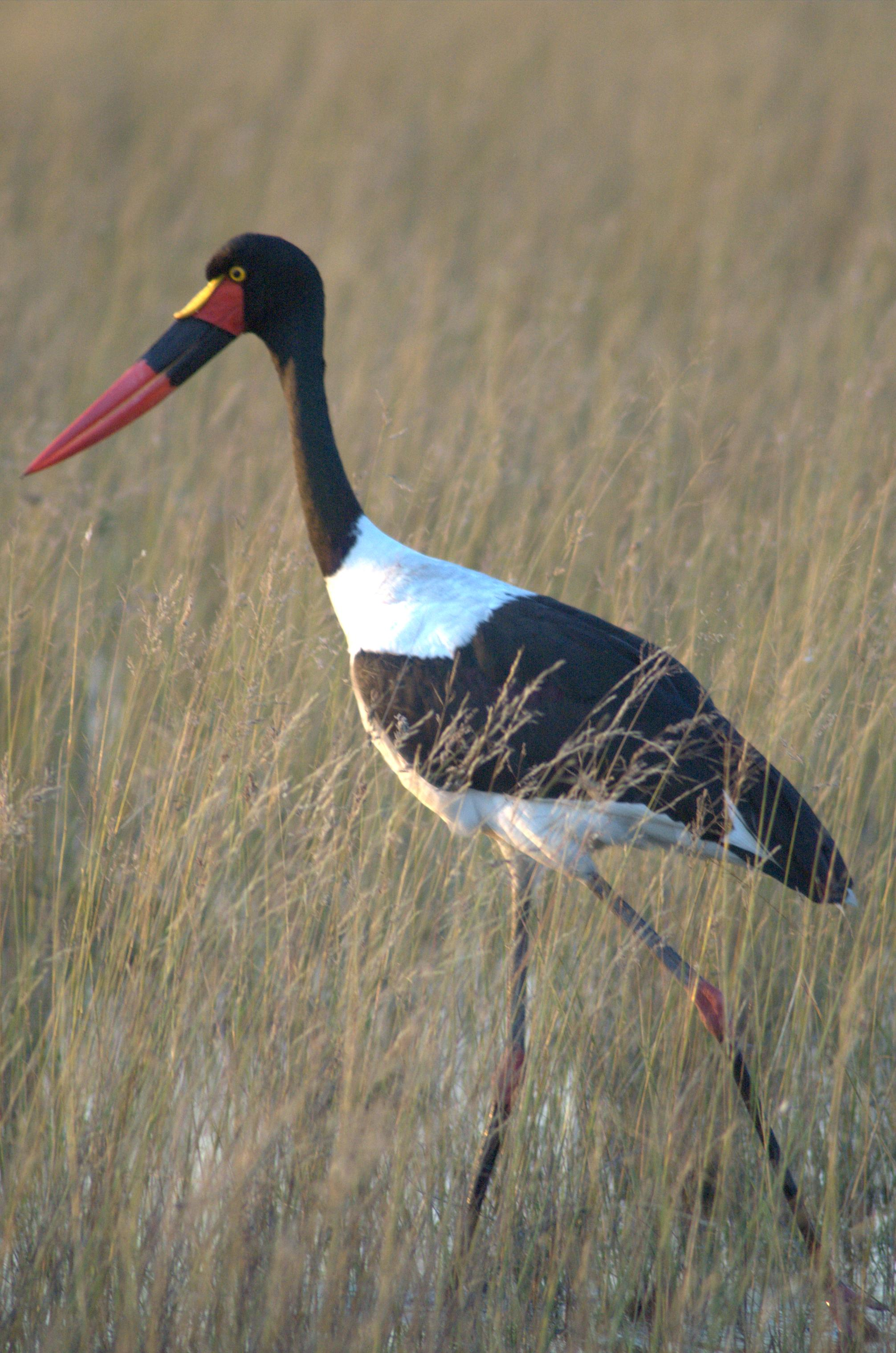
L'image du Jabiru a servi d'idéogramme hiéroglyphique pour représenter la notion du Ba.

Le Ba est une composante immatérielle des dieux et des êtres humains. Tout comme le Ka, cette notion n'a pas d'équivalent exact dans les langues européennes contemporaines. Ce concept est toutefois le plus souvent traduit par le mot « âme » ou par l'expression « âme-Ba ». Le Ba est la représentation de l'énergie de déplacement, de dialogue et de transformation. Après le décès, cette capacité de manifestation permet à l'individu égyptien d'établir le contact entre le monde invisible des dieux et des ancêtres, auquel il appartient désormais, et le monde des humains, qu'il a quitté mais auquel il reste très attaché. Au IIIe millénaire av. J.-C., sous l'Ancien Empire, cette capacité est réservée aux dieux. Le Ba est une puissance sans limite. Elle permet aux dieux de s'incarner dans les statues cultuelles, les objets, les arbres, les animaux et des lieux sacrés. Un dieu peut même être considéré comme le ba d'un autre. Parmi les humains, seul le pharaon en dispose aussi de par sa nature divine d’intercesseur. Après son décès, pharaon grâce à son Ba est capable d'opérer de nombreuses métamorphoses (en oiseaux, serpents, poissons, insectes et autres mammifères) afin de rejoindre les hauteurs des dieux célestes. À la fin du IIIe millénaire av. J.-C., durant les crises de la Première Période intermédiaire qui mettent à mal le prestige royal, cette capacité se démocratise. Tout être humain dispose alors d'un Ba lui permettant de s'échapper hors de sa tombe. Dès le début de l'écriture hiéroglyphique égyptienne, le concept du Ba a été associé à la grande cigogne africaine dénommée Jabiru (Ephippiorhynchus senegalensis). Dans la vallée du Nil, cet échassier ne se rencontre plus désormais que dans la région du Nil Blanc, mais les Anciens Égyptiens l'ont probablement observé ; du moins dans les temps les plus reculés. De nombreuses représentations de la période prédynastique reproduisent fidèlement la caroncule des mâles adultes. Par la suite, les représentations sont plus stylisées, preuve sans doute de sa disparition dans les contrées septentrionales. À partir de la XVIIIe dynastie, le Ba se présente comme un oiseau à tête humaine s'envolant du cadavre ou accompagnant les dieux lors de leurs voyages dans les barques célestes.

Iconographie de l'âme-Ba
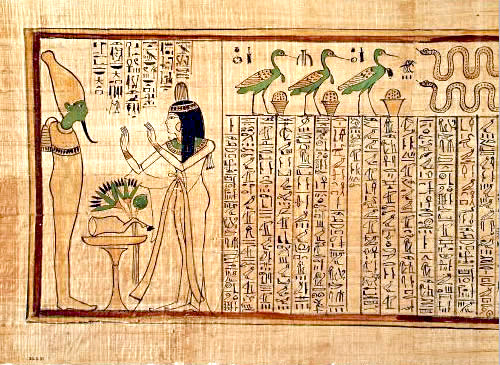
Trois échassiers-Ba (Livre des Morts de Nany). Metropolitan Museum of Art de New York.
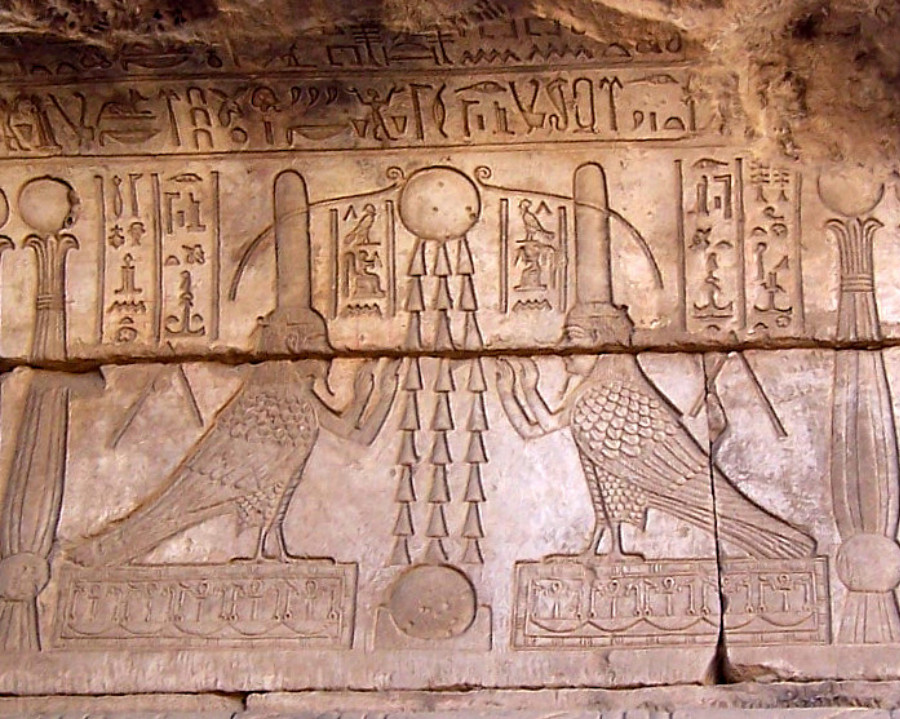
Âmes-Ba du dieu Osiris. Temple de Dendérah.
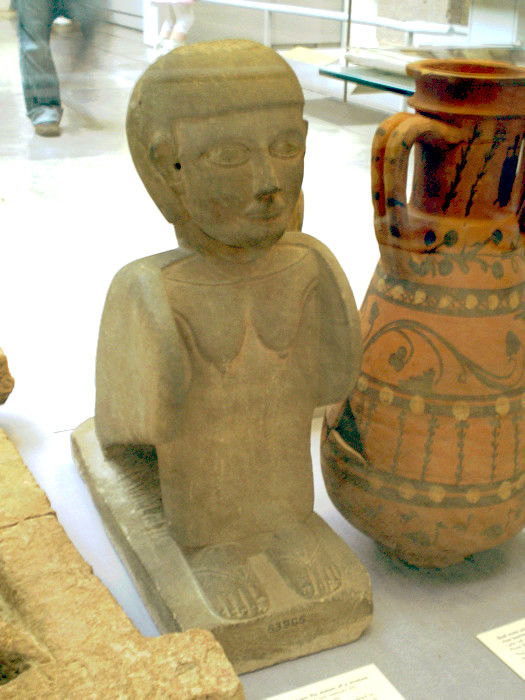
Oiseau-Ba d'une reine nubienne. British Museum

### Dissociation des composants

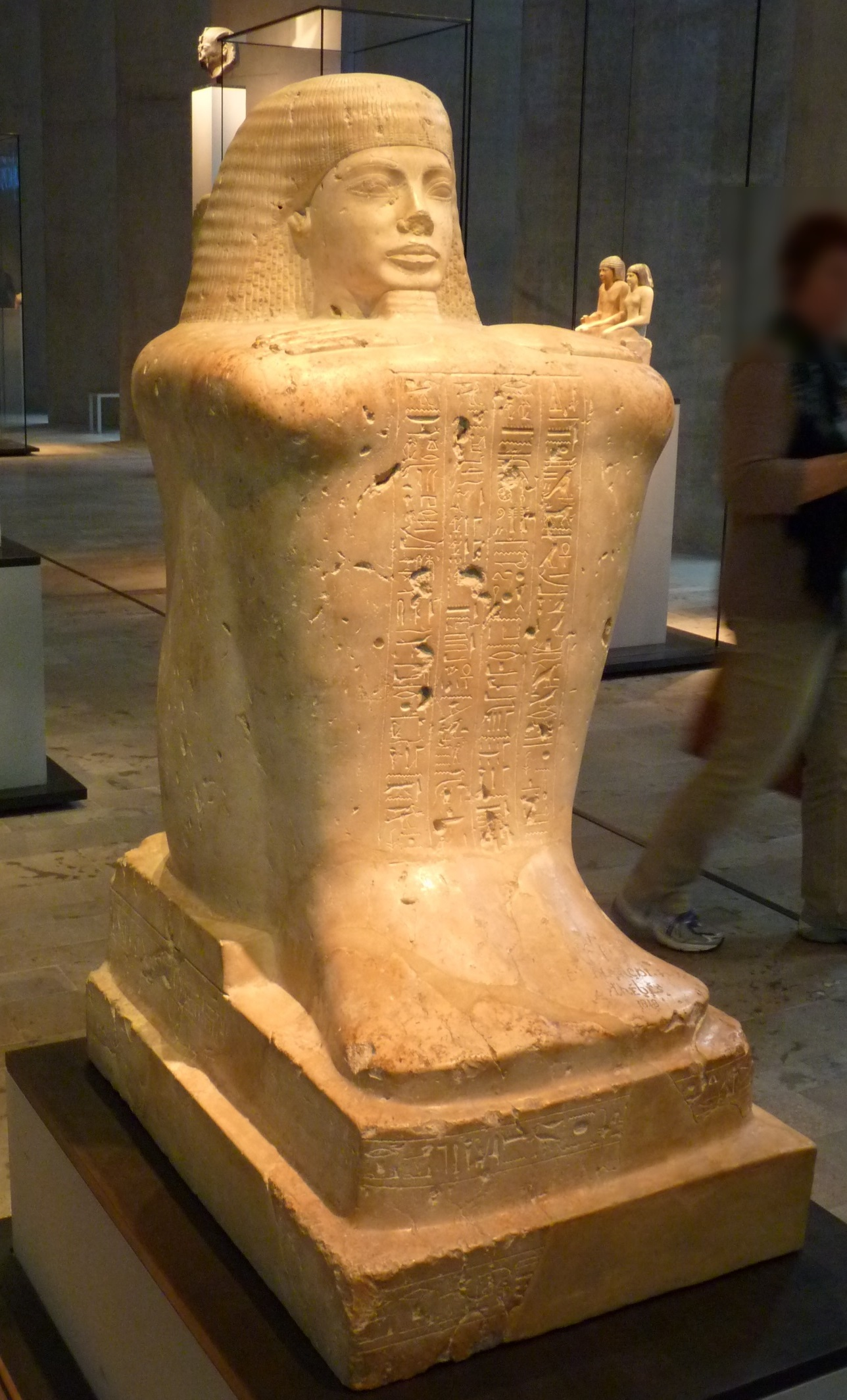
Statue-cube de Bakenkhonsou. Nouvel Empire. Musée national d'art égyptien de Munich.

Durant la vie terrestre, le Ba, le Ka, le Corps et les autres composants de l'individu forment une unité. Au moment de la mort, ces différents éléments se dissocient ; chacun s'en allant dans différentes régions du monde. Le but des rituels funéraires est d'établir un nouvel équilibre. Sous le Moyen Empire, avant la dépose de la momie dans le tombeau, le prêtre ritualiste exhorte le Ba de quitter le cadavre et d'aller monter au ciel : « Que ton Ba aille en haut et ton cadavre en bas ». Cette formule est déjà connue des Textes des pyramides, mais avec l’Akh à la place du Ba : « L’akh au ciel, le cadavre à la terre ». À partir du Nouvel Empire, ce souhait se complexifie. L'au-delà se divise en deux avec une contrée céleste et un monde souterrain. Cependant, le défunt se doit aussi d'être présent sur terre : « Ton Ba reste au ciel, ton cadavre dans la douât, tes statues dans les temples ». Ces statues sont un privilège qu'accorde le pharaon à ses proches dignitaires et aux fonctionnaires méritants. Le défunt est représenté assis sur le sol, habillé d'un manteau, les genoux repliés. De cette posture ramassée découle la dénomination moderne de « statue cube ». La statue est déposée dans un temple et, par cette faveur royale, bénéficie du voisinage bénéfique de la puissance divine. Si la présence corporelle du défunt perdure sur terre grâce à ses statues, son Ba et son cadavre sont destinés à l'au-delà (Ciel et Douât). Le modèle mythologique est la course du soleil. Durant le jour, Rê voyage dans le ciel visible et, la nuit, il parcourt le monde souterrain. Au plus profond de la Douât, Rê rencontre la momie d'Osiris qui repose dans la crypte de son tombeau. Dans de nombreux hymnes est ainsi affirmé que le ciel est fait pour le Ba de Rê (le Soleil) et que dans le monde souterrain repose son cadavre (Osiris). Le rituel funéraire vise à assimiler le défunt à cette existence mythologique. Comme le dieu solaire, le défunt grâce à son ba voyage dans le ciel. Grâce à sa momie placée dans le tombeau, le défunt est solidement présent dans la Douât. Lorsque le Ba s'unit au corps momifié, il en tire une force nouvelle. Régénéré, il remonte au ciel pour un nouveau voyage diurne.

### L'embaumement ou le départ du ba

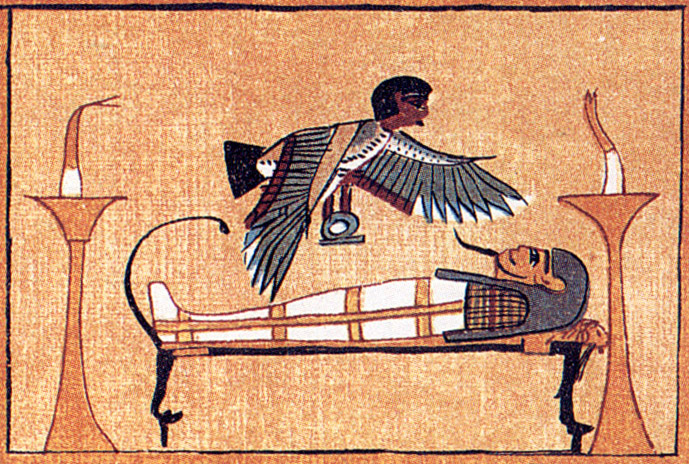
Âme-Ba volant au-dessus de sa momie. Vignette du Papyrus d'Ani, British Museum.

À propos du Ba, les liturgies funéraires insistent sur deux notions fondamentales. La première est la séparation du ba d'avec le cadavre. Cette notion se retrouve surtout dans les Textes des sarcophages du Moyen Empire. Outre la fabrication d'un corps momifié, les rites de l'embaumement visent à séparer le ba du cadavre. Cette séparation est nécessaire car le destin du ba est de participer aux grands cycles cosmiques que sont la course du soleil et la rotation des trente-six étoiles décanales. Cet instant crucial est illustré dans la tombe thébaine du vizir Paser (XIXe dynastie). Le dieu Anubis, patron des embaumeurs, se tient debout devant la momie du défunt qui est couché sur un lit funéraire. Le Ba, sous la forme d'un oiseau à tête humaine, quitte le défunt en s'envolant, mais plane encore au-dessus de la momie en lui présentant les signes hiéroglyphiques de la vie et du souffle.
Les chapitres 94-97 des Textes des sarcophages ont pour but cette séparation. Dans ces formules magico-funéraires, le ba ne s'est pas encore séparé de la dépouille mortelle. Le rôle de l'officiant est de l'aider à s'en détacher. Pour ce faire, le défunt est assimilé au ba d'Osiris à savoir Horus, son fils posthume. À partir de ses humeurs putrides, Osiris se crée un ba qui doit rejoindre le monde des vivants. Cette continuité de la vie s'exprime à travers la sexualité. Osiris souhaite que son ba issu de son phallus quitte le monde des morts et monte auprès des vivants afin de copuler :

« Éloigner le ba du cadavre. Autre livre pour sortir au jour. Je suis ce grand ba d'Osiris grâce auquel les dieux ont ordonné qu'il coïte, vivant en hauteur pendant le jour, qu'Osiris a créé des humeurs qui sont dans son corps, semence sortie de son phallus, pour sortir le jour afin qu'il coïte grâce à lui. Je suis le fils d'Osiris, son héritier dans ses fonctions. Je suis le ba à l'intérieur de son intimité. »

— Textes des sarcophages, chap. 94 (extrait). Traduction Claude Carrier.

### Réunion du ba à la momie

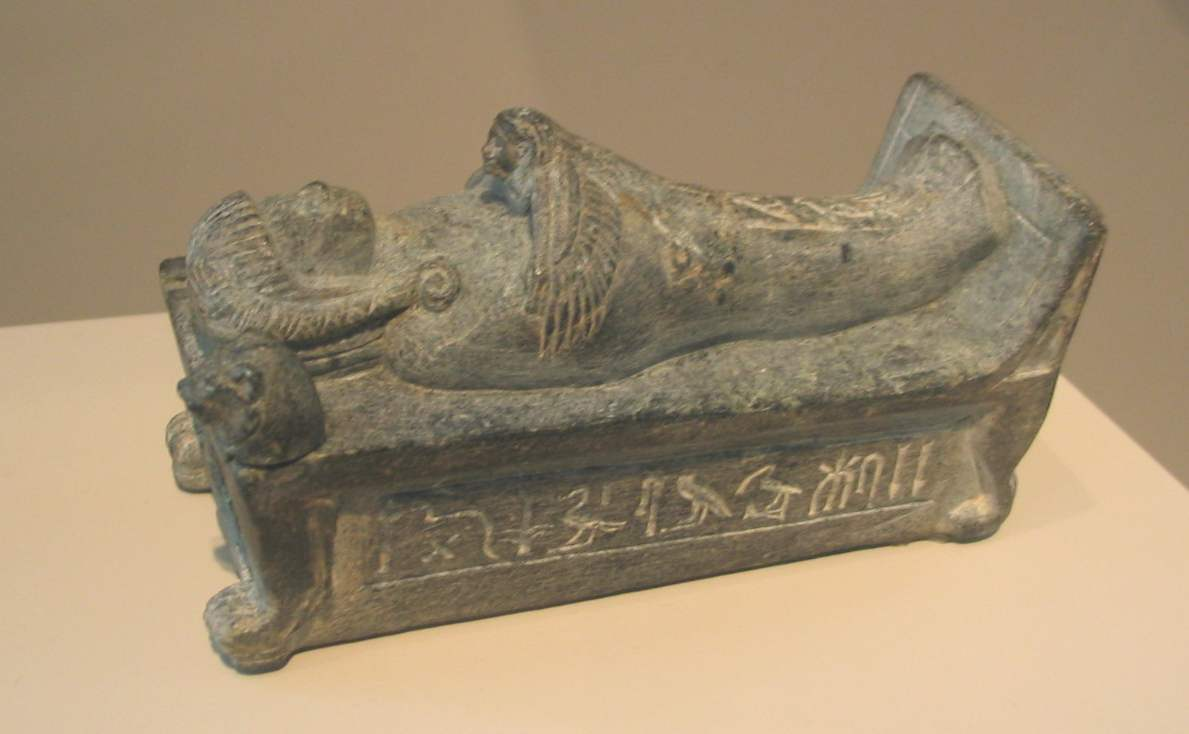
Union de l'âme-Ba avec la momie du prince Thoutmôsis. XVIIIe dynastie. Neues Museum de Berlin.

Outre la séparation, la seconde notion liturgique évoquée dans les textes funéraires est la nécessaire réunion du ba avec la momie. Cet aspect est surtout développé au Nouvel Empire dans le Livre des Morts. Certes, le ba doit être libre de ses mouvements. Il doit pouvoir aller et venir à sa guise dans tous les recoins de la création ; espaces célestes, monde terrestre et au-delà souterrain. Cependant, l'unité avec le corps doit être maintenue. Dans la tombe, la momie repose dans son sarcophage. Dans de nombreuses occurrences, par l'image et le texte, le sarcophage est assimilé à Nout, la personnification du ciel étoilé et une très importante déesse-mère. La mort est ainsi présentée comme un retour dans le ventre maternel et une nouvelle gestation. Pour que cette revivification puisse s'opérer correctement, le ba ne doit pas oublier sa momie :

« Tu as la vie, ton [ka] existe, tes membres sont intacts ; éveille-toi à ton corps ! Tu ne seras pas refoulé par les briseurs qui sont dans l'au-delà. La pensée appartient de nouveau à ton âme, afin qu'elle se souvienne de ton corps et qu'elle rende heureux l'œuf qui t'a créé. »

— Textes des sarcophages, chap. 44 (extrait). Traduction de Paul Barguet.

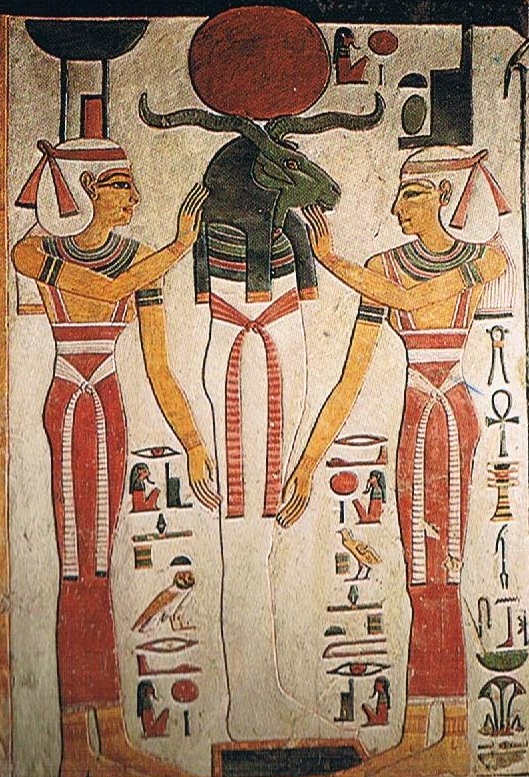
Union de Rê et Osiris en une âme-Ba unique sous la protection de Nephtys et Isis.. Tombe de Néfertari.

Chaque soir, le ba doit revenir rejoindre la momie au fond du tombeau. Cette idée est le motif central des croyances funéraires du Nouvel Empire et de la Basse époque. L'union du ba et de la momie est le sujet du chapitre 89 du Livre des Morts. Cette préoccupation figure cependant aussi dans le Livre des Respirations (un document funéraire déposé auprès du défunt) ou inscrite sur les sarcophages : « Tu restes dans ton sarcophage, ton ba est sur ton cadavre, il ne s'éloigne jamais de toi ». Lors des Mystères d'Osiris du mois de Khoiak, qui sont la commémoration de la revivification du dieu assassiné, cette union est aussi rappelée, l'union de Rê et d'Osiris étant le modèle mythologique et cosmique par excellence :

« Réjouissez-vous, dieux et déesses ! l'âme d'Osiris est posée sur son cadavre, elle vit grâce à lui, elle repose grâce à lui ; il entre et sort avec Rê, on lui fait offrande comme au Maître de l'éternité, il reçoit les pains d'offrandes présentés sur l'autel des Âmes d'Héliopolis ; son âme vit, ses vaisseaux sanguins sont solides, il voit clair dans les chemins des ténèbres. Rê vient à lui, il lui donne ses rayons, ses yeux lui font un disque solaire ; les rayons de Rê brillent devant lui, sa lumière resplendit sur sa tête ; son âme vit, elle se pose au lieu qu'il aime, elle s'installe à côté de sa Majesté ; son âme est divine parmi les dieux, vivant pour l'éternité en tant qu'Orion dans la voûte céleste. »

— Dendara. Les chapelles osiriennes (extrait). Traduction de Sylvie Cauville

### LeDialogue d'un homme avec son Ba

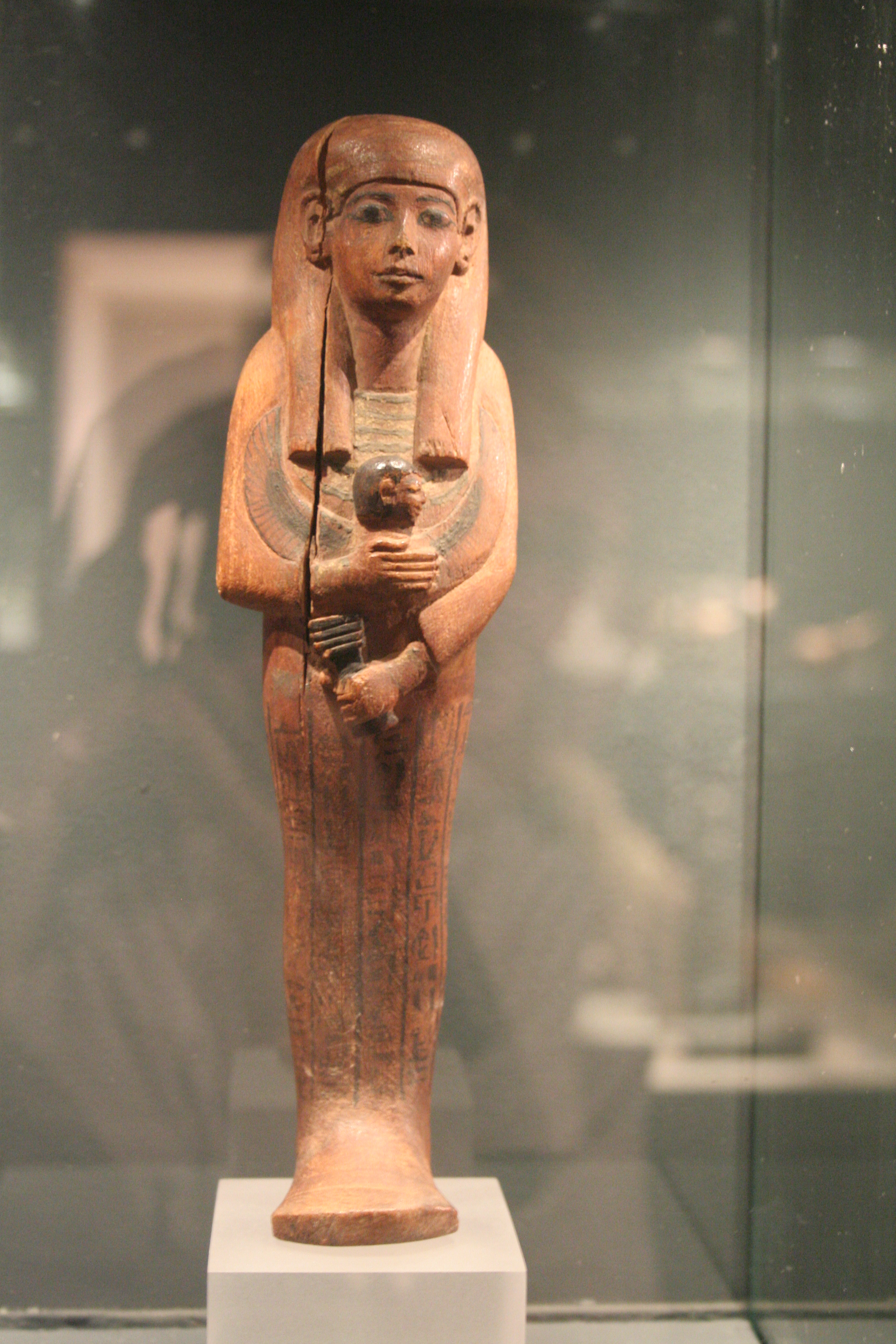
Oushebti montrant le défunt serrant son âme-Ba contre sa poitrine. Ägyptisches Museum Georg Steindorff de Leipzig.

Le Dialogue d'un homme avec son Ba compte parmi les chefs-d'œuvre de la littérature égyptienne. Le texte, dont le début est perdu, n'est connu que par un seul papyrus daté de la deuxième moitié de la XIIe dynastie (≈ XVIIIe siècle av. J.-C.). Cet écrit est conservé à Berlin depuis 1843 et a été traduit pour la première fois en 1896. Le Dialogue met en scène un homme désemparé par les troubles sociaux et la crise morale de la Première Période intermédiaire. Isolé, l'homme est un sage égyptien pour qui les rituels funéraires sont le reflet de la nécessaire solidarité entre les individus et les générations. Son interlocuteur est son ba qui lui, plus hédoniste et indifférent, ne croit pas en l'utilité des rituels, les troubles sociaux ayant entraîné le pillage et la profanation des pyramides et nécropoles. Il incite l'homme à ne plus se préoccuper de l'au-delà et à profiter de la vie : « Coule un jour heureux et oublie les soucis ! » - thème que l'on retrouve au Nouvel Empire dans les Chants du harpiste aveugle. Désillusionné, l'homme entonne quatre cantilènes au bout desquels et contre toute attente le ba se rallie au point de vue traditionaliste de l'homme. Le Dialogue a suscité diverses interprétations égyptologiques : monologue intérieur au sujet du suicide, évocation de deux conceptions funéraires opposées, œuvre littéraire à finalité esthétique, texte initiatique ou ontophanie. En 2000, Bernard Mathieu estime que le récit n'est pas à situer sur terre mais dans l'au-delà dans le tribunal d'Osiris. L'homme est devant l'assemblée des juges divins lors de la pesée du cœur et son ba joue le rôle indispensable du contradicteur, tel un témoin à charge. En 2004, Sylvie Donnat poursuit cette analyse en démontrant que le ba est aussi l'image du fils héritier en proie aux doutes quant à l'existence d'une vie post-mortem et à l'efficacité du culte funéraire.

« J'ai ouvert la bouche à l’intention de mon ba, répondant à ce qu’il avait dit. Cela est trop dur pour moi aujourd'hui, et mon ba ne m’a même pas contesté ! C’est vraiment dur, exagérément ; c'est comme m’abandonner ! Que mon ba ne parte pas, mais m’assiste pour cela [...] Il ne manquera pas [de tomber] en moi-même comme dans un filet de corde. Il n'arrivera pas de son fait qu'il s'éloigne au jour de [la peine]. Voyez, mon ba m’égare, sans même que je l'entende, m'entraînant vers la mort avant que je l'aie rejointe, me jetant sur le feu jusqu'à ce que je sois consumé [...] sa souffrance [...] il s'approchera de moi au jour de la peine, et il se tiendra de ce côté-là, comme celui qui m'adresse salutation, car il doit être celui qui sort en se transportant. Mon ba est trop fou pour atténuer ma détresse de vivre, me tirant vers la mort avant que je l'aie rejointe ! L'Occident me sera rendu agréable : est-ce pénible ? La vie est un cycle : (même) les arbres tombent »

— Dialogue d'un homme avec son Ba (extrait). Traduction de Bernard Mathieu.

### Jouer contre son ba

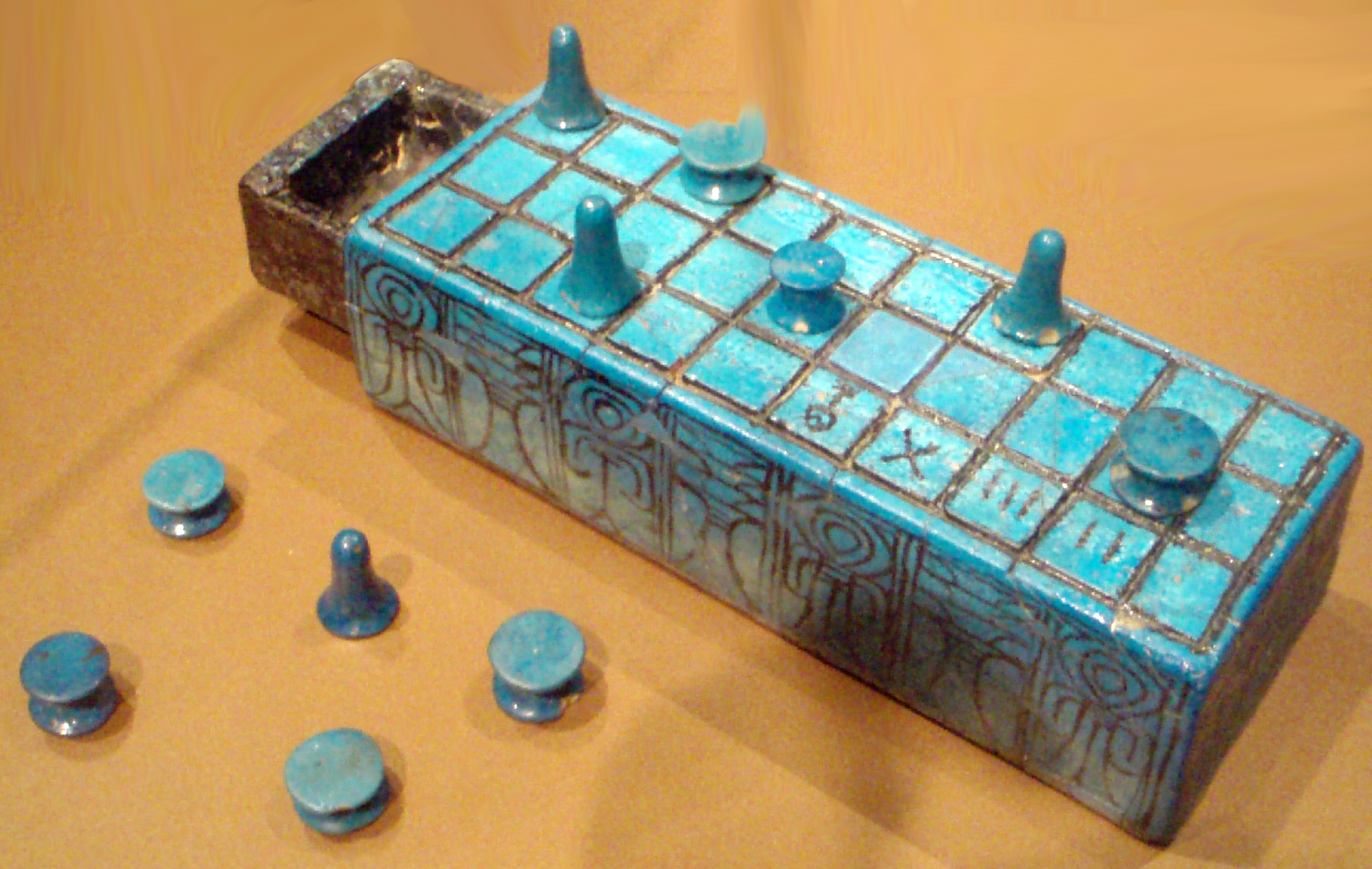
Senet au nom d'Amenhotep III. Brooklyn Museum.

Le senet est un jeu de poursuite à deux joueurs sur un plateau de parcours à trente cases avec des mouvements de pions et des lancers d'astragales. Son usage est attesté entre la fin de la Ire dynastie (≈ 3000 avant notre ère) et le Ier siècle de notre ère. Dès l'Ancien Empire, ce jeu est symboliquement mis en relation avec le cycle de la vie et de la mort. Entre les IIIe et VIe dynasties, des scènes dans les mastabas montrent des joueurs vivants s'adonner au senet dans un contexte de célébrations hathoriques (tombeaux de Hesyrê à Saqqarah, de Rahotep à Meïdoum). Vers la fin de la VIe dynastie, ces représentations évoluent et l'on voit le défunt lui-même jouer contre un vivant, la table du senet étant figurée comme un pont jeté entre le monde des hommes et le monde des esprits ancestraux (mastabas de Kaemânkh, de Mérérouka, de Mérynetjer-Isésy). Sous la XIIe dynastie, cette partie mystique entre les vivants et les morts est évoquée par le chapitre 405 des Textes des sarcophages : 

« Faites qu'il chante, qu'il danse, qu'il reçoive les parures ! Faites qu'il joue au senet avec ceux qui sont sur terre ! Il arrivera que sa voix sera entendue, sans qu'il soit vu. Faites qu'il se rende dans sa maison, qu'il inspecte ses jeunes enfants pour toujours et à jamais ! »

— Textes des Sarcophages (extrait du chap. 405). Traduction de Paul Barguet

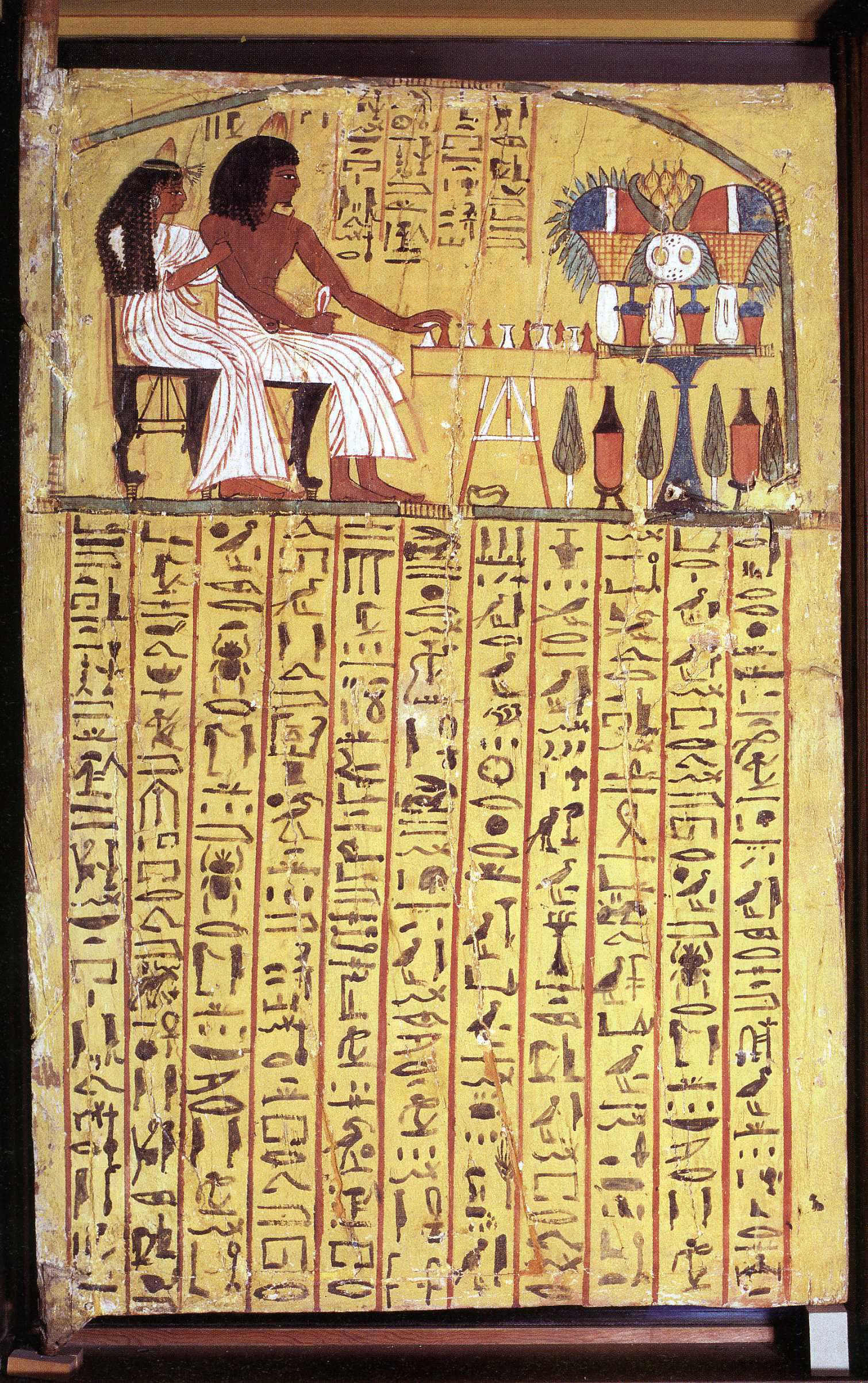
Défunt jouant au senet, stèle de Sennedjem.

Dans le même corpus de textes, le chapitre 1019 (malheureusement lacunaire) met en relation le jeu senet, le dieu canin Anubis et les pérégrinations de l'âme-Ba du défunt à travers la nécropole. L'une des finalités du chapitre 335 est de pouvoir jouer au senet après la mort. Au Nouvel Empire, ce dernier texte est intégré au Livre des Morts (chap. 17). Là, dans la notice introductive, le jeu est clairement mis en relation avec les mouvements, les voyages et la capacité de transformation de l'âme-Ba : 

« Commencement des transfigurations et glorifications de la sortie de l'empire des morts et du retour en lui ; être un Bienheureux dans le Bon Occident ; sortir au jour, faire toutes transformations que l'on désire, jouer au senet sous la tente ; sortir en âme vivante, de la part de N, après sa mort. C'est profitable (même) à celui qui le lit sur terre. »

— Livre des morts (extrait du chap. 17). Traduction de Paul Barguet.
À partir de la XVIIIe dynastie, ce chapitre du Livre des Morts est fréquemment illustré par une vignette montrant le défunt assis sous un auvent et jouant contre un partenaire invisible. La scène figure aussi dans quelques tombes près des portes pour évoquer la notion de passage. D'après la Stèle de Oupouaoutmès, le défunt joue contre son ba « que son ba repose à l'intérieur de son corps, qu'il joue au senet avec lui ». À partir de la XXe dynastie, le parcours du senet est mis en relation avec le voyage souterrain de Rê et jouer une partie revient alors à accompagner le dieu solaire dans ses péripéties nocturnes.

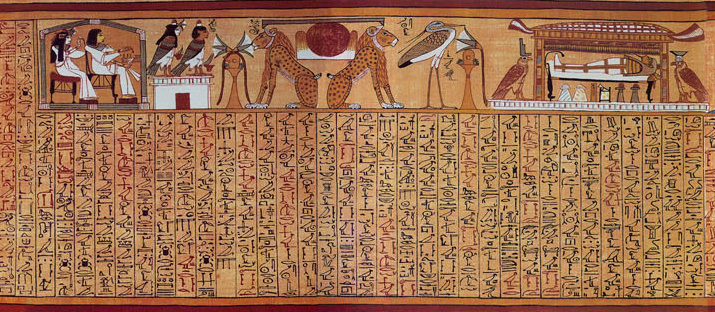
Vignette du chapitre 17 du Livre des morts, Papyrus d'Ani, British Museum.

Dans la littérature, un épisode du conte démotique de Setné et le Livre de Thot (IIIe siècle av. J.-C.) évoque la partie de senet entre vivant et mort. Dans un tombeau, le héros affronte un esprit lors de trois parties pour gagner un grimoire où sont consignés de merveilleux secrets magiques. Par métaphore, l'enjeu est l'obtention de la vie éternelle. L'Afrique contemporaine n'ignore pas cette thématique mythologique. Une légende Nyangatom rapporte qu'un opulent esprit du fleuve fut un jour capturé par des joueurs de Mancala quand il tenta de s'immiscer dans leur partie.

### L'eau de la déesse du sycomore

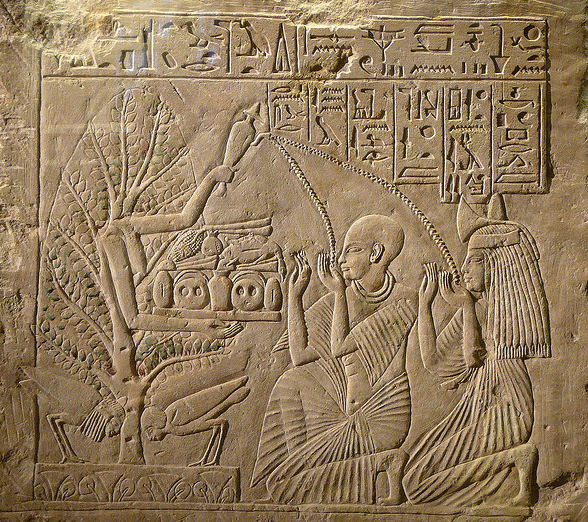
Un couple de défunts et leurs âmes-Ba sustentés par la déesse du sycomore. Musée August Kestner.

À partir du Nouvel Empire, la déesse-arbre est un motif iconographique assez répandu sur les parois des chambres funéraires, sur des stèles ou dans le Livre des Morts (chapitres 57 à 63). Le motif sert à illustrer des formules magiques qui garantissent au défunt de pouvoir respirer et de se désaltérer dans la nécropole. L'identité de cette déesse est variable selon les occurrences ; Nout, Hathor, Isis, Nephtys, Neith, Maât, etc. L'arbre est le plus souvent un sycomore (Ficus sycomorus) mais il peut aussi s'agir d'un palmier (Phœnix dactylifera). La déesse peut être assise ou debout, devant l'arbre ou surgir hors du feuillage. Parfois elle fait corps avec le sycomore, le tronc remplaçant ses jambes. Quelquefois, la déesse est réduite à deux bras et un sein. Généralement, d'une main, elle offre de l'eau fraîche jaillissant d'une aiguière et, de l'autre, un plateau de victuailles. Parfois, elle allaite le défunt en lui faisant téter son sein. Le mort peut être seul, en couple ou en famille, assis ou agenouillé devant l'arbre. Le défunt est très souvent escorté par son âme-Ba, figurée sous la forme d'un oiseau à tête humaine. Parfois, seul le ba bénéficie de la générosité du sycomore divin, son possesseur étant occupé à d'autres activités comme jouer au senet. Quelquefois, l'oiseau vole autour de l'arbre ou est occupé à picorer le sol. Très souvent, il se désaltère en buvant dans un vase, dans un creux du sol, dans un bassin ou en recueillant dans ses mains le filet d'eau lancé par la déesse.

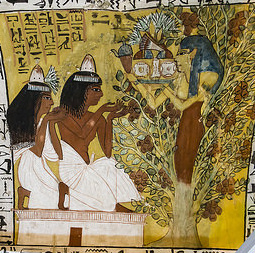
La déesse du sycomore. Tombeau de l'artisan Sennedjem.

Le sycomore est l'un des arbres les plus répandus de l'Égypte antique. Dans ce pays accablé par de fortes chaleurs, sa hauteur (20 mètres), son large tronc (6-8 mètres de diamètre) et son feuillage, large et étalé, offrent une ombre rafraîchissante pour qui s'y abrite. Ses fruits et son suc entrent dans la composition de différents remèdes, sous la forme de boissons antipyrétiques et analgésiques. Son nom égyptien de Nehet est d'ailleurs synonyme des termes de refuge, d'asile, d'abri ou de philtre et protection magique. Lorsque la déesse du sycomore est Nout, les textes mettent en avant ses aspects maternels : la déesse étant à la fois la mère d'Osiris et le ciel nocturne qui enfante Rê au petit matin, deux dieux majeurs auquel le destin post mortem de tout individu est assimilé.

« Paroles dites par le sycomore, dame des offrandes : Osiris N. triomphant, je t'apporte le pain et l'eau fraîche qui proviennent de l'offrande du seigneur de l'éternité, tu avales du pain, tu bois de l'eau grâce à mes bras, tu rajeunis grâce à eux, tu en vis comme le seigneur de l'éternité qui préside à l'Occident. »

— Sarcophage CGC29301 (extrait). Traduction de Nathalie Baum.

## Ombre (shout)

### Victoire sur la mort

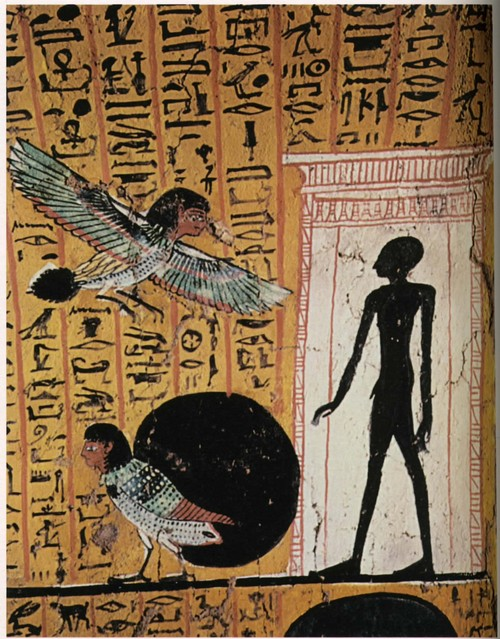
Sortie au jour de l'Ombre et de l'âme-Ba du défunt Irynefer, fresque de la tombe thébaine TT290.

Selon les Anciens Égyptiens, l’Ombre (shout) est une composante à part entière de la personnalité humaine. Après la mort, un défunt n'est complet que s'il dispose d'elle. D'après les Textes des sarcophages (chapitres 490-500), la victoire sur la mort n'est acquise que si les quatre éléments constitutifs que sont le Ba, l'Akh, l'Ombre et la Magie-Heka disposent de leur pleine liberté de mouvement. Le titre de cette série de textes est : « Formule pour faire que quelqu'un ait l'usage de ses jambes dans l'Empire des morts ». Une version courte et très résumée figure dans le chapitre 92 du Livre des Morts. Dans ce dernier texte, seuls le ba et l'Ombre sont mentionnés et semblent se confondre ou être des éléments interchangeables. Le but de ces formules magiques est de permettre l'ouverture de la tombe et la sortie sans encombre du défunt hors du monde souterrain. Le principal danger évoqué vient des génies-gardiens chargés d'éliminer les ennemis d'Osiris. Le défunt proclame, bien sûr, de ne pas faire partie de cette mauvaise engeance et d'avoir le droit d'aller et venir comme bon lui semble. Ce texte est généralement accompagné d'une illustration où l'Ombre, noire et nue, se tient debout devant la tombe. Près d'elle volette le ba sous l'apparence d'un oiseau à tête humaine. La sortie au jour est évoquée par la présence d'un soleil brillant. Dans la tombe d'Irynéfer à Deir el-Médineh (Tombe thébaine no 290), une fresque rappelle cette sortie. Son originalité est de montrer un disque noir qui peut être interprété comme l'ombre du disque solaire. Dans la pensée mythologique égyptienne, en effet, même cet astre lumineux dispose d'une ombre. Le pharaon fit ainsi construire un sanctuaire appelé Shout Rê « Ombre de Rê » en honneur de l'Aton.

« Ô mon ba, mon pouvoir-akh, ma magie-hékaou et mon ombre ! Ouvre donc les deux portes du ciel ! Ouvre donc les portes du firmament afin que l'on puisse fixer tes insignes sur toi pour que tu puisses entrer devant le grand dieu qui est dans son naos et que tu puisses voir Rê dans ses vraies formes ! Ô gardiens des mystères d'Osiris, prenez garde à ce ba qui est mien ! Veuillez ne pas le retenir prisonnier (..) »

— Textes des sarcophages, chap. 492 (extrait). Traduction de Claude Carrier

### Ombres-fourmis

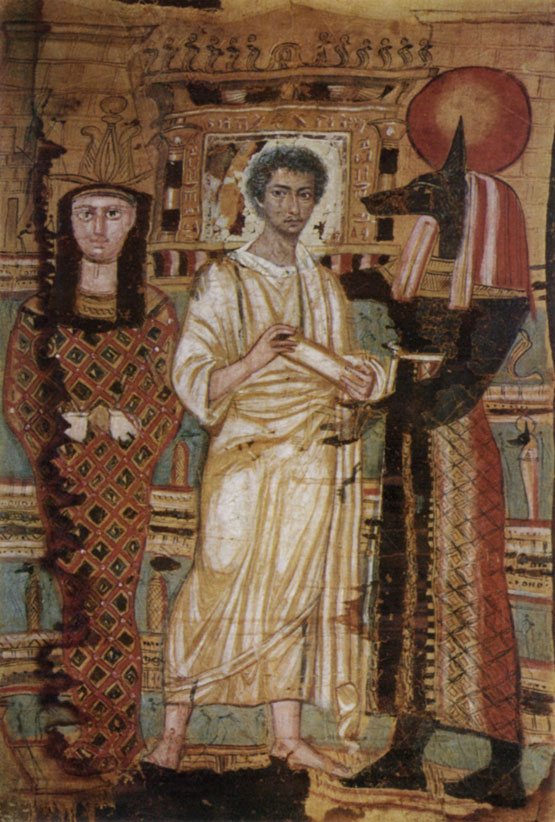
Linceul de Saqqarah (Ier siècle). Musée des Beaux-Arts Pouchkine de Moscou.

Sur six larges linceuls datés de la période romaine et retrouvés à Saqqarah figurent de minuscules ombres, noires et filiformes telles des fourmis. Elles apparaissent en divers endroits, tout autour de la représentation du défunt. Ce dernier est debout sur une barque en papyrus en compagnie d'Anubis et de la momie d'Osiris. Le nombre de ces petites ombres est très variable, de trois à vingt selon les linceuls. quelques-unes restent les bras ballants, mais la plupart se montrent très affairées en diverses tâches. Certaines manipulent un chadouf pour approvisionner le défunt en eau, d'autres s'activent autour d'un vase canope, d'autres semblent ajuster la tunique du défunt, d'autre encore manipulent de longs bâtons pour faire avancer la barque vers la nécropole. Dans toutes ces activités, les ombres représentent les bons défunts acceptés dans le monde des morts. D'autres ombres se montrent moins chanceuses, en étant dévorées par la monstrueuse Ammout ou consumées dans un brasier après n'avoir point réussi leur psychostasie (jugement des morts). L'ensemble de ces linceuls est probablement issu d'un même atelier en fonction lors des Ier siècle et IIe siècle de notre ère. Le style de la peinture mêle les influences hellénistiques et égyptiennes. À cette époque, le Livre des Morts tombe lentement en désuétude, remplacé par le Livre des Respirations, une sorte de passeport vers l'au-delà accordé par Thot et Isis. Les linceuls illustrent cette glorieuse arrivée auprès d'Osiris et dans son monde peuplé d'ombres. Les Anciens Égyptiens ont très peu représenté les ombres sauf pour illustrer quelques chapitres du Livre des Morts et quelques scènes d'embaumement sur des sarcophages tardifs. La thématique de l'au-delà comme un monde peuplé d'ombres spectrales et faméliques tient, quant à elle, plus de la culture grecque. Les activités des ombres-fourmis sont cependant toutes égyptiennes. Elles tiennent des activités confiées jusqu'alors aux Ouchebtis ; ces petites statuettes chargées d'assister le défunt en effectuant à sa place les travaux les plus ingrats
.

Ombres minuscules, (détails du linceul)
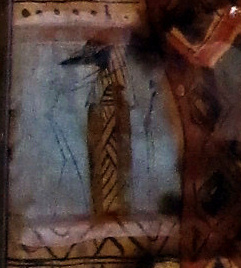
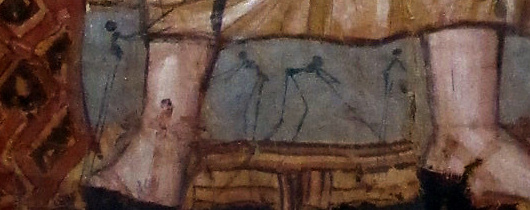
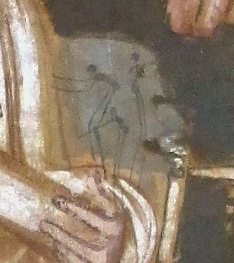
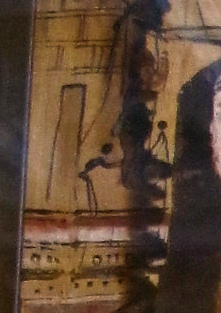

## Akh

### Notion d'efficacité
D'après les chapitres 490-500 des Textes des sarcophages, l'Akh est une composante invisible et immortelle de la personnalité d'un individu, au même titre que l'âme-Ba, l'ombre-Shout et la magie-Heka. Le plus souvent, le terme Akh désigne cependant une catégorie d'êtres invisibles et est généralement traduit en français par « esprit glorifié » ou par « mort bienheureux ». Après la mort, l'akh est donc la forme que revêt un individu en devenant une puissance spirituelle supérieure. Un akh est un vivant qui a réussi son passage vers l'au-delà et qui a échappé à la seconde mort (damnation) en réussissant l'épreuve de la pesée du cœur dans le tribunal d'Osiris. Selon l’Onomasticon d'Aménéopé, un texte de la XXe dynastie, les Akhou (pluriel de Akh) sont des êtres qui occupent la deuxième position d'importance dans l'univers, juste après les Netjerou (dieux) et avant les pharaons. D'après les Textes des pyramides, le pharaon défunt monte au ciel grâce à son akh tandis que sa momie repose sous terre dans la chambre sépulcrale. L'akh du souverain est aussi comparé à une étoile rayonnante et impérissable qui jamais ne disparaît dans le ciel nocturne.
Le mot akh n'a pas d'équivalent exact dans la langue française. Les Anciens Égyptiens le notaient avec le signe hiéroglyphique de l'ibis chauve (Geronticus eremita), un oiseau de 70-80 cm de haut, au plumage vert sombre et doté d'un long bec recourbé. Sa tête et son cou sont chauve et la peau apparente prend une couleur rougeâtre. À l'arrière de la tête, les plumes sont droites et allongées et forment une huppe caractéristique très bien rendue par les artistes égyptiens. Le mot akh dérive vraisemblablement du terme archaïque iakhou « lumière, brillance, rayonnement du soleil ». Il désigne aussi les notions de renommée, d'efficacité, d'utilité et d'excellence. Est akh « utile, efficace », un bon serviteur pour son maître, un champ fertile pour son propriétaire, une épouse féconde pour son mari, les bons conseils des lettrés pour leurs enfants ou des troupes victorieuses pour pharaon.

Oiseau Akh
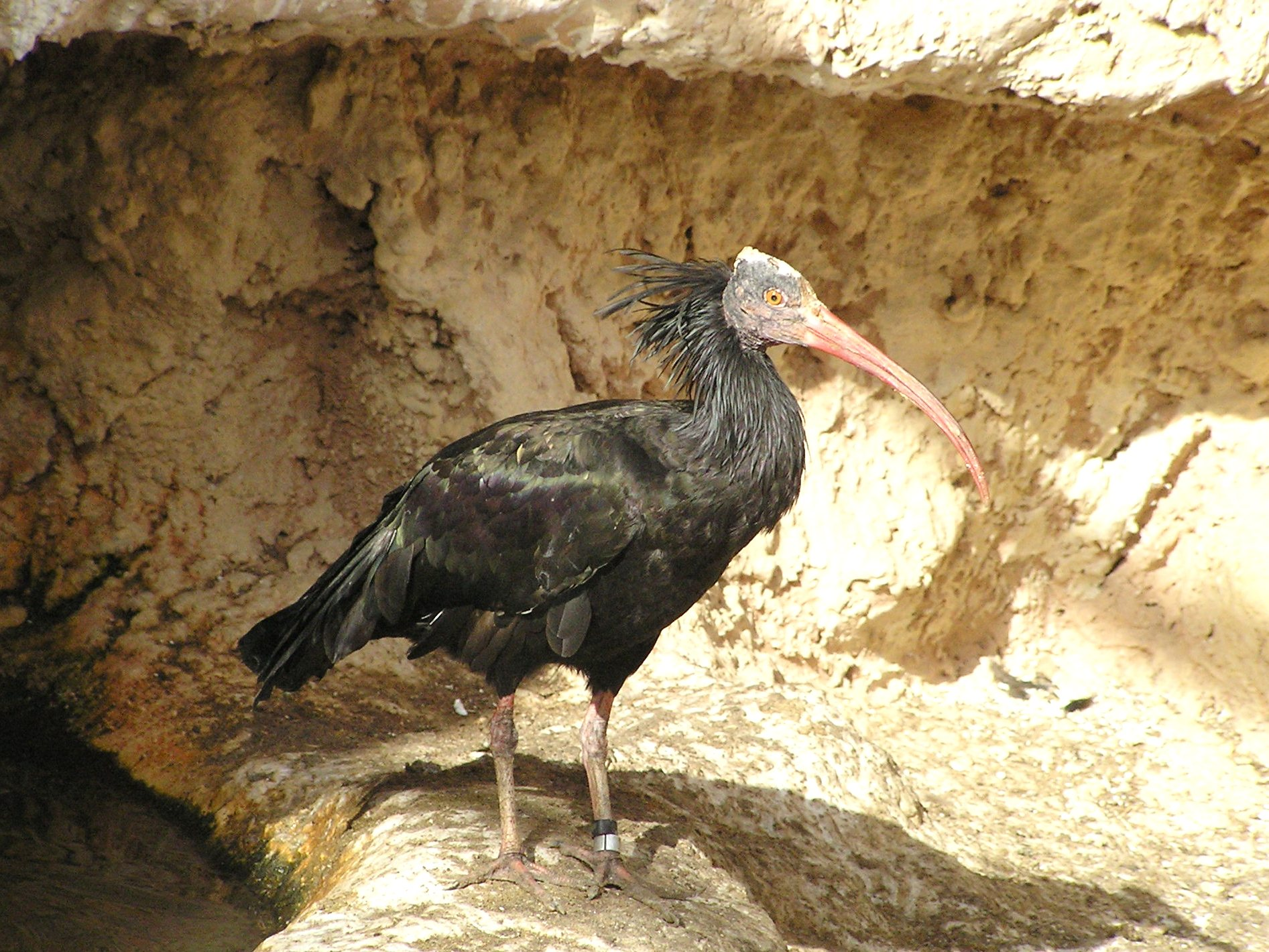
ibis chauve.
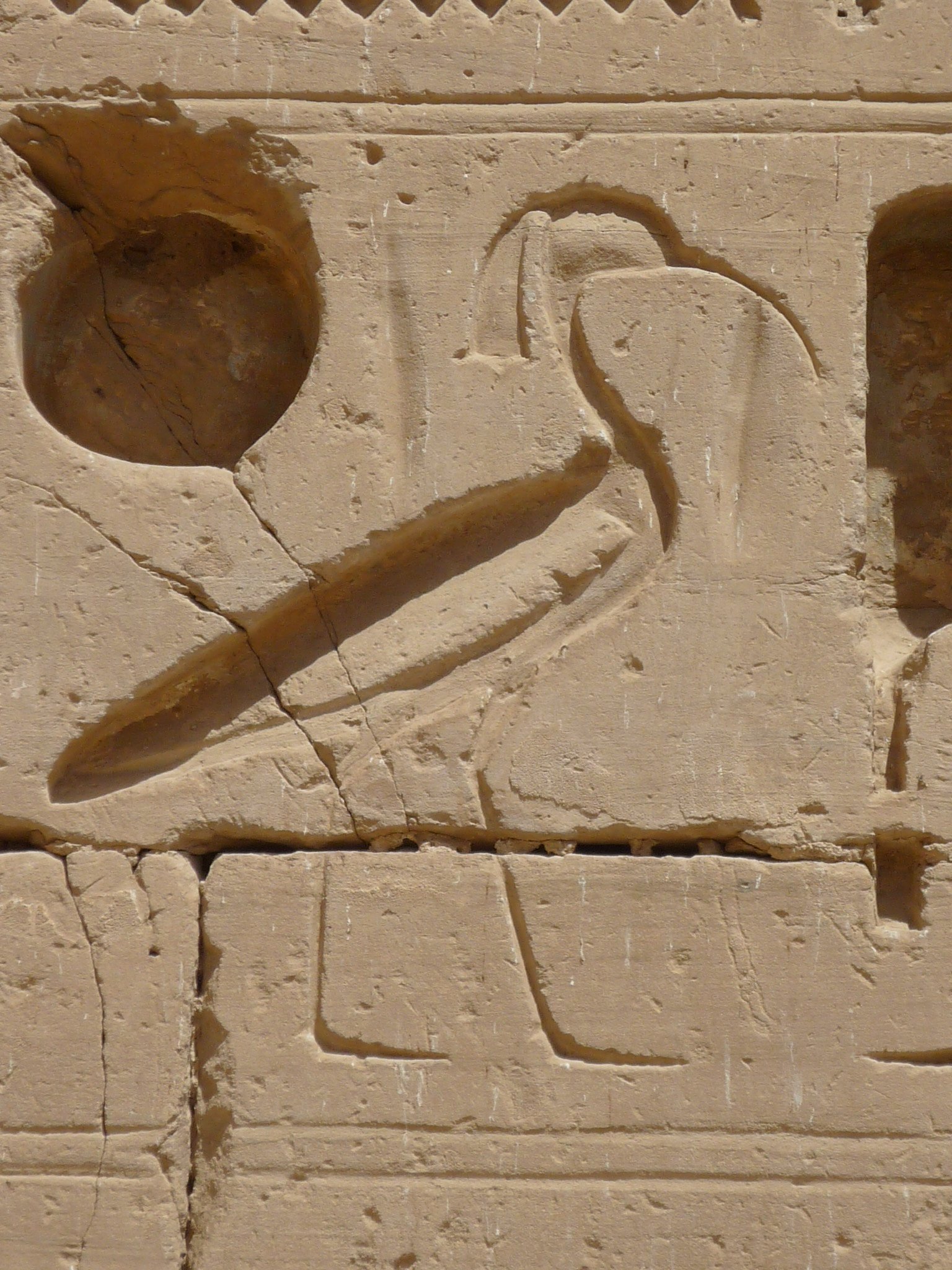
hiéroglyphe.

### Morts bienheureux

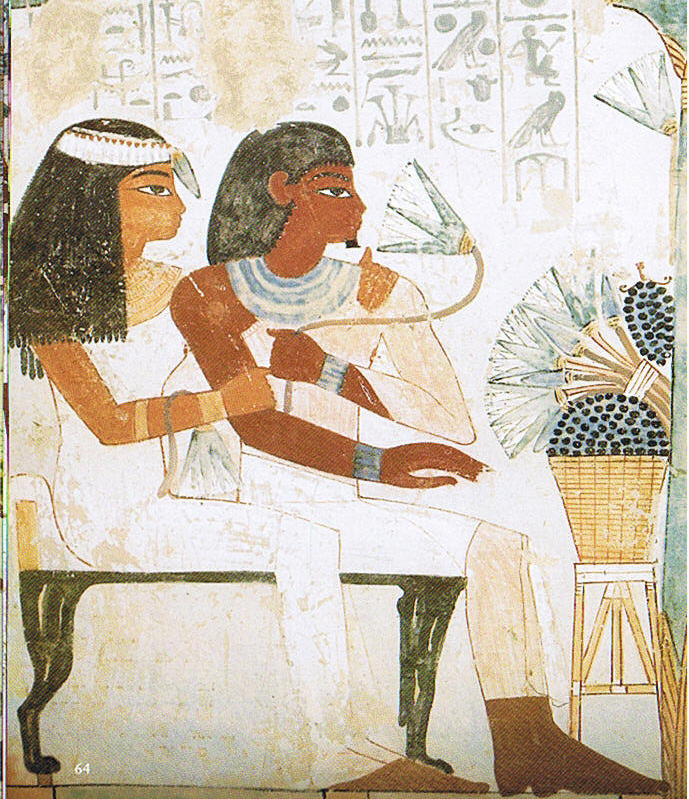
Les défunts Nakht et Taoui respirant le parfum d'une fleur de lotus (Tombe thébaine de la XVIIIe dynastie).

D'après les textes funéraires, le défunt-Akh est un être resplendissant associé à la lumière du soleil et à la brillance des étoiles. Il s'agit d'un mort qui a retrouvé toutes ses capacités d'actions et qui en a même acquises de nouvelles. En tant que substantif, le mot Akhou est aussi une puissance d'action spécifique aux dieux. La transformation du mort en esprit-Akh semble appartenir aux plus anciennes conceptions funéraires égyptiennes. Sous la première dynastie (vers -3100) est ainsi attesté le titre sacerdotal du Zekhem-iakh « Chercheur d'esprit » porté par certains hommes et femmes de cette époque. Sous l'Ancien Empire, le terme akh désigne un défunt qui a bénéficié des rites sakhou, traduit en français par « rites de glorification » ou « formules de transfigurations » et signifiant littéralement « rendre efficace ». La récitation des sakhou apparaît dans l'iconographie des tombes de la Ve dynastie (vers -2400) en montrant des prêtres apporter des objets au défunt tandis que trois prêtres-lecteurs, à genoux, se battent la poitrine en récitant des textes liturgiques, peut-être des passages des Textes des pyramides. Contrairement aux damnés-moutou « ceux qui sont morts », les défunts-Akhou ont bénéficié des rituels funéraires et sont devenus des esprits efficaces doté d'une grande puissance d'action. Dans les croyances funéraires, est akh « efficace » le fils qui accomplit les rites-sakhou pour ses parents défunts. En retour, depuis l'au-delà, le parent défunt est akh « efficace » pour le fils resté parmi les vivants en lui assurant sa bienveillante protection. Selon les lois de la réciprocité, les vivants ont pour devoir de maintenir apaisé les esprits-Akhou en respectant à la lettre les prescriptions funéraires (offrandes, libations) pour espérer, qu'en retour, ils assurent depuis l'au-delà leur protection sur leurs descendants.

### Faire venir l'esprit-Akh

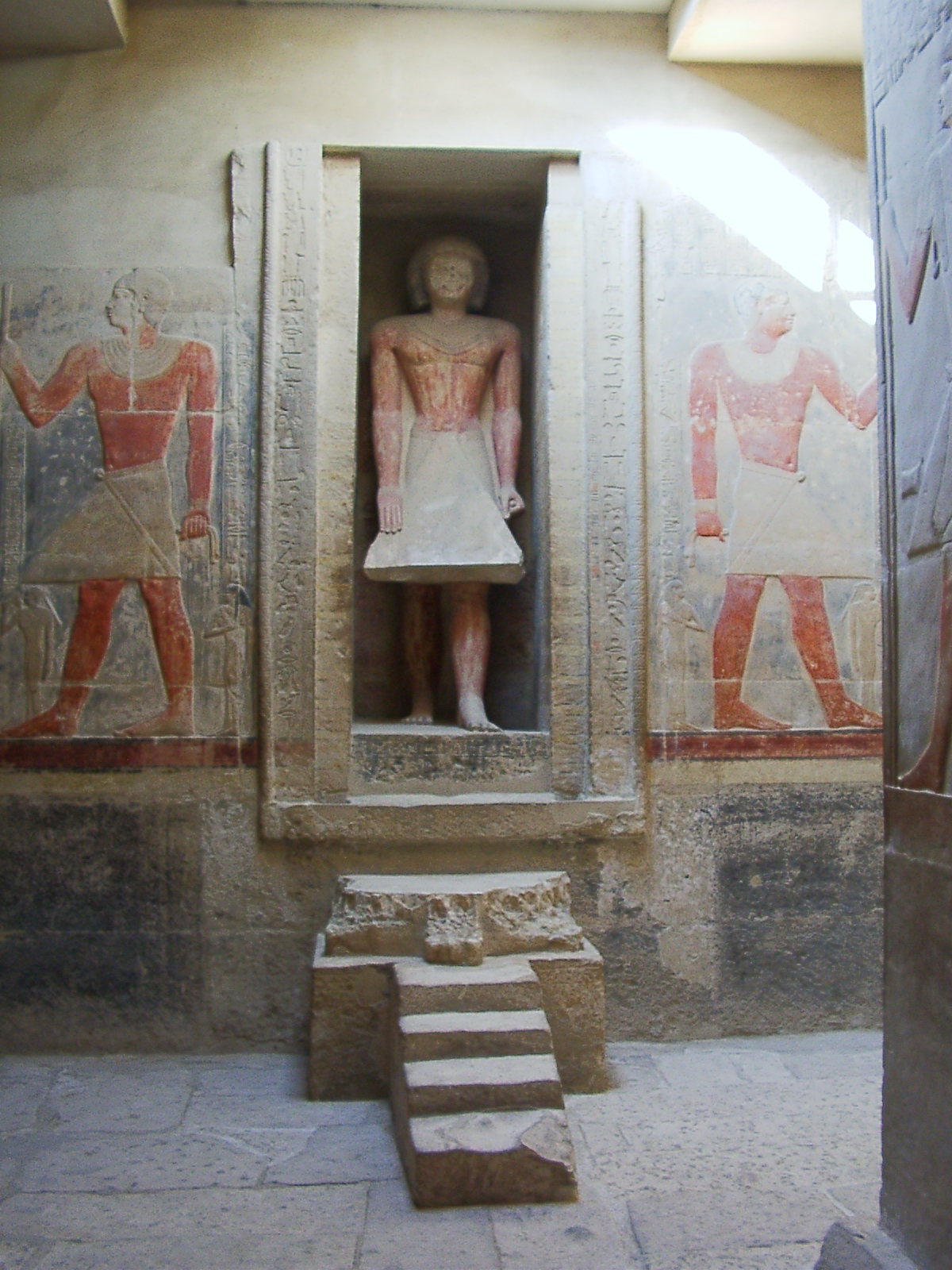
Statue et fausse-porte dans le mastaba de Mérérouka.

Après les cérémonies des funérailles, se met en place le culte sacrificiel. Le rituel consiste avant tout à présenter des offrandes au défunt et à réciter des liturgies funéraires dans la chapelle qui surmonte le tombeau souterrain. Dans une série de textes, attestée à partir du Moyen Empire et connue sous le titre de « Faire venir l'akh », l'esprit du défunt est supposé être absent. Il n'est pas présent dans sa tombe. Au contraire, il est au loin dans un endroit inconnu des vivants. D'après ces textes, la chapelle funéraire n'est pas le domicile du défunt mais un point de rencontre entre le mort et ses descendants. Lors d'une libation, le prêtre ritualiste appelle le défunt et l'invite à visiter sa tombe comme un domicile construit pour lui par les dieux. S'il lui est demandé de venir sous la forme de son ba et de son Akh, il ne doit cependant pas venir comme un esprit désincarné ou comme un spectre. Il doit s'habiller de son corps-djet, son corps d'éternité, que sont par exemple sa statue ou sa stèle fausse-porte perçus comme des points de jonction entre la terre et l'au-delà.

« Ô Osiris N, es-tu au ciel ? Dans la terre ? Viens, viens comme Akh ! Puissent tes jambes t'amener, puisses-tu voir ta maison que voici que Séchat t'a construite et sur les murs de laquelle Thot s'est dressé pour toi, à ce tien pain, à cette tienne bière, que j'ai préparé pour toi. Es-tu au Sud, au Nord, à l'Ouest, à l'Est ? Viens, maître de la puissance Akh, reviens, ô Osiris, viens ! Je fais pour toi ce que Horus a fait pour son père Osiris, je suis venu te chercher. »

— Formule pour faire venir l'Akh. Traduction de Jan Assmann.

### Fantômes malfaisants
Les Akhou (pluriel du mot Akh) sont perçus comme des êtres surnaturels, des esprits tantôt bienfaisants, tantôt malfaisants qui peuplent l'au-delà et les nécropoles tels les fantômes et les démons des croyances actuelles. D'une manière très commune, le mot Akhou désigne les morts dotés d'une puissance divine. Dans les Textes des sarcophages, les défunts apparaissent sous l'expression Akh netjery « esprit divin » en référence à leur existence surnaturelle aux côtés des dieux. Les Akhou ont la possibilité d'agir dans le monde des vivants. Selon les inscriptions des mastabas de l'Ancien Empire, l'akh du défunt veille sur la bonne intégrité de la tombe et n'hésite pas à punir les mécréants, les pilleurs et les voleurs qui sévissent dans les cimetières. Au contraire, l'akh se montre bienveillant envers les gens respectueux :

« Quant à quiconque entrera dans cette mienne tombe en état d'impureté, après avoir mangé le dégoût qui dégoûte un esprit capable, sans se purifier pour moi comme il faut se purifier pour un esprit capable, qui faisait ce qui plaît à son seigneur, je vais le saisir comme un oiseau, je vais répandre sur lui la terreur que j'inspire de sorte que les esprits et ceux qui sont sur terre voient, et qu'ils soient effrayés à cause d'un esprit capable, et je vais être jugé avec lui dans ce tribunal auguste du dieu grand. Mais quant à quiconque entrera dans cette mienne tombe en état de pureté, de sorte que je sois satisfait de lui, je serais son secours dans la nécropole et dans le tribunal du grand dieu. »

— Mastaba de Ânkhmâhor, Saqqarah, VIe dynastie. Traduction de Alessandro Roccati.

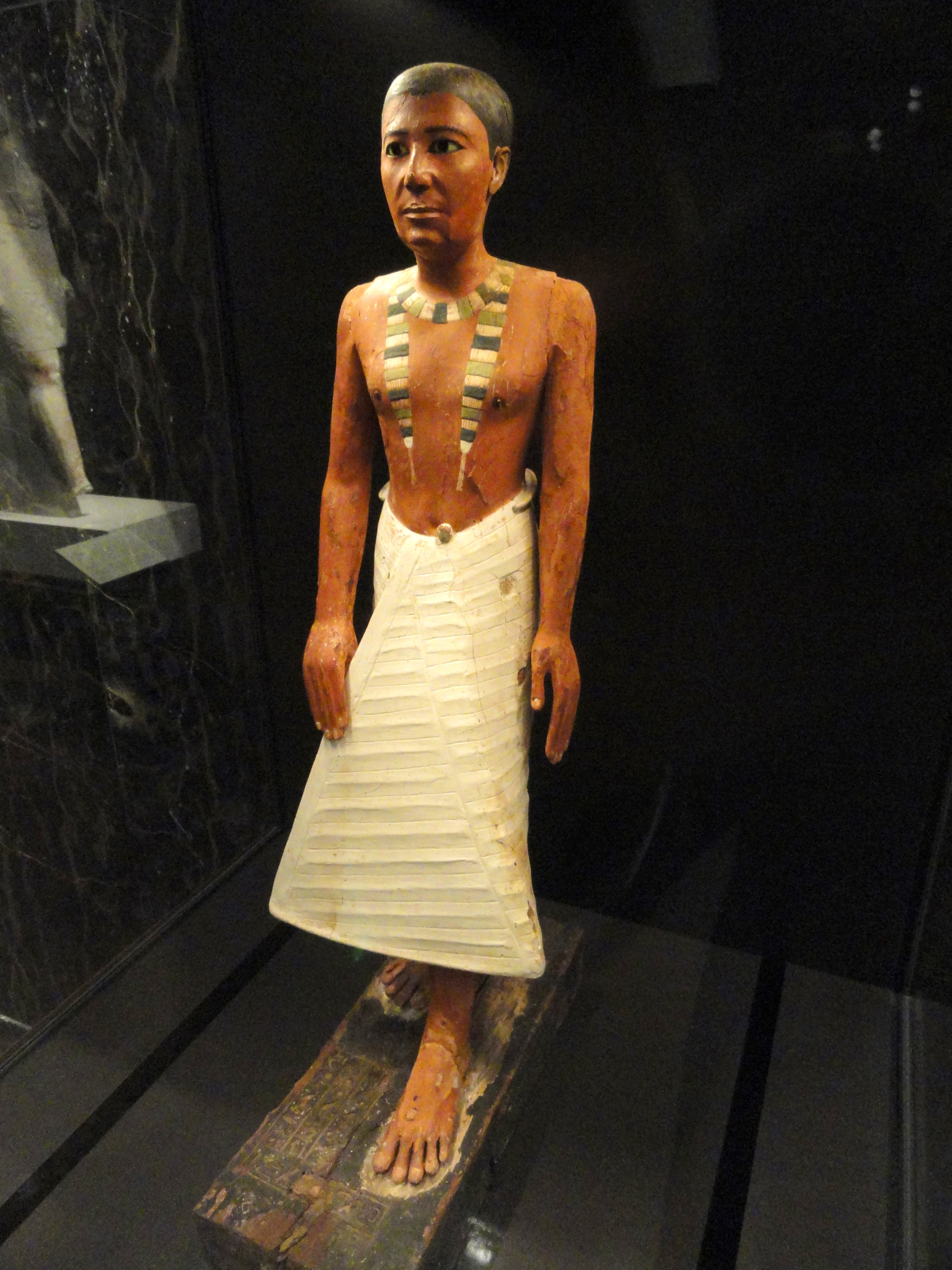
Statue de Metjetji,. Musée d'art Nelson-Atkins, Missouri.

La crainte des morts dangereux s'est exprimée dans la littérature égyptienne. Dans un conte du Nouvel Empire, le Conte du revenant, transcrit sur plusieurs ostraca datés de la XIXe dynastie, le grand-prêtre Khonsouemheb invoque les dieux du ciel et parvient à entrer en contact avec l'esprit-Akh du défunt Nioutbousemekh décédé depuis plus de sept-cents ans. Oublié de tous, sa tombe est tombée en ruine et a disparu sous les sables du désert. Privé de sépulture, l'esprit est condamné à l'errance, à la faim et à la solitude. Pour mettre fin à cette piteuse condition, Khonsouemheb promet à l'esprit de lui retrouver sa tombe, de la rénover et de rétablir son culte funéraire. Le texte est très lacunaire, mais il est permis de penser que l'esprit manifestait sa colère en troublant la paisible existence de Khonsouemheb.
Les actions malveillantes des esprits-Akhou dans la sphère des vivants sont évoquées par une maxime de l'Enseignement d'Ani rédigé durant la période ramesside. Selon cette sagesse, chaque esprit-Akh, tel un génie familial, reste attaché à sa maisonnée d'origine. Lorsqu'il est irrité, il gâche les récoltes, fait mourir le bétail et sème la zizanie :

« Satisfait le génie, fais ce qu'il désire. Tiens-toi exempt de son tabou, et tu seras préservé des nombreux dommages qu'il cause. Garde-toi de toute perte. La bête du troupeau qui est volée dans les champs, c'est lui qui a agi ainsi. Quant au manque dans l'aire de dépiquage dans les champs, « C'est le génie ! » dit-on aussi. S'il met la perturbation dans sa maison, c'est avec la conséquence que les cœurs se désunissent. Aussi le supplient-ils tous. »

— Enseignement d'Ani, (21, 20 - 22, 3). Traduction de Pascal Vernus.

### Lettres aux morts

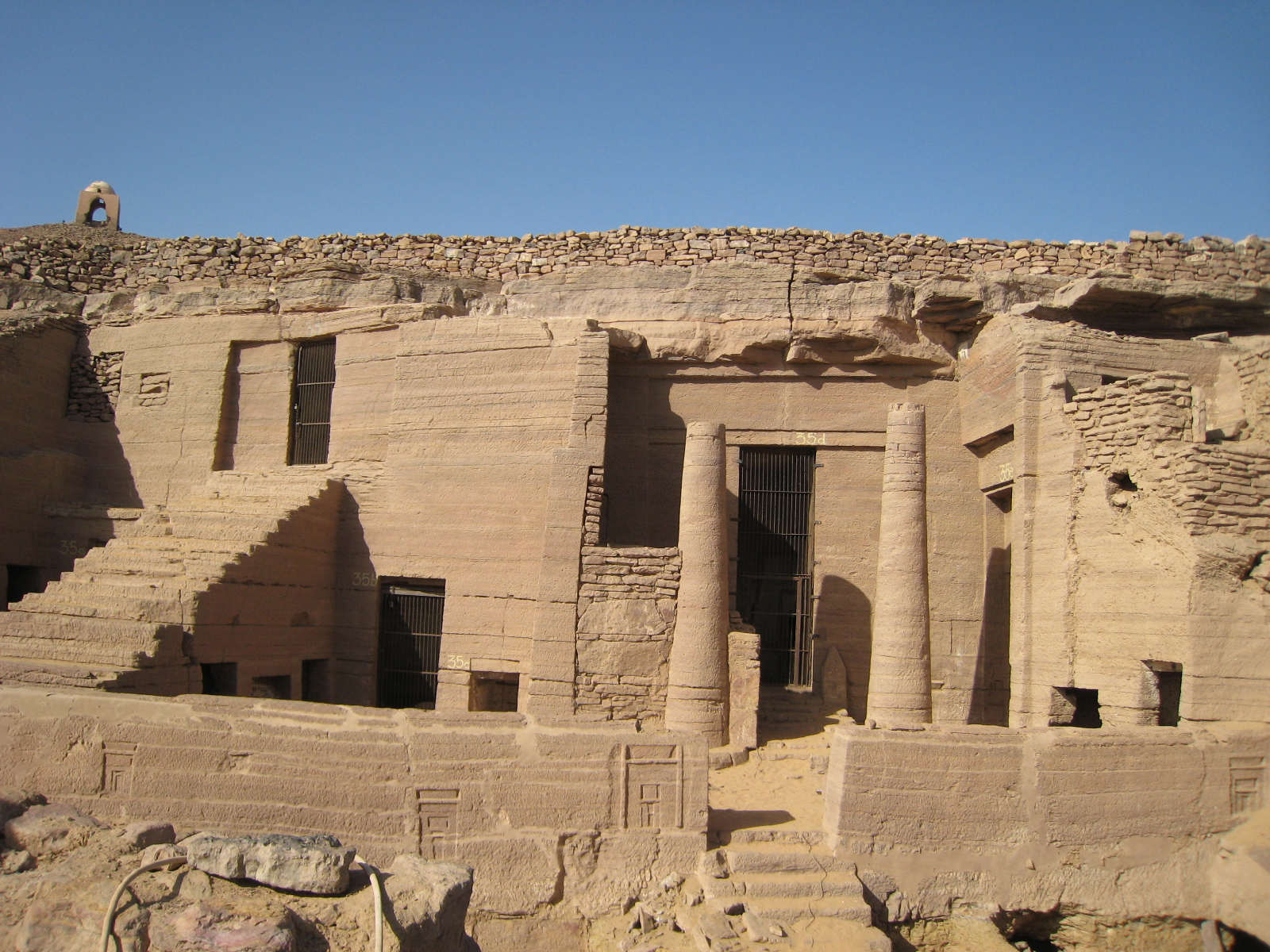
Tombeaux creusés dans le rocher de Qubbet el-Hawa.

Les lettres aux morts sont des requêtes épistolaires en écriture hiératique, adressées aux esprits-Akhou par les vivants, pour tenter de mettre fin à un préjudice moral, physique, ou financier. Les supports de l'écriture sont variés ; bols, jarres, statuettes, tissus, papyrus. Cette pratique est surtout attestée durant la Première Période intermédiaire et au début du Moyen Empire. L'origine du désordre est toujours considérée comme surnaturelle car provoquée par un défunt en colère ou par un vivant possédé par un défunt. Contacté pour mettre fin au trouble, l'esprit-Akh est généralement un ancien chef de domaine agricole qui, de son vivant, avait autorité sur une large maisonnée composée, outre le couple conjugal, des enfants, des affiliés célibataires, des vieilles veuves et de la large cohorte des domestiques et travailleurs manuels (ouvriers et paysans). De son vivant, le maître de la maisonnée se doit de régler les différends, bisbilles et mésententes entre les membres de son domaine. Après sa mort, son fils aîné lui succède sur terre dans ce rôle. Cependant, le maître défunt continue à exercer son influence depuis l'au-delà, en intercédant pour ses descendants dans les tribunaux divins où les destinées humaines sont discutées. Les Akhou sont ainsi invoqués pour mettre fin à une spoliation d'héritage, pour trancher sur la légitimité de la possession d'un champ, pour mettre fin à une torpeur physique, pour sévir contre le fantôme d'un serviteur décédé, pour accorder une naissance à un couple infertile. D'autres missives émanent de veufs qui supplient l'épouse décédée de ne plus exercer sa vindicte contre la nouvelle épouse et ses enfants.

« Envoi de Dédi au prêtre Antef qu'a mis au monde Iounakht : Qu'en est-il de la servante Imou qui est malade ? Ne combats-tu pas pour elle nuit et jour face à tous ceux qui agissent contre elle et toutes celles qui agissent contre elle ? Pourquoi est-ce ton porche ruiné que tu désires ? Bats-toi pour elle maintenant vraiment, et on maintiendra sa maisonnée et on versera de l'eau pour toi ! S'il n'y a plus rien dans ta main, alors ton domaine sera dévasté ! Est-il possible que tu ne saches pas que c'est la servante qui approvisionne ton domaine en main d'œuvre ? Bats-toi pour elle ! Éveille-toi pour elle ! Sauve-la face à tous ceux et toutes celles qui agissent contre elle, ainsi ton domaine et tes enfants seront maintenus. »

— Bol du Caire, lettre de Dédi pour que le défunt Antef guérisse la servante Imou. Traduction de Sylvie Donnat Beauquier.

### Dictionnaire
- Maria Carmela Betrò, Hiéroglyphes : Les mystères de l'écriture, Paris, Flammarion, 1995, 251 p. (ISBN 2-08-012465-X)
- Yvonne Bonnamy et Ashraf Sadek, Dictionnaire des hiéroglyphes, Arles, Actes Sud, 2010, 986 p. (ISBN 978-2-7427-8922-1)
- Jean-Pierre Corteggiani (ill. Laïla Ménassa), L'Égypte ancienne et ses dieux, dictionnaire illustré, Paris, éditions Fayard, 2007, 589 p. (ISBN 978-2-213-62739-7)
- Isabelle Franco, Nouveau Dictionnaire de Mythologie égyptienne, Paris, Pygmalion, 1999, 320 p. (ISBN 2857045832)

### Études
- Jan Assmann, Maât, l'Égypte pharaonique et l'idée de justice sociale, Paris, MDV, 1999, 173 p. (ISBN 2909816346)
- Jan Assmann, Images et rites de la mort dans l'Égypte ancienne, Paris, Cybèle, 2000, 128 p. (ISBN 2951209266)
- Jan Assmann, Mort et au-delà dans l'Égypte ancienne, Monaco, Le Rocher, coll. « Champollion », 2003, 142-169 p. (ISBN 2268043584), chap. 4 (« La mort, dissociation : la personne du mort et ses composantes »)
- Nathalie Baum, Arbres et arbustes de l'Égypte ancienne, Louvain, Peeters, 1988, 381 p.
- Raphaël Bertrand, Deux formes du culte funéraire égyptien : Formule d'offrandes & contrats d'Assiout, Beuvrages, Éditions l'Empire de l'Âme, 2014, 108 p. (ISBN 9782365220330)
- (en) Andrey O. Bolshakov, Man and his Double in Egyptian Ideology of the Old Kingdom, Wiesbaden, Harrassowitz Verlag, coll. « Ägypten und Altes Testament » (no 37), 1997, 336 p. (ISBN 3447038926, lire en ligne)
- (de) Hellmut Brunner, « Herz », Lexikon der Ägyptologie - Band II (Erntefest - Hodjedef), Wiesbaden, Otto Harrassowitz,‎ 1977, p. 1159-1168 (lire en ligne)
- (fr + en) Collectif, La notion de personne en Afrique noire : [actes du Colloque International sur "La Notion de Personne en Afrique Noire", organisé dans le cadre des colloques internationaux du Centre National de la Recherche Scientifique à Paris, du 11 au 17 octobre 1971], Paris, L'Harmattan, 1973, 596 p. (ISBN 2738421652)
- Philippe Derchain, « Anthropologie. Égypte pharaonique », Dictionnaire des Mythologies, Paris, Flammarion/GLM,‎ 1999, p. 87-95 (ISBN 2702828817)
- Philippe Derchain, « Divinité. Le problème du divin et des dieux dans l'Égypte ancienne », Dictionnaire des Mythologies, Paris, Flammarion/GLM,‎ 1999, p. 631-639 (ISBN 2702828817)
- Sylvie Donnat, « Le Dialogue d'un homme avec son ba à la lumière de la formule 38 des Textes des Sarcophages », BIFAO 104, Le Caire,‎ 2004, p. 191-205 (lire en ligne)
- Sylvie Donnat Beauquier, Écrire à ses morts : Enquête sur un usage rituel de l'écrit dans l'Égypte pharaonique, Grenoble, Éditions Jérôme Millon, coll. « Horos », 2014, 288 p. (ISBN 9782841372522)
- (de) Erika Feucht, « Herzkarabäus », Lexikon der Ägyptologie - Band II (Erntefest - Hodjedef), Wiesbaden, Otto Harrassowitz,‎ 1977, p. 1168-1170 (lire en ligne)
- Erik Hornung, L'esprit du temps des pharaons, Paris, Philippe Lebaud Éditeur/Édition du Félin, 1996, 181-197 p. (ISBN 2866452372), chap. XI (« L'homme : poisson et oiseau »)
- Christian Jacq, La tradition primordiale de l'Égypte ancienne selon les Textes des Pyramides, Paris, Grasset, 1998, 320 p. (ISBN 2246538114)
- Lilyan Kesteloot, « La personne en Afrique noire : un "nœud de participation" », Encyclopédie des religions, Paris, Bayard/GLM,‎ 2000, p. 1723-1727 (ISBN 2702842585)
- Charles Kuentz, « Autour d'une conception égyptienne méconnue: l'Akhit ou soi-disant horizon. », BIFAO 17,‎ 1920, p. 121-190 (lire en ligne)
- Bernard Mathieu, « Et tout cela exactement selon sa volonté. La conception du corps humain (Esna n° 250, 6-12) », CENIM 5: Et in Ægypto et ad Ægyptum, Montpellier, vol. 3,‎ 2012, p. 499-516 (ISSN 2102-6637)
- Dimitri Meeks, « La hiérarchie des êtres vivants selon la conception égyptienne », CENIM 5: Et in Ægypto et ad Ægyptum, Montpellier, vol. 3,‎ 2012, p. 517-546 (ISSN 2102-6637)
- Bernadette Menu, Maât, l'ordre juste du monde, Paris, Michalon, 2005, 120 p. (ISBN 2841862836)
- Luc Pfirsch, « L'homme égyptien : dimension sensible, dimension cachée », Encyclopédie des religions, Paris, Bayard/GLM,‎ 2000, p. 1690-1694 (ISBN 2702842585)
- (en) Peter A. Piccione, « The Egyptian Game of Senet and the Migration of the Soul », Ancient Board Game in perspective, Londres,‎ 2007, p. 54-63 (lire en ligne)
- (en) Peter A. Piccione, « The gaming episode in the Tale of Setne Khamwas as religious metaphor », For his Ka. Essays offered in memory of Klaus Baer, Chicago,‎ 1994, p. 197-204 (lire en ligne)
- Isabelle Régen, « Ombre. Une iconographie singulière du mort sur les « linceuls » d'époque romaine provenant de Saqqâra », CENIM 5: Et in Ægypto et ad Ægyptum, Montpellier, vol. 4,‎ 2012, p. 603-648 (ISSN 2102-6637)
- Fernand Schwarz, Égypte : Les Mystères du sacré, Éditions du Félin, 1987
- Fernand Schwarz, Initiation aux Livres des morts égyptiens, Albin Michel, 1988
- Frédéric Servajean, « Le cycle du ba dans le Rituel de l'embaument P.Boulaq III, 8, 12-8, 16 », ENIM 2, Montpellier,‎ 2009, p. 9-23 (lire en ligne)
- Brigitte Ouellet, Le Désillusionné et son ba du papyrus Berlin 3024. L'herméneutique d'une expérience ontophanique, Montréal, www.academia.edu, 2004, 328 p. (lire en ligne)
- Pascal Vernus, « Name, Namengebung, Namensbildung », Lexikon der Ägyptologie, Wiesbaden, Otto Harrassowitz, vol. IV,‎ 1982, p. 320-337 (lire en ligne)
- Collectif, La Naissance du monde, Paris, Le Seuil, coll. « Sources orientales », 1959, chap. 1 (« Jean Yoyotte : La naissance du monde selon l'Égypte antique »)

### Médecine et magie
- Thierry Bardinet, Les papyrus médicaux de l'Égypte pharaonique, Paris, Fayard, 1995, 591 p. (ISBN 2213592802, présentation en ligne)
- Richard-Alain Jean, « Notes complémentaires sur le cœur en Egypte », Histoire de la médecine en Egypte ancienne,‎ cherbourg, 06 mai 2013 (lire en ligne)
- Richard-Alain Jean, « Notes complémentaires sur le cœur en place, embaumé, ou perdu en Égypte », Histoire de la médecine en Egypte ancienne,‎ cherbourg, 20 mai 2013 (lire en ligne)
- Richard-Alain Jean, « La médecine égyptienne – « Médecine cardiaque » : le cœur, l'infectiologie », Pharaon magazine, no 13  passage = 42-46,‎ juin 2013 (ISSN 1636-5224).
- Christian Jacq, Le Monde magique de l'Égypte ancienne, Monaco, 1983 (réimpr. 1998), 207 p. (ISBN 2702813380)
- Yvan Koenig, Magie et magiciens dans l'Égypte ancienne, Paris, Pygmalion, 1994, 360 p. (ISBN 2857044151)
- Serge Sauneron, « Le germe dans les os », BIFAO, no 60,‎ 1960, p. 19-27 (lire en ligne)
- Jean Yoyotte, « Les os et la semence masculine. À propos d'une théorie physiologique égyptienne », BIFAO, Le Caire, no 61,‎ 1961, p. 139-146 (lire en ligne)
- Bernard Ziskind et Bruno Halioua, « La conception du cœur dans l’Égypte ancienne », M/S : médecine sciences, Volume 20, numéro 3,‎ mars 2004, p. 367-373 (lire en ligne)

### Traductions
- Sylvie Cauville, Dendara : Les chapelles osiriennes, Le Caire, IFAO, coll. « Bibliothèque d'étude », 1997 (ISBN 2-7247-0203-4)vol. 1 : Transcription et traduction (BiEtud 117),
vol. 2 : Commentaire (BiEtud 118), 
vol. 3 : Index (BiEtud 119)
- Paul Barguet, Le Livre des Morts des Anciens Égyptiens, Paris, Éditions du Cerf, 1967 (ISBN 2204013544)
- Paul Barguet, Textes des Sarcophages égyptiens du Moyen Empire, Paris, Éditions du Cerf, 1986, 725 p. (ISBN 2204023329)
- Raphaël Bertrand, Les Textes de la Pyramide d'Ounas, vol. 1./ Traduction et translittération, Paris, Anoup éditions, 2004, 240 p. (ISBN 2-9507515-1-2)
- Claude Carrier (préf. Bernard Mathieu), Textes des Sarcophages du Moyen Empire Égyptien, Éditions du Rocher, coll. « Champollion », 2 décembre 2004, 2732 p. (ISBN 226805229X)
- Claude Carrier, Textes des Pyramides de l'Égypte ancienne : Tome II, Textes de la pyramide de Pépy Ier, Paris, Cybèle, 2009 (ISBN 978-2-915840-12-4), p. 423 à 1149
- Claude Carrier, Grands livres funéraires de l'Égypte pharaonique, Paris, Cybèle, 2009, 547 p. (ISBN 9782915840087)
- Christian Jacq, L'Enseignement du sage égyptien Ptahhotep : le plus ancien livre du monde, Paris, Éditions La maison de Vie, 1993, 147 p. (ISBN 270281347X)
- Grégoire Kolpaktchy, Livre des morts des Anciens Égyptiens, Paris, Omnium littéraire/GLM, 1954 (réimpr. 1997) (ISBN 270280179X), « Introduction », p. 13-75
- Claire Lalouette (préf. Pierre Grimal), Textes sacrés et textes profanes de l'ancienne Égypte II : Mythes, contes et poésies, Paris, Gallimard, 1987, 315 p. (ISBN 2-07-071176-5)
- Gustave Lefebvre, Romans et contes égyptiens de l'époque pharaonique, Paris, Librairie d'Amérique et d'Orient Adrien Maisonneuve, 1976, 233 p.
- Bernard Mathieu, Dialogue d'un homme avec son ba, Montpellier, www.academia.edu, 2014 (lire en ligne)
- Laura Parys, L'Égyptien dans la tourmente. Le concept d'isfet dans la littérature dite «pessimiste» de l'Égypte ancienne, Bruxelles, Safran (éditions), 2024, 492 p. (ISBN 978-2-87457-147-3)
- Guy Rachet, Le livre des morts des anciens Égyptiens, Champollion éditions du Rocher, 1996, p. 22-23.
- Alessandro Roccati, La littérature historique sous l'Ancien Empire égyptien, Paris, Le Cerf, 1982, 320 p. (ISBN 2204018953)
- Fernand Schwarz, Initiation aux livres des morts égyptiens, Albin Michel, coll. "Spiritualités vivantes", 1988, p. 25-28.
- Jacques Vandier, Le Papyrus Jumilhac, Paris, CNRS, 1961, 349 p.
- Pascal Vernus, Sagesses de l'Égypte pharaonique, Paris, Imprimerie Nationale, 2001, 414 p. (ISBN 2743303328)